# 快盗戦隊ルパンレンジャーVS警察戦隊パトレンジャー
『快盗戦隊ルパンレンジャーVS警察戦隊パトレンジャー』（かいとうせんたいルパンレンジャー ブイエス けいさつせんたいパトレンジャー）は、2018年2月11日から2019年2月10日まで、テレビ朝日系列で毎週日曜9時30分 - 10時（JST）に全51話が放送された、東映制作の特撮テレビドラマ。略称は『ルパパト』。
キャッチコピーは「正義のアウトロー VS 絶対のヒーロー」。

## 概要

### 特徴
スーパー戦隊シリーズ第42作目となる本作品では、義賊として民衆から英雄視される快盗戦隊ルパンレンジャーと、市民の正義と理想の未来のために職務として戦う警察戦隊パトレンジャーの2つの戦隊が物語冒頭から登場する対立する2つの戦隊を採用している。両戦隊は異世界から現れた犯罪集団・ギャングラーという共通の敵がいながら、目的や信念の違いで互いに相容れることのない宿敵として設定されており、時には敵対、時には共闘しつつ、アルセーヌ・ルパンが遺した宝物を巡り三つ巴の戦いを繰り広げるという内容になっている。

## あらすじ
今から約100年前に活躍した希代の大快盗、アルセーヌ・ルパンが密かに収集していた秘宝ルパンコレクション。人類を繁栄させることも、滅ぼすことも出来る力を秘めたこの秘宝が、異世界からやってきた犯罪者集団ギャングラーにより強奪された。ルパンの末裔に仕える執事のコグレは、ギャングラーにより肉親や愛する人、親友を奪われた夜野魁利・宵町透真・早見初美花をスカウトし、義賊集団快盗戦隊ルパンレンジャーを結成。ルパンコレクションの奪還を依頼された3人は、ギャングラーを相手に快盗としての戦いを始めた。
一方、国際警察（GSPO）もルパンレンジャーをマークし、世間を騒がす泥棒でもある彼らをギャングラーもろとも逮捕するべく捜査網を広げていたが、凶悪なギャングラーに対抗する装備を持たない国際警察はルパンレンジャーの後塵を拝する状況が続いていた。しかし、ルパンレンジャーが変身に使うルパンコレクションの一つ、VSチェンジャーと全く同じものをGSPOが入手したことで、朝加圭一郎・陽川咲也・明神つかさの3人は、警察戦隊パトレンジャーに変身する力を得る。
こうして互角の力を持った2つの戦隊はギャングラーという共通の敵を持ち、時に共闘しながらも、互いの願いと信念の違いから相容れることなく、それぞれの目的を持って三つ巴の争いを繰り広げながらルパンコレクションを追い続ける。

## 登場人物

### 2大戦隊

#### 快盗戦隊ルパンレンジャー
物語開始の1年前にザミーゴ・デルマによってそれぞれの大事な人を氷漬けにされて失い、彼らを取り戻すためにコグレのスカウトでルパンレンジャーとなった3人組の快盗。
普段はビストロジュレの従業員を装っているが、コグレからギャングラーとルパンコレクションの情報を受け取ると、それぞれのカラーの入ったタキシード（レッド・ブルー）・ドレス（イエロー）とシルクハット、マスクを身につけ、快盗としての行動を開始する。
ルパンレンジャーとして活動する際のルールと約束として「危機に陥っても自力でピンチを切り抜ける」「誰かが志半ばで倒れても、残った者が必ず目的を達成する」という取り決めを交わしている。一方で作業を分担しながらコレクションを回収するなど高いレベルでのチームプレーを誇る。
快盗チェンジ中は、正体が明るみに出ないようにそれぞれのパーソナルカラーで呼び合うが、3人だけの時は名前で呼び合うこともある。必殺技を繰り出す際は技名を呼称しない。
名乗りの口上は個々ではコードネームのみであり、合言葉は、戦闘開始時は「予告する。アンタのお宝頂くぜ！（レッド） / 予告する。お前のお宝頂くぞ！（ブルー）」、ルパンコレクション回収時は「ルパンコレクション いただき！（レッド・イエロー） / ルパンコレクションは頂いた！（ブルー）」、勝利後は「永遠に…アデュー」。
パトレンジャーを救うためにゴーシュとの取引で捕まったノエルの公開処刑時に彼を救出するために処刑場に乗り込みドグラニオから素顔を明かすことを要求され、正体を明かしたことでついにパトレンジャーや世間にも知られることとなる。これにより指名手配されたため、ゴーシュとの戦闘後は行方を晦まし、コグレに手配してもらった隠れ家に潜伏することになったが、ドグラニオとの戦闘で負傷し、透真と初美花が意識不明の重体で身柄を確保され、警察病院に入院した。その後、2人は病室から脱出し、咲也とつかさから押収した装備一式を託され、魁利と共にザミーゴとの最終決戦に臨み、ノエルから授かった秘策を使い撃破、氷漬けにされた大切な人を取り戻したが、そのままドグラニオのゴールド金庫に閉じ込められた。しかし1年後、彼らの大切な人たちによって捕まったジャックポットストライカーの手引きによりゴールド金庫から脱出、最後のコレクションを持ったギャングラー怪人カーゼミーと戦う圭一郎たちの前に姿を現した。
- 3人の名前は、夜にちなんだネーミングとなっている[13]。
- メイン監督の杉原は、3人のキャラの立て方について、立ち方や歩き方などは「無駄にカッコよく」というのをこだわったという[14]。
- 衣装については、招かざる客として彼らなりの信念で正装で臨むものとなっている[11]。初美花やコグレが作ったり用意したという設定はないものの、指紋を付けないために手袋をするということなどを意識したという[11]。
- チーフプロデューサーの宇都宮孝明によれば、快盗側と警察側でそれぞれセットを用意する都合上、正体バレすると片方が使えなくなるため、セットを建てた時点で終盤までルパンレンジャーの正体が国際警察に知られないという展開に確定したという[13]。そのため、メインライターの香村純子は、正体を明かさない状態で変身前の関係性を深めるのは難しかったと述べている[13]。

夜野 魁利（）
ルパンレッドに変身する青年。ルパンレンジャーのリーダーを務め、主にコグレからの情報を受け取る役目を担う。19歳→20歳。血液型はO型、身長177センチメートル。幼いころに両親を亡くし、兄の勝利と長らく二人暮らしだったが、高校卒業後の現在はジュレに住み込みで働いている。
普段はノリが軽く非好戦的な性格だが、覚悟を決めると本気を出すタイプ。その本気は鬼気迫るものがあり、例えばギーウィのラッキーペンダントを、そのリスクを知りつつもギーウィに全ての攻撃を当たる状態にするためだけに自分で使用したことがある。甘え上手の精神的にも幼さが残る弟キャラで、目的以外のことには興味を示さない。高い社交性を持ち、即決即断で行動力もあり機転も利くが、度胸があることから前述のように危険な道に突き進むこともある。また、3人の取り決めである「誰かが倒れても願いを叶える」というものがありつつ、他者のために体を張ることもある。優秀なバスケットボールプレーヤーだった兄に憧れ、学生時代はバスケットボール部に所属していたが、思うような実績を上げられずコンプレックスを抱いて反発するようになっていた。そんなある日、兄と道端で言い争いをし喧嘩別れをした直後に、凍らされた彼を目の前で失ったことでルパンレンジャーとなった。ジュレでの仕事は主に買出しやホールでの給仕を担当しているが、実際は店のことは他の2人に任せて出かけていたり、たまに店にいても常連客と談笑していたりなど、ややサボりがちな面が見受けられる。「ボンジュール」「アデュー」などのフランス語や「ありがチュー」などの独特の言い回しが口癖。
当初は警察を当てにせず、ルパンコレクションの回収と同時にギャングラー退治にも精を出していた。しかし、圭一郎が単なる職務としてではなく犯罪被害者のためにもギャングラーを必ず倒すと約束する姿を見て、コレクションさえ回収できればガラット戦のようにギャングラーの始末はパトレンジャーに任せたり、パトレンジャーを囮にしてギャングラーを誘き出すなど、臨機応変に機転を利かせるようになる。しかし、ノエルから圭一郎の旅行に同行するように依頼され一緒に旅をする中で、圭一郎に兄の面影を感じるようになり、さらに、ヤドガーの一件により、圭一郎との仲がこじれて距離を置くようになるも、後に和解している。
パトレン1号との一騎打ちでサイクロンダイヤルファイターの奪取に成功するが、その際、1号に「快盗という手段を選んだ時点で貴様らは間違っている！」という言葉を浴びせられてしまい、その後も苛立ちを隠せなかった。その後、再戦の際に市民を守るために身を呈した1号の行動にグッと来たグッドストライカーによってトリガーマシンバイカーを奪われ、パトレンジャーの中で圭一郎が最も厄介な存在であることを改めて認識した。コグレから行方不明のコレクションの存在を知らされた際には所有者のエマに接触し、互いに兄弟（姉妹）のことを話した後、あえて快盗であることを明かしたことでエマからネックレスを託される。そのネックレスをVSチェンジャーにセットしたことでネックレスがシザー&ブレードダイヤルファイターに変化した。その後、透真たちがコレクション回収に失敗したことを聞かされ店を飛び出すが、そこで出会った圭一郎から間接的にザミーゴの情報を得て、ザミーゴと邂逅し最終的には逃げられたものの、コグレの仲介を得ずに勝利たちを取り戻すヒントを得た。
アルセーヌ・ルパンお気に入りのコレクション、ルパンマグナムを手に入れるため快盗としての覚悟を試す試練では透真と初美花、ノエルが失敗する中で自らだけがその覚悟で兄の勝利の幻影を撃ち、ルパンマグナムを手に入れる。そのことにより、コグレからは「予想以上の逸材」と称され、自身も「快盗に向いている」と自負している。また、ジュレには住んでいるが自分にとっての「家」ではないため、ヤドガーの犯罪技（強制帰宅ビーム）を受けても効果を無効化している。
- 『ジュウオウジャー』の企画時にアイデアとして出されていた「金髪のチャラい感じのヤンキーレッド」という案を元にしているが、今までにはないレッド像を模索していたというのもあったため、例年通りではチャラい方向性のキャラクターのレッドでは受け入れられなかったが、本作品では2戦隊であり、一つがまじめな警察であったことから、やることとなった。だが、アウトローやヤンチャな要素はあるものの、ヤンキーくさくはならないようにというオーダーはあったため、おとなしく要望に沿ったラインで作ったという。また、圭一郎とは対極に描いていくことを意識しており、芝居や台詞回し、目線の送り方は「何をするにも本心を隠す」というのに気を付けて演じてもらったという。
- メインライターの香村とメイン監督の杉原輝昭は、いい子ではないという設定から、べらんめえ口調にされがちで、大人ぶって余裕を漂わせ、斜に構えているがそれが嫌な感じに映らないようにしていたいと考えていたが、魁利の人物像を演じる伊藤あさひの上品で可愛らしい見た目に合わせてイメージが壊れないように台詞回しを再考・修正し、今どきの高校生に近い少年と大人の両面の顔を持つ優しい雰囲気や10代ならではの成長をキャラクターに活かしたいとしており、「素顔を見せずに本心を明かさない闇を抱えている感じにしている」と語っている。朝加圭一郎を演じる結木は「芯はしっかりしてるが、軽薄な雰囲気を出している」と評している。
- 第49話で圭一郎の背中を押すシーンでは、快盗らしくカッコつけたいというのと「アデュー」の意味を込めるために角度を変えた「アデュー」の3本指の手の形で押している。

ルパンレッド
夜野魁利が変身する戦士。魁利の快盗としての高いセンスと身体能力を活かして戦う。
- スーツアクターを担当した浅井宏輔は、杉原の意見に基づきクールな格好良さを意識していたが、落ち着いた雰囲気では10代の伊藤ではなく30代の浅井自身に見えてしまうため、3話以降は伊藤の芝居に近づけていったと述べている。

ルパンレッド分身
グッドストライカー ダイヤルファイターモードの力により出現するルパンレッドの分身で、発動すると「ハハハハハ！」という笑い声が流れた後、ソードモードとマジックハンドモードのルパンソードを装備したレッドの2人が現れる。
分身体の2人はある程度の自立行動も可能で、第8話ではそれぞれをルパンブルーとイエローに変装させることで、パトレンジャーからの疑いの目を逸らすことに成功し、デメランとの戦闘の際は個々での連携を見せた。
スーパールパンレッド
第39話から登場。ルパンレッドがビクトリーアーマーを上半身に装着した強化形態。レッド自らがVSチェンジャーにビクトリーストライカーをセットした後、上部のダイヤルを回して発動ダイヤルを入力した後、「ミラクルマスカレイズ！」のアナウンスと共に上部にひねり「スーパー快盗チェンジ！」のアナウンスと共にビクトリーストライカーを射出することで変身する。
高い機動性や4基のタービンによって飛行能力を持つほか、逆回転によって逆噴射も可能。近未来予測能力で相手の動きを数手先まで読むことができるが、デストラのように直情型の敵には通用しない。必殺技を発動する際は、ビクトリーアーマーの両肩にある2つのダイヤルを他メンバーに回してもらう必要がある。

宵町 透真（）
ルパンブルーに変身する青年。24歳。血液型はB型、身長180センチメートル。表面上は涼しげな顔をしているクールなリアリストで紳士的だが、性格は腹黒く口を開けば過激な発言が多い毒舌家。怒りの沸点が低いため、ギャングラーとの戦闘の際には熱くなりがち。会話の際には調理器具や食材を手にしながら決め台詞を言う。よく溜め息をついている。かつては婚約者の大平彩の勧めで都内の有名フランス料理店シエル・ブルでシェフとして働いていたが、彩を失ったことで退職しルパンレンジャーとなった。ジュレでは厨房で調理を担当する。
目的のためには手段を選ばず、ピンチを涼しい顔で回避する。自分たちを敵視する圭一郎と似て非なる性分を併せ持っているため、当初は彩を取り戻したい一心で我を忘れて功を焦り、魁利の「場合によってはギャングラーの始末をパトレンジャーに譲っても良い」という考え方には納得せず、所構わずパトレンジャーの所持するVSチェンジャーなども奪おうとするなど先走り気味だったが、魁利に窘められまた過去に彩から言われた「一見無駄な寄り道が、可能性を広げる」という言葉を思い出し、ナメーロ戦の後は自分の性分を逆手にジョークを発するなど冷静さを取り戻し、ルパンレンジャーの中で国際警察との距離が近くなることを最も危惧しており、終盤では、圭一郎や咲也と距離を詰めていく魁利や初美花に度々苦言を呈している。このことから、基本的にギャングラーと戦いながらパトレンジャーと対峙することが多い。ただし、ギャングラーに対する怒りが自分よりパトレンジャーにある場合はコレクションの回収のみに留めるなど、パトレンジャーに対して律儀な行動をとることもあり、パトレンジャーの代わりに囮捜査に協力などパトレンジャーでは対処できない案件を受け入れる寛容さを見せた。本物そっくりの偽物を作ってそれを本物に思わせるなどコレクションを必要とする人物に対しては思いやりのある一面や、つかさ顔負けの勘の鋭さも持っている。
料理の腕前は料理教室の講師をしても通用するほどで、ライモン専属の料理人ウシバロックとの勝負に勝つほどの実力を誇っている。
- メイン監督の杉原は「3人の中では一番気性は荒く危ない奴を匂わしているが、それを隠すことで完全に悪い奴にならないようにしたことで、お兄さん的なキャラクターにしている」と語っている。
- 演じる濱正悟は、彩との回想シーンでは素の自分に近づけ、普通の人間であることを意識したと述べている。
- 香村は、透真をあまり警察側と近づけないように描いていたが、番組終了後のインタビューではもうちょっと何かあってもよかったと述懐している。第41話でつかさを助けるという展開は、透真の変化を描くとともに、第27話のレオタード姿以外に警察との思い出を作る必要があったためでもある。

ルパンブルー
宵町透真が変身する戦士。テクニカルな技と頭脳プレーで戦う。
ファイナルライブツアーではスーパールパンブルーとなる。
- スーツアクターを務めた竹内康博は、アクションでは自身のできる動きを取り入れつつ、芝居ではあまり動かず大げさな表現をしないことでクールなキャラを演じたと述べている。
- 名乗りのポーズは、『キュウレンジャー』でスパーダ / カジキイエロー役を演じた榊原徹士の考案によるもの。名乗り口上での声の低さが話題となったが、濱は意識したものではなく元々声が低いので自然とそうなったと述べている。

早見 初美花（）
ルパンイエローに変身する少女。18歳→19歳。血液型はA型、身長160センチメートル。「セフセフ」「おけおけ」など繰り返す返事やノリの軽い口調で話す現代っ子で、ギャングラー相手に怒りを露わにすると「クシャクシャのポイだよ！」と言い放つ。ガーリーなファッションを好むおしゃれ好きだが、素直な性格で一番のしっかり者。裁縫や洋服のデザインが得意。親友の一ノ瀬詩穂を失い、ルパンレンジャーとなった。通っていた琥珀ヶ丘女子高校を中退し、父親の豪が反対したが、母親が納得して家を出てジュレで働いている。料理ができないため、ホール業務を担当している。
快盗の立場にいるためパトレンジャーと対峙することがあるものの、パトレンジャーと共闘する状況下に陥っても積極的に共闘するなど、パトレンジャーとは比較的友好に接している。そのためか、ラブルムによる消失事件では被害者の家族と自分たちの境遇を重ねてしまい、ラブルムが持つルパンコレクションについての情報をパトレン3号（つかさ）に話してしまう。そのことを魁利たちに咎められるも、消失した人たちが解放された後共闘した際にパトレン3号がわざとラブルムを自分のもとに蹴り飛ばしたことでルパンコレクションの回収に成功し、遊園地でつかさと共にナイーヨに遭遇した際もイエローとして3号と共闘している。しかし、目的のためであっても非情になれず、快盗として活躍するにつれて咲也たち国際警察を騙していることに罪悪感を抱くようになり、自らの正体が明らかになろうとした際には、ジュレでの生活が好きになってしまったと吐露し、詩穂たちを取り戻して、ジュレで元のように圭一郎たちが常連として来てほしいことを明かした。
咲也には、ナメーロ戦で勝利した後に3人で来店した際に一目惚れされており、その後も度々咲也に誘われているが断り続けている。魁利と透真がメルグに食べられた際には魁利たちを救出するための口実として咲也とのデートに応じており、咲也をはじめとしたパトレンジャーを囮にコレクションを回収し魁利たちを救出する。その後、メルグ戦に勝利したパトレンジャーが来店した際、魁利に促され咲也と会話し惚れ直されている。以降、自ら収集した情報をさりげなく咲也に教えることでその咲也から警察の情報を聞き出す役割も担っている。
トンチンカンな言動で魁利と透真を悩ませているが、何気ない言動が解決の糸口となるような意外性を発揮することがある。また、快盗は悪党というイメージを逆手にとって敵をだまし討ちするなど策士的な一面を見せる一方で、庶民的な一面を持っており、グリストが主催する非合法のオークションで動く金額に驚き、ルパンコレクションを落札するために日本円で億単位の金を惜しげもなく支払うノエルやその資金を貸し出すコグレの桁外れな金銭感覚を批判していた。
本気を出すとプロ並みの歌唱力を発揮できるらしく、ネローの犯罪技（ネムランス）によりパトレンジャーと共に夢の世界に閉じ込められた際には「秘めた想い」を歌って圭一郎を正気に戻したことがある。
- メイン監督の杉原は「3人の中では人懐っこく、一番妹的なキャラクターにしている」と語っている。演じる工藤は役作りにあたって、自身が在籍していたモーニング娘。の先輩である道重さゆみを参考にしているという。
- 第29話のアクションシーンでの180度開脚は、工藤の特技を取り入れたものであり、変身後でも取り入れられ、初美花の時にも股割りをしている。第17話での花の色はモーニング娘。時代の工藤のイメージカラーを、第46話でのヒヨコの被り物は工藤のモーニング娘。時代のデビュー曲「ピョコピョコ ウルトラ」の衣裳をそれぞれオマージュしている。
- ルパンイエローのスーツアクターおよび初美花のスタント吹き替えを担当した下園愛弓は、前作『キュウレンジャー』では吹き替えがなかったため本作品でも少ないと予想していたが、本作品では吹き替えが多くスタントも激しいため、カツラでは対応できないと思い工藤と同じ美容師に頼んで髪を30センチメートルほど切って本作品に挑んだ。

ルパンイエロー
早見初美花が変身する戦士。アイテムを駆使し、素早く戦う。
『騎士竜戦隊リュウソウジャーVSルパンレンジャーVSパトレンジャー』ではスーパールパンイエローとなる。
- 名乗りポーズではヒールを見せることを意識している。アクション監督の福沢博文は、当初菜々緒ポーズのような後ろを向いたものを要望していたが却下されたという。

#### 警察戦隊パトレンジャー
国際特別警察機構（GSPO）日本支部によってギャングラー犯罪に対抗する対策本部として新設された戦力部隊に所属する隊員で、「TACTICAL UNIT」と英語表記される。
元々は国際警察学校の同期の朝加圭一郎・東雲悟・明神つかさの3名で構成されていたが、VSチェンジャーやトリガーマシンが装備として支給される前に悟がギャングラー怪人のゾニック・リーとの戦闘により重傷を負ったことでフランス本部に異動しており、彼の後任として1年後輩の陽川咲也が補充要員として配属されている。そのため、ゾニックは圭一郎とつかさの2人にとっても因縁の相手であり、ピョードルと対峙した際にはピョードルがゾニックと同族であることを仄めかす発言をしている。
変身前後を問わず名前で呼び合い、咲也は目上の二人に対しては「先輩」と付けて呼ぶ。勤務中は紺地にパーソナルカラーのラインが入った制服を着用、圭一郎と咲也はズボン、つかさはホットパンツとタイツという服装で、右足にホルスターを付けVSチェンジャーを装備している。
名乗りの口上は、個々ではコードネームのみであり、「国際警察の権限において、実力を行使する！」、目的の達成後は「任務完了」。個々の名乗りをしない場合もある。
時には、日本の警察と合同で捜査を行うこともある。
- 3人の名前は、朝にちなんだネーミングとなっている[13]。
- メイン監督の杉原は、3人のキャラの立て方について、華麗に弾丸を躱すルパンレンジャーに対して、飛んできた弾丸を自分の身体ですべて受けて、それでも一歩引かずに立ち向かっていくという「ものすごく熱い」というのをこだわったという[14]。

朝加 圭一郎（）
パトレンジャーのリーダー。犯罪ゼロを目指す熱血生真面目な男性警察官で、魁利からは陰で「熱血お巡り」と呼ばれていたが、ザミーゴの情報を与えた後は快盗として活動している以外は「圭ちゃん」と呼ばれるようになる。ルールを重視し、ギャングラーだけでなくルパンレンジャーに対しても真っ向から敵視している。普段は優しく実直だが、犯罪者に対しては鬼となる。ただし、彼らとの戦闘の際には危険度の高いギャングラーの殲滅を優先するなど冷静な対応を取ったり、つかさの隠された一面を知った際も特に口外しないような律儀な一面や、トゲーノ襲撃の際に重傷の体で咲也たちのピンチに駆けつけるなど強い精神力を持つ。子供好きだが、懐かれないのが悩みの種。「ふしだら」など古風な言い回しを使う。どら焼きや羊羹などあんこの入った和菓子を好み、興奮した際でも甘いものを口にすると静まる。趣味はクラシック音楽で、よくレコードを聴いている。
東雲悟とは、国際特別警察学校のころから性格の違いから対立していた。
小学生のころから正義感が人一倍強く、実家周辺に現れた通り魔を自ら捕まえようとして警邏中の警察官に「捕まえるのは警察官の仕事だから」と逮捕を約束され後日、通り魔は逮捕されている。傷だらけで約束どおりに逮捕した警察官に感動し、警察官を目指した。
とりわけ当初は自分たちより先にギャングラーを倒そうとして先走りがちの透真とは相性が悪かった。また、パトレンジャーとしての初陣を切った後、犯罪被害者に単なる職務としてではなくパトレンジャーとしてギャングラーを倒すことを約束する実直な姿は、ギャングラーを倒し続けてきた魁利の考えを改めさせるきっかけになった。
ルパンレッドとの一騎打ちで敗北した後、本来の使命を忘れてレッドを誘き出すためにギャングラーを囮にしようと国際警察の権限を誤用したが、つかさの喝によってかつての自分が言った言葉を思い出し、ブンドルトの斬撃から市民を庇うために自身の体で受けとめたことで、彼の行動を評価したグッドストライカーの手助けによりトリガーマシンバイカーの奪還に成功する。その後、ルパンレッドの言動から彼らにも何らかの事情があることを察し、ルパンレンジャーが何者なのかを考えるようになる。
ダミーのコレクションを使った囮捜査でブレッツをおびき寄せ、コレクションごとブレッツを撃破したことで一時的にルパンブルー（透真）とイエロー（初美花）を絶望に追いやりそのことを知った魁利に恨まれるが、その夜たまたま出会った魁利が思いつめたような表情をしていることが気になり、彼に今朝見た妙な人物（ザミーゴ）のことを話す。その後、ブレッツが犯罪技（マトリョーシカ脱皮）で自身の攻撃から逃れていたことを知り、ブルーとイエローの介入を得てブレッツを撃破することに成功した。
実験体の金庫を開けるために、ノエルから協力を頼まれるがルパンレンジャーは逮捕対象であることを理由に断ったため彼から決闘を申し込まれる。だが、ノエルからルパンレンジャーの目的が「コレクションを集めて大切な人を取り戻す」ことだと明かされたことで動揺し、あえて決着の一撃をルパンエックスのアーマーに当てて隙を見せ敗れる。
ナリズマの事件で化けの皮が人間から作られていたことを知り、過去に出現したギャングラー怪人の用いる化けの皮の元が、いずれも2年前の大量失踪事件の被害者であることを突き止める。さらに、リストを調べていく中で魁利の兄である勝利の名前を見つけ、魁利たち3人の関係者がいずれも事件の被害者であったことから、彼らに疑念を抱く。そしてついに、ルパンレンジャーの正体が魁利たちであることを確信する。
『スーパー戦隊最強バトル!!』では、国際警察のオフィスで仕事をしていた最中に惑星ネメシスにいるリタから招待状を渡され、世界平和という願いを叶えるために生真面目チームの一員として参加する。1回戦では変わり者チームの風切大和 / ジュウオウイーグルと対決するが、戦闘中に自身の願いを聞いた大和から「世界平和は誰か一人の力で簡単に与えられるものではなく、世界中のみんなで力を合わせてつかみ取るものだ」と諭されて感銘を受け、大和に譲る形で勝負を自ら辞退する。
- メイン監督の杉原は「ギャグっぽい感じではなく、何事に対しても一生懸命であるから面白く見えるキャラにしている」と語っている。演じる結木は「泥臭く、昭和っぽい雰囲気を出したい」と語っている。一方、監督の中澤祥次郎やメインライターの香村は、序盤の圭一郎は怒っているシーンが多かったため、視聴者の子供たちに嫌われないよう意図的にコミカルな描写を入れたと述べている。第10話の魁利とのシーンは『はぐれ刑事純情派』の藤田まことが演じる安浦吉之助を意識したものだという。また、魁利とは対極に描いていくことを意識しており、芝居や台詞回し、目線の送り方は「何をするにもまっすぐ！」というのに気を付けて演じてもらったという。
- レコード好きという設定は第17話の時点で設けられたもので、脚本を担当した荒川稔久は堅物らしい趣味として選んだと述べている。猫舌という設定は圭一郎を演じる結木のアドリブで入れられたものである。

パトレン1号
朝加圭一郎が変身する戦士。パーソナルカラーはレッド。ダイナミックな射撃と打撃で実力を行使する。
スーパーパトレン1号
最終話とファイナルライブツアーに登場。パトレン1号がサイレンストライカーが変化したサイレンアーマーを上半身に装着した強化形態で、この姿になったのは最終話のドグラニオ・ヤーブンとの決戦時のみ。1号自らがVSチェンジャーにサイレンストライカーをセットした後上部にひねり「超・警察チェンジ！」のアナウンスと共にサイレンストライカーを射出することで変身する。
高い防御力や両肩に2つの砲台が備わっており、そこから砲撃することが可能。必殺技は両肩にあるハンドル型のトリガーを引き、両肩の砲台から4発のミサイル状の巨大エネルギー弾を同時に放つスーパースペリオルストライク。発動の最中に他のメンバー2人がトリガーを握ることでスーパースペリオルストライクの威力を強化することが可能。
変身直後にスーパールパンエックスで流れなかった「パトレンジャー！」のアナウンスが流れる。
- 玩具ではVSチェンジャーにサイレンストライカーをセットすると「グレイトパトライズ！」のアナウンスが流れるが、劇中ではスーパールパンエックス諸共この音声は流れない。

陽川 咲也（）
お人好しがゆえに騙されやすい性格の男性警察官。そのせいか不遇な目に遭うことが多い。優しく明るい人当たりの良い性格で、失敗にもめげずに挑戦を繰り返す後輩気質。射撃の腕はピカイチで、褒められると伸びるタイプと自称しているが、ドジを踏んで圭一郎やつかさに説教されることもしばしば。専用パトカーGSPOパトカーの運転手も務めている。モテそうという軽い気持ちで国際警察に入り、圭一郎とつかさに憧れたものの、「下から数えた方が早いくらい」の成績であったが、二人の激励を受けて厳しい訓練を経て、その後、フランス本部へ異動した悟の補充要員としてパトレンジャーに配属された。だが、スダルに嵌められ謹慎処分を受けていながらも、保身よりもクビを覚悟した上での警察官としての使命を優先するなど正義感が強く、ギャングラー相手に怒りを露わにするとドスの利いたトーンになる。
ルパンレンジャーに対しては義賊ということもあり好意的に捉えているが、警察の職責から彼らと対峙することも厭わない。ナメーロ戦で勝利した後にジュレに来店した際には、初美花に一目惚れして以降も初美花目当てで「ジュレ」に通い詰めとなり、たまに愚痴とともに圭一郎とつかさの状況を魁利たちに漏らすなど、口の軽い面を見せる。そして、メルグに食べられた魁利と透真を助け出すための口実として初美花とのデートが実現し、メルグ戦に勝利した後は魁利に促された初美花と会話しさらに惚れ直している。以降は初美花に頼まれると、意図せず警察側の情報を提供してしまうようになる。
他の2人とは異なりノエルが快盗側に就いても比較的仲が良い。
圭一郎がルパンレンジャーの正体が魁利たちであると確信しても彼ら（特に初美花）を疑うことができず、自分自身で彼らの無罪を確かめたいと、国際警察の監視下に置くことに猶予を申し出る。しかし、その後改めて彼らの正体をはっきりと知ることになり、実験体（黒）を倒し去っていくルパンレンジャーを見送りながら失望して泣き崩れる。
- メインライターの香村やメイン監督の杉原は、咲也の人物像を当初は子犬のような雰囲気と想定していたが、起用された横山涼は圭一郎役の結木よりも男前で長身で香村のイメージとは異なっていた。しかし、香村は横山の言動から素直さを感じ取り、また結木と並んだ時のバランスを面白いと感じたことから咲也のキャラクターを大型犬のイメージに改め、大柄だができない子という設定が良いギャップになったと述べており、「天真爛漫で可愛い感じを出し、初美花と接するときは気持ち悪く芝居して欲しい」と頼んでいた。

パトレン2号
陽川咲也が変身する戦士。パーソナルカラーはグリーン。
『騎士竜戦隊リュウソウジャーVSルパンレンジャーVSパトレンジャー』ではスーパーパトレン2号となる。

明神 つかさ（）
パトレンジャーにおける紅一点の女性警察官。状況を冷静に分析し、公務を確実にこなす。一見クールビューティーな佇まいで近寄り難く、男勝りでサバサバした潔い性格の持ち主で、二人称は「君」など口調も男性的だが、人の気持ちを思いやれる情に脆い一面も持ち、職務には忠実だが、「給料が良く、年金も充実している」安定した職業として警察官を選んでいる。裁縫が苦手。一方でぬいぐるみなど（自分基準の）可愛いものが大好きで、抱きついて顔をスリスリすることで癒しを求めるのが癖だったり、お化け屋敷が苦手であるなど、女性らしさも持ち合わせている。
幼いころに両親を亡くし、祖父母に育てられた過去を持つなど、立場は異なるが魁利と似たような境遇を送っている。祖父は元警察官で、幼い時からつかさに武道を教えていたため、逮捕術を高いレベルで身に付けている。ギーウィ戦以降、自分の生い立ちを彼に打ち明けたことがきっかけで彼のことを気にかけるようになる。
圭一郎とは国際特別警察学校の同期生という腐れ縁で、圭一郎がコレクションの能力で記憶の一部を失った際も、つかさのことは覚えていた。クールにふるまいながらも、意図せずして人の世話を焼く癖があり、熱くなりがちな圭一郎を宥める場面も多い。ルパンレッドとの勝負に固執し、自分を見失いかけていた圭一郎に平手打ちをお見舞いして冷静さを取り戻させようとするなど、仲間を思う気持ちも非常に強い。
ルパンレンジャーに対しては中立的な立場をとっているが、ルパンイエロー（初美花）からラブルムによる消失事件のヒントとなる情報を得た際には、情報提供の礼としてラブルムを彼女のもとへ蹴り飛ばし、ルパンコレクションの回収を促したり、ライモンとの闘いでは、自分の提案で敢えてルパンレンジャーを援護したりするなど義理堅い律儀な面を見せている。また、何気ない仕草だけで、魁利たちがルパンレンジャーではないかと気付く勘の鋭さも持っている。このときはグッドストライカーとコグレも協力してのアリバイ工作でかわされるが、後に再び圭一郎が大量失踪事件のことを絡めて断言した際は、咲也と違い受け入れている。
また、自分が改造したマジックダイヤルファイターを自分で使わなかったノエルに対しても疑問を抱いていたが、ノエルが異世界人の子孫だとわかったことで、「人間用に改造したルパンコレクションを異世界人の血を引く自分では使えなかったのでは」と推測している。
東雲悟は国際特別警察学校の同期で、彼の真意を理解していた。
- メイン監督の杉原は「暴走する圭一郎を唯一止められる役回りであるため、出来るだけ格好よくいて欲しい」と語っており、女工作員が敵に撃たれづらくするためにショートパンツを履くことで綺麗にしているため、衣装に取り入れられることとなった。演じる奥山かずさは、起用時点ではショートカットであったが、初美花役の工藤と印象が重なるため、エクステを着用している。
- 奥山は当初、男性口調に苦労していたが、香村から「余裕のある女性」であることを意識するようアドバイスを受け、演じやすくなったと述べている。監督の加藤弘之は、第33話での子供になった魁利に対する反応は奥山の素のリアクションであると証言している。
- 第41話での岩を投げるシーンは、奥山がソフトボール経験者であることから取り入れられたものであり、アクション監督の福沢博文は休憩時間に奥山の投球を見て物を投げるアクションを入れたかったと述べている。同話のアクションは奥山本人がすべて演じており、福沢も「ここ数年の女性キャストで、アクションが一番できる」と言っていたという。

パトレン3号
明神つかさが変身する戦士。パーソナルカラーはピンク。
ファイナルライブツアーではスーパーパトレン3号となる。

パトレンU号（）
第2話から登場。グッドストライカー トリガーマシンモードの力により、パトレン1号に2号と3号が融合合体した姿。1号のスーツの右側の白い部分とマスクの右側面が3号のカラーであるピンク、左側の白い部分とマスクの左側面が2号のカラーであるグリーンの配色となり、身体各部にピンクとグリーンのアーマーが追加される。また、肩アーマーの色も変化する。
体は融合しているが3人の意識は個別に保たれ、個々の意思でU号の肉体を動かすことや会話も可能。3人が負傷している場合や毒に冒された場合で融合した場合は、各人が負っているダメージも分散･共有されるが、3人で分散・共有されるため個人のダメージは多少軽減される。また、融合したままの状態でパトメガボーを装備したり、肉弾戦を繰り広げることはできるが、グッドストライカーがVSチェンジャーから取り外されると強制的に融合が解除されるため、グッドストライカー以外のトリガーマシンを装填しての攻撃はできない。
- パーソナルカラーの間に銀色を挟んで色の喧嘩を避け、1号のバイザーの中央の段差を白にし、周りに縁を引くことで表情の違いを出している。
- パトレンU号のスーツアクターを務める高田は、『仮面ライダー電王』のクライマックスフォームとは異なる感じのものとして、3つに分かれていたことから、カメラにしゃべっている側を向けることとなった。名乗りは、それぞれが指の数で表現していたが、U号ではUの字を人差し指と小指で作るポーズとなっている。

#### 追加戦士
高尾 ノエル（）
26歳。血液型はB型、好きな食べ物はエスカルゴ。
ルパンエックスとパトレンエックスに変身する、快盗にして国際特別警察機構フランス本部に所属する潜入捜査官。優雅かつ大仰な身振り手振りでフランス語を交えた軽妙な言動と愛嬌を感じさせるキャラクターで真意を悟らせず、ルパンレンジャー側には「僕も快盗さ」、パトレンジャー側には「僕は国際警察フランス本部の潜入捜査官だ」と語る。二つの顔を隠す素振りも見せず、1人で両方の立場からギャングラーと戦うスタイルで、両戦隊を戸惑わせる。
コグレやグッドストライカーと面識があり、ルパンレンジャーにはコグレからルパン家に仕える人間でルパンコレクションを人間でも扱うように調整する研究に携わったエンジニアであることが明かされている。一方、ヒルトップは彼がフランス本部から来た警察官としてのみ認識している。ただし、フランス本部から派遣された潜入捜査官であるため圭一郎たちとは命令系統が異なり、ルパンレンジャーの正体に関する質問については守秘義務を口実に開示を拒否している。彼もまた魁利たちと同様、大切な人を取り戻すために快盗になったと語っており、後に大切な人がアルセーヌであることが明らかとなる。
いくつかのVSビークルを改造し、VSチェンジャーの開発にも携わった。
ライモンの攻撃によりブルーダイヤルファイターのダイヤル部分が損傷を受けた際には、Xチェンジャーとスマートフォンを併用して修復した。
快盗としての活動時は銀色のタキシードとシルクハット、戦力部隊としての活動時は白地にゴールドのラインが入った潜入捜査官用の制服をそれぞれ着用している。正体を隠していないため快盗の姿の際も基本的にマスクは着用していないが、裏オークションへの潜入時などには着用している。来日した際、自らがルパンエックスであると堂々と名乗り周囲の人々のスマートフォンを掠め取るというパフォーマンスを行ったことで圭一郎に逮捕されるが、ヒルトップによって素性が明かされ釈放される。先述の理由から双方から懐疑的な目を向けられており、パトレンジャーに味方であることを証明するためにあえてルパンレンジャーと対決した際は、ルパンレッドに手加減なしの攻撃を加えたことで、ルパンレンジャー（特に魁利）に「利用し合う間柄」というスタンスで見られて距離を置かれてしまう。そのため、料理を扱うプロである透真との囮捜査を経ても魁利からは多少の距離を置かれていたが、ライモンの金庫を命を張って解析し一緒にコレクションを取り戻したことで魁利に覚悟を理解され、快盗として認められる。
ライモンとの闘いで負った怪我をおして、ライモンの金庫を再び開錠しようとしてエラーがかかった際には冷静に分析を行い、補助装置を用いてステイタス・ゴールドのロックナンバーが6桁であることを見抜いた勘の鋭い面も持つ。また、話の裏を読むような性分や、策士的な一面も見せることもある。
自らの国際警察への歓迎会をビストロ・ジュレで自ら開く。
実験体の金庫を開けるため、圭一郎に協力を頼むが断られたため決闘を申し込み、勝利したことで協力させている。また、ゴーシュの持つ「世界を癒そう」のことを知っており、ルパンレンジャーに対してゴーシュが使おうとした際に慌ててルパンレンジャーに退却を促している。
サイレンストライカーをデストラに奪われた際、世界を癒そうを使用したゴーシュに自らが人間ではないことを知られ、その事実をゴーシュがルパンレンジャーに暴露したことで疑念を抱かれる。さらに、国際特別警察機構からギャングラーに情報を漏らしていると疑われ、悟から国際警察の機密情報に不正ログインしたのが自分であることを突き止められてしまい、快盗・警察両陣営からも孤立してしまうが、ギャングラー怪人ナリズマ・シボンズが悟に成りすましていたことが判明し、両陣営と和解した。
その正体は、異世界の住人の末裔で、祖先たちはルパンコレクションを作り出したものの約1,000年前にギャングラーに襲われ人間界に逃亡し、散り散りとなっている。身寄りがなかったノエルは幼少期に路地裏で同じ異世界人であったアルセーヌに拾われ、彼から異世界の知識やコレクションを改造する方法を教わるが、ドグラニオにアルセーヌを殺されたため、彼のためにコレクションを揃えようとしていた。
ドグラニオとの決戦から1年後、魁利たちを金庫から解放させるためにコグレがスカウトした3人の大切な人たちを一時的に快盗として鍛えた。
- 香村は、両戦隊を引っ掻き回すことからフランス語で混沌を意味する「カオ」を入れた名字である「高尾」か「中尾」で検討し、高い場所から物を見る立場であるため、「高尾」を選んだ。初期メンバーのネーミングでは議論となったが、仮名で付けていた「高尾」は触れられることなくそのまま採用されたという。
- 演じる元木聖也はアクロバットを得意としており、ノエルのアクションにも取り入れられている。第43話では、本格的なパルクールを行っており、元木もロケハンに参加し、GoProを胸に付けた状態で撮影が行われた。
- 香村は、ノエルのキャラクターについてミュージカルスターと称している。この要素はルパンレッドの性格設定の候補として挙がっていたが、シリアスな作風に合わず、主観的にドラマを描くことも難しくなるため採用されず、追加戦士の設定として転用された。メイン監督の杉原は「当初からアルセーヌと関わりがあることや本部から来たことが設定されていたが、『異世界人の血を引いている』という設定は後から決まっていった」と語っている。元木は、本人はエレガントに振る舞っているつもりだが周囲の感覚とはギャップが生じている「残念王子」と評している。演出側からは「本当の感情を表さない」「何を言っても嘘くさい」という点を注文しており、元木はあえてセリフの抑揚をつけずに喋るなどして本音を見せない人物像を表現している。
- 香村は、ノエルと各戦隊との関係性について、私情で動く快盗側はちゃんと信頼関係を築く必要があったが、職務で動く警察側はノエルを信頼できずとも目的のために協力するという違いが執筆するうちに明確になっていったと述べている。

ルパンエックス
高尾ノエルが快盗戦隊として変身する戦士。パーソナルカラーはシルバー。名乗りの口上は「孤高に煌めく快盗」。その他の口上としてルパンコレクションを回収する時の「ルパンコレクションはいただいたよ」と勝利時の「君の生涯に…アデュー！」がある。
ルパンエックスの快盗スーツはマントの代わりにルパンテクターをまとい、銀色と黒を基調とした江戸時代の泥棒を髣髴とさせるデザインとなっており、パワーと防御性に優れている。
- デザインは、警察の硬質なイメージであったプロテクターがデザインされている。また、ルパンエックス・パトレンエックスそれぞれに服の合わせ目を意識した左右非対称のラインを正面に入れることで、両戦隊へと変身できる共通性を持たせている。
- スーツアクターを務めた伊藤茂騎は、ルパンレンジャーとの対比として防御力の高い鎧風のアクションとしている。

スーパールパンエックス
第38話から登場。ルパンエックスがサイレンアーマーを上半身に装着した強化形態。ルパンレンジャーがVSチェンジャーにサイレンストライカーをセットした後上部にひねり、ルパンエックスに向かってサイレンストライカーを射出することで変身する。
高い防御力や両肩にある2つの砲台が備わっており、そこから砲撃することが可能。必殺技はスーパースペリオルストライク。普段はスーパールパンエックス自らトリガーを引くが、第45話では、パトレン2号がスーパールパンエックスの背後に回ってトリガーを操作し、使用した。
パトレンエックス
高尾ノエルが警察戦隊として変身する戦士。パーソナルカラーはゴールド。名乗りの口上は「気高く輝く警察官」。その他の口上としてコレクションを押収するときの「ルパンコレクションを押収する」と勝利時の「君の生涯に…アデュー！」がある。
パトレンエックスの警察スーツは金色のパトレンコートを羽織った潜入捜査官らしいデザインとなっており、スピードと俊敏性に優れている。
- デザインは、身軽な動きの快盗のマントのイメージである布チックなデザインを入れている。
- スーツアクターを務めた伊藤は、パトレンジャーとの対比としてアクロバットの多いアクションとしている。

スーパーパトレンエックス
最終話に登場。パトレンエックスがビクトリーアーマーを上半身に装着した強化形態で、この姿になったのは最終話のドグラニオ・ヤーブンとの決戦時のみ。パトレンジャーがVSチェンジャーにビクトリーストライカーをセットした後、上部のダイヤルを回して発動ダイヤルを入力した後、「ミラクルマスカレイズ！」のアナウンスと共に上部にひねり「スーパー快盗チェンジ！」のアナウンスと共にパトレンエックスに向かってビクトリーストライカーを射出することで変身する。その際、通常形態やルパンエックス時になかったマントが装着される。
近未来予測で相手の動きを数手先まで読むことができる。それに加え、自身のアクロバティックな動きによりスーパールパンレッド以上の高い機動性を得ている。パトレンジャーにダイヤルを回してもらえば超・警察ブーストとして必殺技を使用することが可能だが劇中では未使用。

### ルパンレンジャーの関係者
コグレ
ルパン家に仕えるとされる執事。本名は不明。後に、コグレを含めルパン家に仕える人々全員がノエル同様異世界人の血を引いていることがノエルから語られている。
ギャングラーからルパンコレクションを奪還することを条件に、消失した人々を取り戻すという約束で、魁利たち3人をルパンレンジャーへと勧誘し、彼らに快盗としての訓練をした。初期の回では、ターゲットにするルパンコレクションの情報を魁利たちにルパン家の封蝋が施された封書で伝えていた。
魁利たちとは必要最低限の付き合いに留め、気配を一切悟られずにいつの間にかその場に現れたり去ったりするなど、謎の多い人物。また、任務でのダイヤルファイターの使用を許諾するなど、ルパンレンジャーのルパンコレクション使用に関して、ある程度の権限も持っているほか、メルグ戦で過去の記憶がよみがえった初美花をフォローし攻略のヒントを与えるなど（表面的な）優しさも見せている。また、ゴーシュの持つ世界を癒そうのことを魁利から聞いた際には「…わかりません。調べてみましょう」と言いながらも含み笑いを浮かべて立ち去っているが、魁利からノエルが世界を癒そうのことを知っているということを聞かされると慌てて立ち去っている。
変装術も得意で、3人が危機に陥った際には体型や背格好をも変える変装して彼らに貢献している。
初美花の父である豪には、自らをビストロ・ジュレの（表向き）オーナーと説明している。
ドグラニオとの決戦から1年後、魁利たちを金庫から解放させるために3人の大切な人たちを一時的に快盗としてスカウトした。
- 名前の由来は夕暮れから。「変装の名人」という設定は、アルセーヌと関わりのある人物のためであり、第8話では宇都宮の「顔の変装を剥ぐ」という要素を取り入れたものとなった。白手袋と眼鏡は、演じる温水洋一の執事のイメージから温水自身が要望したものである。
- 第35話でのコグレメイン回は、温水のまとまったスケジュールを取れるのが最後となることから発注された。分裂したコグレの描写は、温水に似た吹き替え俳優がいなかったため、ほぼ合成で処理され、衣裳とキャラクターも変化させることとなった。

夜野 勝利（）
魁利の兄。両親を早くに亡くしたため、魁利の育ての親にもなっていた。かつてはバスケットボールの選手であり、魁利も彼に憧れを抱きバスケットボールの選手となったがなかなか追いつけず彼に対して劣等感を抱いていた。魁利と道端で言い争いをし喧嘩別れをした直後に、ザミーゴに襲われ消滅した。その後、氷漬けの状態でザミーゴが保管していたが、魁利がザミーゴを倒したことで無事解放された。
1年後、コグレの手引きによって一時的に新たなルパンレッドとなりジャックポットストライカーを捕獲した。

大平 彩（）
透真の婚約者。彼が料理を作るきっかけとなった人物であり、プロポーズをするなど結婚までは秒読みだったが、透真と待ち合わせをしていた際にザミーゴに襲われ消滅した。その後、氷漬けの状態でザミーゴが保管していたが、魁利がザミーゴを倒したことで無事解放された。襲われる前、料理の手間を面倒がる透真に「一見無駄な寄り道が可能性を広げる」という言葉をかけていた。当時の透真はその言葉をあまり気にしてなかったが、後に先走りかけていた透真に冷静さを取り戻させるキッカケとなった。また、絵本『ヒナーノの谷のセイン』が好きだったことが透真の口から語られており、そのことが透真に他人を思いやらせるキッカケとなっている。
1年後、コグレの手引きによって一時的に新たなルパンブルーとなりジャックポットストライカーを捕獲した。
『劇場版 騎士竜戦隊リュウソウジャーVSルパンレンジャーVSパトレンジャー』では、透真が彩と距離を置いているという設定になっている。

一ノ瀬 詩穂（）
初美花の親友。小学校時代に陰口を叩かれていた初美花を庇ったことで親友となり、「詩穂ちん」の愛称で呼ばれるようになる。琥珀ヶ丘女子高校に入学してからは漫画家を志望するようになり、応募した漫画が入選したお祝いで初美花が食事に誘った際に、ザミーゴから初美花を庇う形で凍らされ消滅した。その後、氷漬けの状態でザミーゴが保管していたが、魁利がザミーゴを倒したことで無事解放された。彼女が凍らされ消滅したところの記憶はトラウマとして今でも初美花の中に強く根付いており、メルグ戦ではルパンレッド（魁利）が自分を庇って代わりに食べられる光景を見たことでフラッシュバックしている。
1年後、コグレの手引きによって一時的に新たなルパンイエローとなりジャックポットストライカーを捕獲した。彼女の漫画作品『グッドスリー』は『劇場版 騎士竜戦隊リュウソウジャーVSルパンレンジャーVSパトレンジャー』や『魔進戦隊キラメイジャー』に登場し『このマンガが泣ける!2020』で1位を取るほどのベストセラーとなっている。

### 国際特別警察機構日本支部

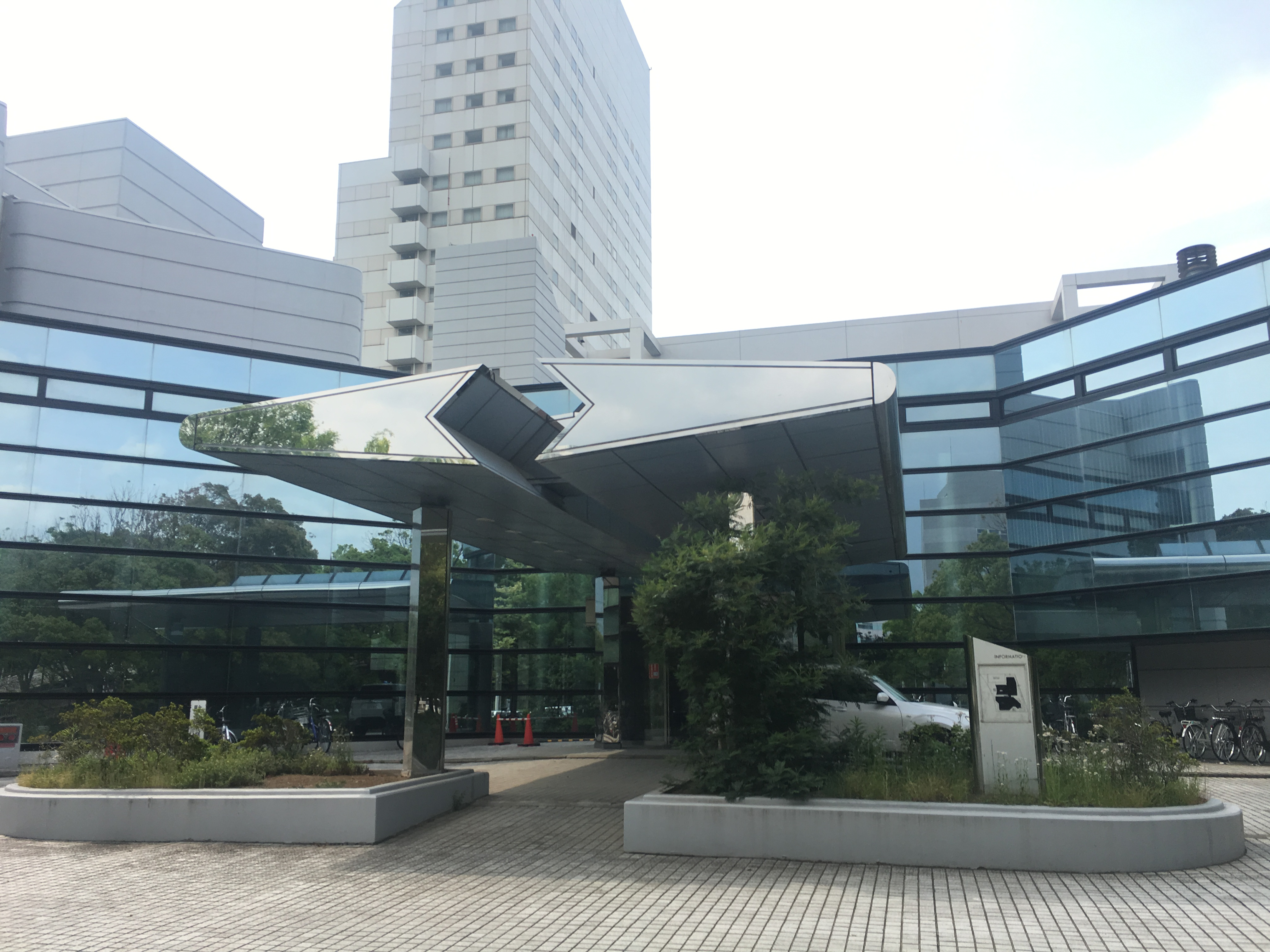
国際特別警察機構日本支部の外観として、屋外の撮影に使用された東都大学幕張キャンパス1号館

国家の枠を超えて、世界的に超法規的権限を持って犯罪に対処する警察機関。略称はGSPO(Global Special Police Organization)だが、劇中ではほぼ「国際警察」と呼ばれている。戦力部隊は、特に危険度の高いギャングラーに対しては、実力行使することが認められている。つかさ曰く給料や年金などの福利厚生は充実しているらしい。勤務形態には夜勤もある。フランスに本部を持ち、パトレンジャーが所属するのは日本支部の戦力部隊。
ヒルトップ管理官
戦力部隊を指揮する外国人の管理官。フルネームはSamuel Hilltop（サミュエル・ヒルトップ）。普段は片言の日本語で喋る軽い雰囲気のたおやかな物腰の男性だが、部下が落ち込んでいた時は温かい言葉でフォローするダンディーさも併せ持つ。和菓子が好物で、盆栽や「焼肉定食」の掛け軸がオフィスやデスクにあるように親日家と思われる。既婚者だが、妻は未登場。
ギャングラーがVSビークルを狙って現れた際には呆気なく奪われており、腕っぷしはそれほど強くない。
- 名前の由来は昼から。企画当初は「不味いコーヒーを淹れる」という設定で、圭一郎たちがジュレへ通う理由付けとしても想定されていたが、同時期に放送された『仮面ライダービルド』に登場する石動惣一と設定が被るため、「和菓子好き」という設定に改められた。29話で、記憶喪失の圭一郎が『ビバリーヒルズ・コップ』のエディ・マーフィと見間違うシーンは、アイク自身のネタと似たものだが、元々台本にあったものである。

ジム・カーター
戦力部隊の事務ロボット。経理やリアルタイムでのギャングラー犯罪に関わる情報分析など、デスクワーク全般をこなす。普段はマニピュレーター状の両腕を耳の中に格納しているが、必要に応じて出すことが出来る。ギャングラーによる事件が発生した際にはサイレンを鳴らして出動を発令する。両脚は円形状のホイールになっており、ローラースケートのように回転させて高速移動することが可能。
職務に忠実ではあるが、ルパンレンジャーを捕まえられない圭一郎たちに毒舌を吐いたり、自らを「優秀」と称し分からないことがあるとパニックを起こしたり、作業に集中しているときに横槍を入れられるのを嫌がるなど、ロボットにもかかわらずかなり人間臭い性格。
ルパンレンジャーをあぶり出すための囮捜査でギャングラー怪人テキ・カーターに変装した際には、現場作業員に扮した国際警察の職員たちを「いつも俺様をこき使いやがって！」と本気で投げ飛ばしており、それを見ていた圭一郎も芝居かどうか疑問を抱いていた。
- 名前の由来は事務方から。デザインは、スーツアクターの頭部が帽子の中に位置させることで身長を低く見せており、リストバンドやネクタイをデザインに入れることで事務職らしさを出している。
- 第8話で怪人に扮した際は本来は大暴れをする予定だったが、スーツの構造上、動けるものではなくアクションができなかったため、なぞなぞとなった。

東雲 悟（）
『もう一人のパトレン2号』、および第43・44話に登場。戦力部隊結成当時に所属していた咲也の前任者にしてパトレン2号になるはずだった人物。圭一郎とつかさの同期で、圭一郎とは国際警察学校のころから性格の違いから対立していた。VSチェンジャーが装備として支給される前に、ゾニックとの戦闘により圭一郎を庇って重傷を負い、一命を取り留め怪我が完治した後にフランス本部に転属することになった。
甘い物が苦手で、よく聞いているポータブル機器の中に「G線上のアリア」のデータが入っており、それがゾニックの音波攻撃対策のきっかけや、圭一郎がナリズマが悟に擬態していることに気付くきっかけになっている。
国際特別警察機構日本支部からギャングラーに情報を漏らしているスパイを突き止める特別任務のため一時帰国。機密情報への不正ログインの形跡が彼にあることから、ノエルに疑惑を抱き、彼を信じようとする圭一郎に代わって彼を追い詰める。
実は本物の悟はザミーゴに殺害されると同時に化けの皮にされたため既に亡くなっており、ナリズマ・シボンズが悟の化けの皮を被ってフランス本部に侵入してザミーゴに秘密裏に機密情報やコレクションの情報を漏洩していた。
ルパンコレクション万人の声で声を変えて圭一郎らに近づき、機密情報を漏洩した痕跡を見つけたノエルを、トカゲイルから強奪した人形遣いで情報漏洩の犯人に仕立て上げていた。
その後、ノエルをコレクションの力を駆使して追い詰めるが、情報漏洩源がフランス本部だったことと圭一郎に微かな違和感を感じ取られたことで正体が露見してしまい、パトレンジャーを同士討ちにしようとしたが、ノエルやルパンレンジャーの協力を得た圭一郎たちに倒された。この煽りを受け、1年前に起きた大量失踪事件の洗い直しが行われることになり、その最中に魁利たち3人の関係者も被害者リストに含まれているのを知ると同時にルパンレンジャーの正体が魁利たち3人である事実に突き止めるまでに至った。
- 「既に亡くなっていた」という顛末は、時系列的にそういうふうに書かざるを得なかったが、結果的に警察側のキャラを深める形で上手く機能したものとなった。

## 装備・戦力

### 共通装備
VSチェンジャー（）
2大戦隊が共通して使用するエネルギーガン型のチェンジアイテム。ルパンコレクションの1つでもあり、快盗が使用するものはアルセーヌに、警察が使用するものはノエルによって改造されたが、彼の知らないところで他のコレクションと共に支給された。
銃身部を捻るように90度回転させたあと元の状態に戻してトリガーを引くことで、VSビークルを本来の姿である巨大マシンに変える機能もある。また、VSビークルのコクピットのコンソール右側に装填することでイグニッションキーや操縦桿になる。
ルパンレンジャーたちはコグレから勧誘されたときに彼からVSビークルのダイヤルファイターとともに支給されて変身に使用していたが、パトレンジャーたちは本部から戦力部隊に流れてヒルトップ管理官から支給品としてVSビークルのトリガーマシンとともにもたらされ、所持することになったため、後者に関してノエルは「痛恨のミステイク」であったとしている。
快盗が所持していたものは、最終話でVSビークルとともに台帳を介して宝物庫に転送されたが、1年後、圭一郎たちの前に現れた時には再び所持していた。
銃としての特殊な光弾の威力は強力だが、遠距離になるほど威力が弱まるため、遠距離攻撃が得意な敵の場合には苦戦を強いられることもある。また、至近距離での銃撃の威力を弱めるためにレッドがわざと自分の手を緩衝材として挟んで撃ったこともあり、障害物によっても威力が低減される。マンタの犯罪技（カワルンジィエーイ）のようにある条件を満たせば、ギャングラーも変身アイテムおよび武器として使用できる。
戦隊ごとに変身方法と必殺技の発動方法が以下のように異なる。
- 両戦隊で同じ武器を用いるため、アクション監督の福沢博文は、正統派ではないルパンレンジャーは片手撃ちで水平に構えて半円を描くように回して速射しており、訓練されたプロフェッショナルであるパトレンジャーは警察官が実際にやるように両手持ちとすることで差別化している。ルパンブルー役の竹内康博は、常に銃を持ってアクションするよう指示され苦労した旨を語っている。

ルパンレンジャー
「快盗チェンジ」の掛け声と共に各ダイヤルファイターをVSチェンジャーのボード状の銃身ランウェイレールにマウントし、上部のダイヤルを操作して暗証番号を入力した後、銃身部をダイヤルファイターが上面にセットされるよう回転させ「マスカレイズ」のアナウンスが流れた後、「快盗チェンジ」のアナウンスと共にトリガーを引いて変身が完了する。また、変身方法と同じ手順（トリガーマシンの場合はダイヤルを回す必要がないため省略している）で「快盗ブースト」のアナウンスと共に各ダイヤルファイターに対応した必殺技が発動できる。
ダイヤルファイターをセットした状態で「ゲット セット！ レディ？ 飛べ！ 飛べ！ 飛べ！… ゴー！」の固有アナウンスの後に各ダイヤルファイターの固有アナウンスが鳴る。
- ダイヤルファイターのセット時の上面のレールのデザインイメージは滑走路。

パトレンジャー
「警察チェンジ」の掛け声と共に各トリガーマシンをVSチェンジャーのランウェイレールにマウントした後、銃身部をトリガーマシンが下面にセットされるよう回転させ「パトライズ」とアナウンスが流れた後、「警察チェンジ」のアナウンスと共にトリガーマシン側のトリガーを引いて変身が完了する。また、変身方法と同じ手順（ダイヤルファイターの場合はその過程でダイヤルを回して暗証番号を入力している）で「警察ブースト」のアナウンスと共に各トリガーマシンに対応した必殺技が発動できる。
トリガーマシンをセットした状態で「位置について用意！ 走れ！ 走れ！ 走れ！…出動ーン（）！」の固有アナウンスの後にトリガーマシンの固有アナウンスが鳴る。

バックル
変身後のスーツのベルトに装備されているバックル。それぞれ以下のように内蔵されている機能が異なる。
ルパンレンジャー
伸縮可能なロープを射出し、戦闘や逃走に使用される。変身前でも使用。
パトレンジャー
中には国際特別警察の警察手帳があり、ルパンレンジャー同様変身前でも使用する。
ルパンエックス / パトレンエックス
両戦隊の特性を併せ持つほか、モバイルコンピュータを内蔵し、ギャングラーの体にある金庫に貼り付けることで暗証番号を解析し、ロックを自動開錠する機能も備えている。また、外部メモリを挿入した状態で解析することでギャングラーの金庫の仕組みを分析することができる。ゾニック・リーとの戦闘中にバックルを使用して金庫のロックを自動開錠しようとしたときに、過去の因縁から熱くなったパトレン1号に邪魔をされ、ゾニックの斬撃で装置が破損してしまった。

### ルパンレンジャーの装備
快盗スーツ
ルパンレンジャー専用の強化服。スピードと俊敏性に優れている。パーソナルカラー以外の色は黒となっている。マスクはバイザーがそれぞれのパーソナルカラーのシルクハット状であり、首元には蝶ネクタイのデザインを取り入れ、肩口からマントが出ている。また、ブーツもヒールとなっている。
エンブレムは銀色でシルクハットとルパンの頭文字の「L」が重なった形の「V」を模している。
- アルセーヌ・ルパンのイメージからバイザーはシルクハットをイメージしており、パトレンジャーとの差別化として、各メンバーのパーソナルカラーとなっているため、同じ赤をパーソナルカラーとしているパトレン1号との対比となっている。
- マスクは、バイザー部分に色がついているため、アクション用では『未来戦隊タイムレンジャー』と同じく視界確保のための細かい穴が開けられている。アップ用ではスリットが入っているのみで中からは足元しか見えず、福沢はここ数年で一番視界が悪いと述べており、ルパンレッドのスーツアクターを務める浅井も、マスクの構造上、外を見ようとすると上目になってしまうため、テストではマスクのない状態で演じ、本番でその感覚のまま演じていたという。ルパンイエロー役の下園愛弓は、アクション用マスクも光が当たると逆光で何も見えなくなったと証言している。スーツについて、福沢は前年よりシンプルなため身軽で動きやすかったが、マントが引っかからないよう気を使う必要があったと述べている。スーツアクター勢はマントについては特に気にならなかったと述べている。また、ブーツはアップ用はヒールだが、アクション用はブーツではなく、運動靴となっている。

ルパンソード
ルパンレンジャー専用のマジックハンド機能付き剣。持ち手を変えることで、2種類の使い方が出来る。
- デザインモチーフはロングソード。

ソードモード
金属装甲でも簡単に両断できる威力を持つ。
マジックハンドモード
アーム部分が伸縮してマニピュレーターによって遠くにあるターゲットを安全に掴んで引き寄せることが可能。相手の腕や脚を掴み、動きを止めるときにも使用される。

ルパンカード
ベルトのバックルにあるカードで、予告状と報告に使われ、投擲することで鋭利な攻撃武器となり、ギャングラー怪人の化けの皮を剥がしたりするときなどに使用される。エックスも専用のカードを所有している。

ルパンマグナム
ルパンレッドが所有する新たな専用武器で、アルセーヌが隠れ家に隠した彼愛用のコレクションでもある必殺銃。VSチェンジャーを遥かに凌ぐ威力を持ち、一撃でギャングラー怪人を行動不能にする。
発射時の反動も強力で、第42話ではデストラが操る重力操作の壁を、連射の反動を推進力代わりにして身を挺して破壊した。
VSチェンジャーにセットし、「ルパンフィーバー！」のアナウンスの後にダイヤル部分を3回回すことで「アン・ドゥ・トロワ」のアナウンスが鳴り必殺技を発動できる。
必殺技はエネルギーを集束させた巨大な弾丸状の光弾を放つイタダキ・ド・ド・ドストライクと超強力な光弾で巨大化したギャングラー怪人を葬るイカサマ・ドストライク。
ロボモードに変形して、自律行動もできる。詳しくは後述。
- 快盗が使用するアイテムのため、ダイヤルが大きく目立つ銃がデザインされた。

ビクトリーアーマー
ビクトリーストライカーが変化したアーマーで、ルパンレンジャーとパトレンエックスを強化変身させる。中央に快盗のエンブレムがあしらわれている。変身後はマントをまとう。スーパー快盗ブースト発動時の発動ダイヤルは「1・8・1」。ファイナルライブツアーではルパンブルーが、『騎士竜戦隊リュウソウジャーVSルパンレンジャーVSパトレンジャー』ではルパンイエローが強化変身に使用した。
4基のタービンによる飛行能力や、相手の動きを数手先まで読むことが出来る近未来予測能力など高い機動性に優れる。両肩にダイヤルがあるため、必殺技であるスーパー快盗ブースト（パトレンエックスの場合は超・警察ブースト）を発動する際は、2名以上のメンバーが同時に回す必要がある。
- デザインは、タービンと羽を付けることで、サイレンアーマーとの差別化を図っている。

### パトレンジャーの装備
警察スーツ
パトレンジャー専用の強化服。パワーと防御性に優れている。パーソナルカラー以外は白となっている。マスクはバイザーが黒色で警察の制帽のような形状であり、首元にはネクタイのデザインを取り入れ、両肩と上腕にはアーマーを装備している。アーマーはかなり丈夫にできており、ルパンレンジャーやギャングラーの攻撃、VSチェンジャーの銃撃などを、上腕のアーマーで防ぐこともある。
第11話ではピッチの犯罪技（アルナイン転換）で性別が逆転した際に、男女のスーツ（スカート部分の有無）も逆転している。
『ルパンレンジャーVSパトレンジャーVSキュウレンジャー』でルパンレンジャーの3人がパトレンジャーに変身した際、前述のように運動性よりも攻撃性と防御を重視しているため、敏捷性が落ちるため、いつもの戦闘方法で戦ったせいか、リルスを相手に苦戦を強いられている。
エンブレムは金色で警察の制帽とパトレンの頭文字の「P」と「S」を模しており、マスクと左胸に2つ付けている。
- デザインイメージは警官の制服で、基本的にはルパンレンジャーと同型だが、ネクタイやスーツの襟をデザインに落とし込んでいる。
- アクション用は従来のようにブーツではなく、運動靴となっている。

パトメガボー
国際特別警察によって開発されたパトレンジャー専用のトランジスタメガホン機能を兼ね備えた特殊警棒。モード切替により、2通りの使い方が出来る。『ルパンレンジャーVSパトレンジャーVSキュウレンジャー』ではパトレンジャーに変身した魁利たちが使用した。
- デザインイメージは、DJポリス。

メガホンモード
トラジスタメガホン機能によって催眠効果のある拡大した音声で、相手を足止めして整列させることが出来る。
警棒モード
金属製のロッドを伸長させ、電撃を纏った攻撃や必殺技を放つ際に用いられる。
ダメ！ゼッタイ斬り！
メガホンモードで整列させた敵を警棒モードで連続殴打する必殺技。

サイレンアーマー
サイレンストライカーが変化したアーマーで、ルパンエックスとパトレンジャーを強化変身させる。中央に警察のエンブレムがあしらわれている。ファイナルライブツアーではパトレン3号が、『騎士竜戦隊リュウソウジャーVSルパンレンジャーVSパトレンジャー』ではパトレン2号とリュウソウグリーンが強化変身に使用した。
両肩に備わった2つの砲台からの砲撃など高い防御力に優れる。両肩にハンドル型のトリガーがあり、必殺技であるスーパースペリオルストライクの発動の際に使用されるが、ビクトリーアーマーとは異なり、装着者自ら発動することが可能。

GSPOパトカー
GTウイングを装備した4ドアセダンタイプの国際特別警察の標準的なパトカー。専用の探査装置や高性能ナビ端末を装備している。パトレンジャーの3人がパトロールに使用する場合、主に咲也が運転を担当する。
他にも作中では、ヒルトップ管理官が護衛付きで本部から極秘に2つのVSビークルを輸送する際に使われたものや、第19話でもヒルトップが運転しているものが確認されている。

### ルパンエックス / パトレンエックスの装備
Xチェンジャー
エックスが使用するVSチェンジャーのプロトタイプである列車型のチェンジアイテムであり、エックストレインゴールドとエックストレインシルバーの組み合わせで構成されている。対応する上部のエックストレインを前後に360度一回転させて前方に向け「エックスナイズ」のアナウンスの後、「快盗チェンジ」の掛け声と共にエックストレインシルバーを先端にセットした状態で360度一回転させて、「快盗エックスチェンジ」のアナウンスと共に引き金を引くことでルパンエックスに、「警察チェンジ」の掛け声とともにエックストレインゴールドを先端にセットした状態で360度一回転させて、「警察エックスチェンジ」のアナウンスと共に引き金を引くことでパトレンエックスにそれぞれ変身する。変身中に対応するエックストレインを先端にセットし、引き金を引くことでモードチェンジすることができる。エックストレインを巨大化させて搭乗することも出来る。
ライモンの攻撃によりブルーダイヤルファイターのダイヤル部分が損傷を受けた際には、スマートフォンと併用してその部品を修復するためにメンテナンスツールとして使用した。
必殺技はエックストレインシルバーを先端にセットした状態で強力な青白いビームを放つスペリオルショット。

Xロッドソード
ギャングラーの撃滅とルパンコレクションの奪還用に開発されたエックスが使用する可変式十手剣。鍔の側面に設置されたレバーを倒すことで、柄に沿わせたレバーをグリップガードに見立て刀身を展開したソードモード（ルパンエックス専用）と、刀身に沿わせたレバーを鉤に見立て刀身を折り畳んだ十手モード（パトレンエックス専用）の2つのモードを使い分ける。ソードモードは斬撃に長けており、十手モードはスピード重視の接近戦を得意とする。レバーを一度起こし再度倒すことで「エックスタイム！」のアナウンスの後に固有アナウンスと共に必殺技を発動できる。
ソードモードの必殺技は「カウントダウン！ 3・2・1・0！ イタダキエックスストライク！」のアナウンスと共にX字型の斬撃エネルギーを繰り出すスペリオルエックス。十手モードの必殺技は「一手！ 二手！ 三手！」と一手ごとのアナウンスと共にレバーを起こして倒し、それを4回行うことで「十手！ 一騎当千！ イチゲキエックスストライク！」のアナウンスと共に強力なビームを放つエクセレントエックス。
また、エックストレインの安全起動キーともなり、コンソールにセットすることでエックストレインのマスコン（操縦用のレバー）となる。
『騎士竜戦隊リュウソウジャーVSルパンレンジャーVSパトレンジャー』ではリュウソウゴールドがルパンエックスに自身のモサブレードを貸し出す代わりに使用した。
- ルパンエックス/パトレンエックスの変身に対応するため武器も2形態とされ、警棒ではない警察アイテムとして十手がモチーフに選ばれた。

### VSビークル
いずれもルパンコレクションの1つでもあり、人間でも扱えるようにアルセーヌとノエルによってダイヤルやトリガーが加えられ、マシン型に開発・改造されたものの総称。普段は手のひらサイズに圧縮されておりそのまま携帯用変身アイテムなどにも使用されるが、VSチェンジャーから射出されることで本来の姿である巨大マシンとなる。
ビークル時とロボ時では、コクピットのコンソールの形状が異なっている。操縦方法は同一なため、お互いのVSビークルに乗りこんで操縦することもできる。
また、ガバットの犯罪技（ムシバミ菌）をもってしても溶かすことができないほどの頑丈さを誇る。
ダイヤルファイターとトリガーマシンは劇中では「〇〇ビークル」と呼称されていたが、第50話で「ダイヤルファイター」・「トリガーマシン」と呼称されるようになった。
共通カラーは、オレンジとなっている。
- 2戦隊が一番組に存在することから、小さな子供にも区別がつくように差別化が図られており、快盗は空から現れる飛行機、警察は陸を行く車（パトカー）という対比となった[81]。

#### ダイヤルファイター
ルパンレンジャー専用の飛行機タイプのVSビークルだが、サイクロンダイヤルファイターはパトレン1号が搭乗したり、パトレン2号が警察ブーストとして使用したほか、マジックダイヤルファイターはサイクロンダイヤルファイターと共にパトレンジャーがギャングラーの金庫を開錠する際に使用し、シザーダイヤルファイター&ブレードダイヤルファイターとビクトリーストライカーはマジックダイヤルファイターと共にザミーゴとの最終戦を目前にパトレンジャーに託している。ナレーションでの呼称は「〇〇ビークル」。
現場から離脱する際にも使用され、戦闘時には機体上部のダイヤルが回ることでロックが解除され、アタックモードに変形する。
電子ロックのドアやギャングラーの体にある金庫に貼り付けることで暗証番号を解析し、ロックを自動開錠するダイヤル機能も兼ね備えるが、対応できる暗証番号は3桁のため、暗証番号が6桁のステイタス・ゴールドの金庫は2機のダイヤルファイターで開錠する必要がある。また、通常の鍵穴タイプの扉も開錠することが可能。
レッドダイヤルファイター
ルパンレッド専用のジェット戦闘機。
変身時の暗証番号は「0・1・0」。固有アナウンスは「レ・レ・レ・レーッド！」。
アタックモードではウェポンベイが展開し、その砲口から必殺光弾を連続発射する。ルパンカイザーの頭部・胸部、グッドクルカイザーVSXの胸部を構成。
- 速くて格好いいモチーフとしてジェット機がレッド用に選ばれた。ダイヤル部分を黒にし、赤いラインを引くことで合体時にシルクハットに見えるようにデザインされた。

ブルーダイヤルファイター
ルパンブルー専用のエアレーサー。
変身時の暗証番号は「2・6・0」。固有アナウンスは「ブ・ブ・ブ・ブルー！」。
アタックモードでは機体後部が反り返り5銃身のガトリング砲が展開する。ルパンカイザーの右腕、グッドクルカイザーVSXの右肩を構成。
第16話では自身の犯罪技（カワルンジィエーイ）で透真と入れ替わったマンタがルパンブルーに変身する際に使用した。第23話でライモンの攻撃によりダイヤル部分が破損したため、ノエルによって修理された。
- レッドと異なる種類の飛行機としてプロペラ機がモチーフに選ばれた。トリガーマシン2号の武器が1つの銃口を持つ拳銃であったため、その差別化として銃口を多く持つガトリングが選ばれた。

イエローダイヤルファイター
ルパンイエロー専用のティルトローター機。
変身時の暗証番号は「1・1・6」。固有アナウンスは「イ・イ・イ・イエロー！」。
アタックモードでは機体後部が反り返り巨大バズソー（回転ノコギリ）が展開する。ルパンカイザーの左腕、グッドクルカイザーVSXの左肩を構成。
- トリガーマシン3号の武器が警棒であったため、シルエットの差別化として丸鋸が選ばれた。

サイクロンダイヤルファイター
メインローター部に2つのヒンジレスハブと埋め込み式のテイルローターを持つヘリコプター。
必殺技発動時の発動ダイヤルは「3・1・9」。固有アナウンスは「サ・サ・サ・サイクロン！」。
アタックモードではメインローターが左右に展開し、複雑な風と気流を操ることで敵の攻撃などを回避する。
必殺技はVSチェンジャーからノコギリ状の円盤型エネルギー弾を放つが、初使用時はルパンブルー・イエローの快盗ブーストを纏った攻撃、第13話ではバイカー撃退砲とパトレン2号の警察ブーストを纏った攻撃として放っている。第27話ではイエローがエックストレインファイヤーとサンダーの快盗ブーストとスペリオルショットを纏った攻撃として放った。第16話ではイエローが、第22話と第26話ではブルーがイタダキストライクの発動の際にそれぞれ使用した。『GIRLFRIENDS ARMY』では3号のバイカー撃退砲とともに放つガールズハートブレイクを使用した。第48話では2号が警察ブーストとして使用した。
後にノエルの手が施されたコレクションであることが判明する。
最初に乗ったのはパトレン1号で、トリガーマシンバイカーに乗るルパンレッドと戦った。第42話では、デストラに奪われたサイレンストライカーとビクトリーストライカーを奪い返すため、1号とパトレンエックスがデストラの2つの金庫の開錠に使用した。
後にノエルにステイタス・ゴールド対策として渡された。
- 飛行メカモチーフという縛りの中で、ギミックの面白さからヘリコプターがモチーフに選ばれた。

シザーダイヤルファイター&ブレードダイヤルファイター
2機のダイヤルファイターからなる特殊なステルス戦闘機。
必殺技発動時の発動ダイヤルは「9・6・3」。固有アナウンスは「シ・シ・シ・シザー！」。
エマ・ゴルディーニから譲り受けたペンダントをVSチェンジャーにかざしたことでVSビークルに変化した。グッドストライカー曰く、生き別れになっていたVSビークルらしく、コグレも「ギャングラーにコレクションを奪われる以前から行方不明になっているコレクション」と3人に説明しており、コレクションアルバムにもモノクロの姿で載っていた。
快盗ブーストではシザーダイヤルファイターを模したシザーシールドという盾とブレードダイヤルファイターを模したブレードブーメランという刃付きのブーメランが出現する。シザーシールドは、ザミーゴの氷の弾丸を含めたあらゆる攻撃を防ぐことができ、ブレードブーメランは近接戦用の武器になるほか、投げることで回転しながら2つに分裂し敵を切り刻むことができる。第15話ではルパンレッドが出現させていたブレードブーメランをルパンイエローが使用し、第16話ではルパンブルーが、第26話ではイエローがイタダキストライク発動の際にそれぞれ手持ちの武器として出現させ使用した。また、第32話ではイエローがパトレンジャーのイチゲキストライクおよびパトレンエックスのエクセレントエックスの発動を含めた両戦隊による一斉攻撃の際に使用した。第36話ではパトレン3号がペッカーの犯罪技（うっかりクチバシュート）を使用者本人に当てる際、あらかじめシザーシールドを装備したイエローの左ひじを勢いよく押す形で拝借し、第47話ではブルーが使用した。第50話ではブルーがザミーゴとの最終決戦を前に3号に託し、最終話では3号が警察ブーストとして使用し、『騎士竜戦隊リュウソウジャーVSルパンレンジャーVSパトレンジャー』ではリュウソウレッドがパトレン1号に自身のリュウソウケンを貸し出したため、その代わりにルパンレッドから渡され使用した。
通常は一体化した状態で使用されるが、第18話ではシザーダイヤルファイターとブレードダイヤルファイターに分離させて別々に使用された。
- 合体した状態ではダイヤルが重なって1機に見えるようにデザインされた。

シザーダイヤルファイター
鋭利なシザー（ハサミ）を持つ大型ディフェンス機。
固有アナウンスは「シ・シ・シ・シザー！」。
アタックモードはシザーが下部に反り返り、展開する。
第18話では巨大化したアニダラの金庫内からルパンイエローが脱出する際に使用された。
ブレードダイヤルファイター
鋭利なブレード（刃）を持つ小型オフェンス機。
固有アナウンスは「ブ・ブ・ブ・ブレード！」。
アタックモードはブレード部分が前方でハサミに変化する。
第18話では巨大化したアニダラの金庫を開錠するために使用された。
ハンマーダイヤルファイター
両翼を閉じることでハンマーになる小型オフェンス機。
ブレードダイヤルファイターがピッチ・コックの犯罪技（アルナイン転換）を受けて変化した。
- VSビークルの共通カラーであるオレンジを全体に配し、ダイヤルを金色にしている。二つに分離したハンマーをバーニアに見立てたデザインとなっている。

マジックダイヤルファイター
ルパンレンジャー専用の技巧性能に秀でた飛行船。
必殺技発動時の発動ダイヤルは「0・2・9」。固有アナウンスは「マ・マ・マ・マジック！」。
アタックモードではエンベロープ先端を展開させ、鉄球を基本攻撃にするほか、多彩なマジックを繰り出すことができる。
ノエルがガバットからルパンレンジャーを介する形で回収した鉄アレイ型コレクション石に変わる（Je me change en pierre）と引き換えにコグレから借り受けた飛行船型コレクション今飛びたとう（Voler maintenant）を改造したもの。
第32話ではゴーシュが改造した実験体の5つの金庫を同時に開錠する際に、ルパンレッドから渡されたパトレン1号が金庫の開錠に使用し、第42話では、デストラに奪われたサイレンストライカーとビクトリーストライカーを奪い返すため、1号とパトレンエックスがデストラの2つの金庫の開錠に使用した。第50話ではルパンイエローがザミーゴとの最終決戦を前にパトレン2号に託した。
快盗ブーストではマジックアローという右腕と一体化した弓に変化し、左手で光の弦を引くことで壁をもすり抜けるビーム状の矢を放つほか、刃状のウイングで近接戦闘で剣のように使用することも可能。第32話ではルパンレッドがパトレンジャーのイチゲキストライクおよびパトレンエックスのエクセレントエックスの発動を含めた両戦隊による一斉攻撃の際に使用し、第34・36・42話ではルパンブルーが、第47話ではルパンイエローが使用し、最終話では2号が警察ブーストとして使用した。『騎士竜戦隊リュウソウジャーVSルパンレンジャーVSパトレンジャー』ではリュウソウブルーがルパンブルーに自身のリュウソウケンを貸し出す代わりに使用した。
- スーパー戦隊シリーズでは、初の飛行船がモチーフとなっている。

ビクトリーストライカー
ルパンレンジャー専用のオフェンス性能に秀でたジャンボジェット。
発動ダイヤルは「1・1・1」。固有アナウンスは「ビ・ビ・ビ・ビクトリー！」。
アタックモードでは機体上部とノーズを左右に展開させ、ターボジェットエンジンから高出力ビームを発射する。
手のひらサイズの状態では近未来予測を特殊能力に持ち、ギャングラー怪人が使用した際やスーパールパンレッドやスーパーパトレンエックスになった際に能力が発揮する。
宇宙にいて、弓引山に飛来していたところをジャネークが持つステアリング型のコレクション夢中にさせる（Elle me rend fou）の力によって操られていたが、レッドの機転で中に格納されていたサイレンストライカーを入手し、ルパンエックスがコレクションを回収したことで入手することに成功した。第42話ではデストラに奪われてしまうが、パトレンエックスが取り返したことでルパンレンジャーの手元に戻った。しかし、第50話でルパンレッドがザミーゴとの最終決戦を前にパトレン1号に託した。
- デザインは、最終マシンであるため、金色を取り入れている。ジャンボジェットをイメージした白も検討されたが、快盗が使用するため、赤と黒となった。

#### トリガーマシン
パトレンジャーに配備され、所有している自動車タイプのVSビークルだったが、トリガーマシンバイカーはルパンレッドが搭乗したほか、トリガーマシンスプラッシュはルパンレンジャーが所持し、サイレンストライカーは状況に応じて両陣営が使用するようになり、トリガーマシンクレーン&トリガーマシンドリルはトリガーマシンバイカーと一緒にザミーゴ対策のためにノエルを介してルパンレンジャーの手に渡った。『ルパンレンジャーVSパトレンジャーVSキュウレンジャー』では変身用のトリガーマシン3台はルパンレンジャーの3人が変身用のダイヤルファイターの代わりに使用しパトレンジャーに変身した。ナレーションでの呼称はダイヤルファイター同様「〇〇ビークル」。
機体後部のトリガーが引かれると安全装置が解除され、アタックモードに変形する。
終盤、ギャングラー怪人の金庫のロックを初期化・暗証番号を変更する能力を持つことがノエルから明かされ、その能力を使ってザミーゴの金庫をロックし、氷結銃攻撃を封印することに成功した。ただし、トリガーマシンも対応できる暗証番号は3桁のため、初期化・変更にはバイカー・クレーン&ドリル・スプラッシュ・サイレンストライカーといった4台のカエマショータイム（換装合体）用のトリガーマシンが使われた。
トリガーマシン1号
パトレン1号専用の超高速パトカー。シンボルナンバーは01。
固有アナウンスは「轟・音・爆・走（）！」。
アタックモードでは6連のラジアルタイヤが露出し、6気筒のハイパワーエンジンによってスピードを上げる。パトカイザーの頭部・胸部、グッドクルカイザーVSXの頭部を構成。

トリガーマシン2号
パトレン2号専用の重武装パトカー。シンボルナンバーは02。
固有アナウンスは「百・発・百・中（）！」。
アタックモードでは車体先頭が展開し、トリガーキャノンが展開し、各種の制圧に対応した特殊攻撃が可能。パトカイザーの左腕、グッドクルカイザーVSXの右足を構成。

トリガーマシン3号
パトレン3号専用の警棒パトカー。シンボルナンバーは03。
固有アナウンスは「乱・撃・乱・打（）！」。
アタックモードでは車体先頭から左側へ巨大ロッド（警棒）が展開し、ピストン乱打による攻撃を放つ。パトカイザーの右腕、グッドクルカイザーVSXの左足を構成。
- パトカイザーの武器が付く予定であったが、警察が使う武器として剣ではなく、警棒が選ばれた。

トリガーマシンバイカー
パトレンジャーに配備された巨大白バイ。シンボルナンバーは04。
固有アナウンスは「縦・横・無・尽（）！」。
悪路走行に長けており、ビルの壁を駆け上がることも可能。アタックモードでは前輪を展開させ、ウイリー走行しながら展開した前輪をヨーヨーのように操ることで敵を捕縛する。
必殺技は爆発力に優れた回転するタイヤ状のエネルギーを発射するバイカー撃退砲で、第11話では、パトレン2号と3号の警察ブーストを纏った攻撃、第13話ではサイクロンダイヤルファイターの快盗ブーストと2号の警察ブーストを纏った攻撃をそれぞれ放った。第14話では不在の圭一郎の代わりに2号が使用した。第43話では3号が使用した。『GIRLFRIENDS ARMY』ではルパンイエローのサイクロンの快盗ブーストともに放つガールズハートブレイクを使用した。
最初に乗ったのはレッドで、サイクロンダイヤルファイターに乗る1号と戦った。第50話ではザミーゴとの最終決戦を目前に、ノエルを介してルパンレンジャーの手に渡った。
- バイクの前輪を活かすため、ヨーヨーがモチーフとなった。特撮監督の佛田の要望から人型のものが乗ったデザインとなっている。

トリガーマシンクレーン&トリガーマシンドリル
2台のトリガーマシンからなる巨大クレーン車。シンボルナンバーは05。
固有アナウンスは「伸・縮・自・在（）！」・「一・点・突・破（）！」。
ジブクレーンで敵を捕縛し、そのブームの上をドリルが走って突撃する連携攻撃を得意とする。
警察ブーストではトリガーマシンクレーン&トリガーマシンドリルと同形状のクレーンバズーカが右腕と一体化し、クレーンにつなげたトリガーマシンドリルを鞭のようにして戦うほか、そこからカタパルトにしたクレーンのジブからクレーンにつなげたトリガーマシンドリルを貫通力に優れたエネルギー状の弾丸として発射する。必殺技はドリル弾とクレーンバズーカの鞭攻撃で一網打尽にするストロング撲滅突破。第43話ではパトレン2号が使用し、『騎士竜戦隊リュウソウジャーVSルパンレンジャーVSパトレンジャー』ではリュウソウピンクがパトレン3号に自身のリュウソウケンを貸し出す代わりに使用した。
元々は、ギャングラー怪人のクラッシュブラザーズが所持していた。第50話ではザミーゴとの最終決戦を目前に、ノエルを介してルパンレンジャーの手に渡った。
以前はトリガータイプのVSビークルではなかったらしく、グッドストライカーに「いつの間に引き金付きになったんだ」と言われている。
- トリガーマシンは車両をモチーフとしているため、それまでの警察車両ではなく、建機がモチーフに選ばれた。VSビークルの共通カラーであるオレンジのラインに斜めの黒いラインを入れストライプ状にすることで、ガードフェンスをイメージしている。

トリガーマシンクレーン
大型クレーン車型トリガーマシン。アタックモードではジブクレーンが伸縮し展開させたブームによって、先述の連携攻撃を可能にする。
所有していたアニダラがラブルム戦の際にパトカイザーに踏みつぶされ死亡したため、地中に埋まっていたが、トリガーマシンドリルを操縦していた圭一郎によって発見された。
トリガーマシンドリル
小型ドリル車型トリガーマシン。
固有アナウンスは「一・点・突・破（）！」。
アタックモードでは合体時に格納してあったドリル部分が迫り出し、地中を掘り進むことが可能。
コクピットの内部にトゲーノが罠を仕掛け、オドードが化けた青年からパトレンジャーに託された。

トリガーマシンスプラッシュ
はしご付き消防車型トリガーマシン。シンボルナンバーは06。
固有アナウンスは「激・流・滅・火（）！」。
大規模災害で能力を発揮し、毎秒で最大300リットルによるの放水で火災を鎮火する。また、はしごを伸ばして高層ビルの避難や激流放水による広域消火を行ったり、化学消火剤を発射することで特殊な油脂火災や化学火災などにも対応可能。
圭一郎が裏オークション摘発後の情報により強盗グループと接触し美術商と偽って闇取引をした後に奪還したが、現場に現れたルパンレッドに奪われる。その後、つかさからカンクスがガス爆発による大規模火災を起こしたとの連絡を受けた圭一郎が、レッドに託す形で現場へ向かわせたことでルパンレンジャーが所有することになった。このため、パトレンジャーは『騎士竜戦隊リュウソウジャーVSルパンレンジャーVSパトレンジャー』でレッドに返却される形で託されるまで一度も使用することがなかった。
警察ブーストでは、消火器型のスプラッシュバスターという右腕と一体化した銃に変化し、ビームや消火液などの消火攻撃を繰り出す。ただし先述の通り、現在はルパンレンジャーが所有しており、快盗ブースト（スプラッシュブースト）として使用している。第32話ではルパンブルーがパトレンジャーのイチゲキストライクおよびパトレンエックスのエクセレントエックスの発動を含めた両戦隊による一斉攻撃の際に使用している。第34話ではルパンイエローが使用した。
グッドストライカー曰く「アルセーヌが（当時の）彼女にプレゼントしてその後行方不明になっていた」らしい。
- トリガーマシンクレーンをベースにデザインされた。消防車というモチーフは、子供に人気の王道モチーフとしてすぐに決まったという。

サイレンストライカー
戦車型トリガーマシン。シンボルナンバーは07。
固有アナウンスは「勇・猛・果・敢（）！」。
アタックモードでは、2基（4門）のサブキャノンを展開させ、大口径のメインキャノンを併用した砲撃を行う。
手のひらサイズの状態での特殊能力は重力操作でギャングラー怪人とデストラがこの能力を使用しているが、快盗・警察・エックスは使用していない。
ビクトリーストライカーの内部にあったが、ルパンレッドが回収した後、スーパールパンエックスに変身したことでノエルが所有することになった。第42話でデストラに奪われてしまうが、レッドの捨て身の作戦を囮にしたパトレン1号が入手したことでスーパールパンエックスへの変身やサイレンルパンカイザーへの合体はルパンレンジャーに、サイレンパトカイザーへの合体はパトレンジャーにそれぞれ託すようになった。
第50話でザミーゴとの決戦に赴く際に、ルパンレンジャーがバイカー・クレーン&ドリルと共にノエルから受け取り、最終話では台帳を介して宝物庫に転送、グッドストライカーがパトレンジャーのところまで運んできた。
- デザインは最終マシンであるため、金色を取り入れている。従来のこれまでのビークルであまり使われていなかったネイビーをベースカラーにしており、主に快盗側が使用するマシンだが、トリガーマシンとしてデザインされている。
- ビクトリーストライカーに格納されているという設定は佛田の提案によるもので、飛行メカと戦車の組み合わせであることから『宇宙刑事シャリバン』のグランドバースとシャリンガータンクのような関係を連想したものである。

#### グッドストライカー
自我を持ったコレクションを強化する特別なルパンコレクションで、ダイヤルファイターとトリガーマシン双方の性質を併せ持つメカ生命体。VSチェンジャーに装着されることで必殺モードとなり、各モードに合わせた必殺技を発動することもできる。
一人称は「オイラ」。自己紹介した際に名前が長いからという理由で、初美花が名称を縮めた「グッティ」という愛称を付けた。警察側は一貫して「グッドストライカー」と呼んでいた。
性格は自由奔放で、戦いの最中にどこからともなく現れ、その時「グッと来た」側の戦隊に加勢する。ただし「グッと来る」タイミングは気まぐれで、一方の戦隊のロボとして戦闘中にその合体を勝手に解除し、もう一方の戦隊に合体を促すこともあるほか、一方の戦隊が1人でも戦線離脱した場合や拒絶した場合は、必然的にもう一方の戦隊についたり、自ら率先して特定の戦隊に手を貸して戦うこともある。気分を無視され無理やり捕まえられるケースもたまにある。しかし、元は人間の手で使用できるようにダイヤルとトリガーを取り付け改造された人間が使用可能な最初の成功例であるルパンコレクションであり、「わたしのコレクションを頼んだよ」というアルセーヌ・ルパンの願いを託され、グッときて自我を持つようになる。そのためルパンコレクションを守るという役割を担っており、他のコレクションが破壊されることや、コレクションを取り戻す力を持つルパンレンジャーが逮捕されることは良しとしない。ノエルとは旧知の仲であるが、一方でコグレのことを忌避しており、ルパンレッドが彼のことを口にしたとたんに逃げ出したり、ジュレで彼のことを見た際も逃げ出そうとしてノエルに宥められていた。また、ノエルが人間ではないことを知っていた。
ルパンコレクションの悪い奴らは、発動するとコレクションの能力の効果を弱体化させるため、パトレンU号が解除された。また、ノエルがゴーシュがギャングラーを改造した実験体の金庫を開錠するには、5つの金庫を同時に開錠する必要があることに気づいた時、魁利がルパンレッド分身を使用してルパンレンジャーが5つの金庫を同時に開錠することを提案したが先述の理由で却下された。
ルパンカイザーおよびパトカイザー、グッドクルカイザーVSXの胴体・脚部を構成。合体後には中央のコクピットのコンソール部分からダイヤルファイターモードの機首に描かれたコスプレ帽子を被った顔の付いたマスコット状の姿で現れ、ルパンカイザーの場合には快盗帽子、パトカイザーの場合には警察帽子、グッドクルカイザーVSXの場合には王冠をそれぞれ被っている。
元々は国際特別警察の上層部がVSチェンジャーとともにパトレンジャーに与えた支給品であったが、束縛を嫌がって逃げだし自由の身となった。コグレ曰く「私たちでも手に負えないくらい扱いが難しいコレクション」だという。以来、巨大化した敵を倒した後、ルパンカイザー時は「気分はサイコー！」と叫び、パトカイザー時はパトレンジャーを労うのが定番となっている。さらに、合体を解除する際に、ルパンレンジャーの口上を借りて「アデュー！」と言い残して去っていく。
- メインライターの香村純子は、両方の陣営を行き来するという設定や、合成の必要性から登場させたい時に出せるとも限らないことなどから、動かしづらいキャラクターであることを述べている[21]。
- マスコット形態のデザインは久正人が手掛けた[68][69]。香村による初期案では、快盗と警察の間を行き来するどっちつかずのコウモリの妖精というイメージであったことから、久はそのニュアンスを汲み取ってコウモリの要素を取り入れた[68][69]。帽子を変えることでモードを表現している[68][69]。

ダイヤルファイターモード
ウイングと機首を展開させることで変形するファイター形態で、この形態で2戦隊の前に現れる。VSチェンジャーに装着された際の必殺技は上部のダイヤルを「3・2・1」と回し「MAKE A GAME!」のコールと「アクション！」のアナウンスが発された後、ルパンレッドを3人に分身させ5人（ルパンエックスを入れた場合は6人）それぞれの武器から同時に放つイタダキストライク。また、技の特性上ルパンブルーとイエローはそれぞれのVSチェンジャーに別のダイヤルファイターを装填して同時攻撃したり、戦線離脱したイエローに代わってルパンエックスと同時攻撃することもある。
巨大化時にはダイヤルファイターと同じ出撃アナウンスの後に「グ・グ・グ・グーッド！」という固有アナウンスが鳴る。
- 快盗側にいることが多いため、飛行機モードが優先してデザインされた。

トリガーマシンモード
ウイングと機首を格納し、8つのタイヤを露出させたマシン形態。VSチェンジャーに装着された際の必殺技は「突撃用意！」のコールと「1号・2号・3号・一致団結！」のアナウンスが発された後、パトレンジャーの3人をパトレンU号へと融合させ強力なエネルギー弾を発射するイチゲキストライク。
巨大化時にはトリガーマシンと同じ出撃アナウンスの後に「一・撃・必・勝（）！」という固有アナウンスが鳴る。
- バズーカ形態になるため、先端部分に銃口をたくさん付けている。テーマカラーのオレンジをこの形態での変形時に見せることでダイヤルファイターモードとの差別化を図っている。

#### エックストレイン
エックスが使用する全VSビークルの基本ともなった列車タイプのVSビークル。4編成とも先頭にはXの文字が施されている。
シルバーとゴールドは通常、ノエルがXチェンジャーとして所持している。「前方よーし！ 信号よーし！ 発車よーし！ 駆けろ！ 駆けろ！ 駆けろ！ しゅっぱーつ！ 進行!! エ・エ・エ・エーックス！」のアナウンスと共に召喚･巨大化した際にはシルバーとゴールドの後部同士を連結した状態で使用されており、ルパンエックスが操縦する場合はシルバー側が前部に、パトレンエックスが操縦する場合にはゴールド側が前部になり、エネルギー状の半物質レールを発生させ、そのレール上を走行する。また、分離して単独走行することも可能。必殺技は連結した状態で敵に増幅したエネルギーによる必殺砲撃を浴びせるエックスガトリングストライク。
ファイヤーとサンダーは通常、ノエルが手のひらサイズに縮小された状態で所持している。巨大化させる際（エックスエンペラー合体時など）は他のVSビークル同様VSチェンジャーを使用する必要があるがノエル自身はVSチェンジャーを所持していないため、ルパンレンジャーかパトレンジャーのVSチェンジャーで巨大化してもらう必要がある。
- 特撮監督の佛田洋は、エックスチェンジャーの回転ギミックから転車台を連想し、選択時の格納庫のイメージ映像を用意した[88][85]。

エックストレインシルバー
ルパンエックス専用の新幹線。スピード重視でブレード状のスカート（排障器）で空気を切り裂き、強烈な衝撃波を飛ばすことも出来る。エックスエンペラースラッシュの右腕・胴体、エックスエンペラーガンナーの左足・胴体、グッドクルカイザーVSXの右腕を構成。
- デザインモチーフは、2台の新幹線。側面の窓枠を全てXにしている。

エックストレインゴールド
パトレンエックス専用の蒸気機関車。パワー重視で車両後部に連射可能な巨大光弾を放つ巨大な列車砲ユニットが搭載され、固い岩壁を壊しながら体当たりする戦法を得意とする。エックスエンペラースラッシュの右足・胴体・頭部、エックスエンペラーガンナーの左腕・胴体・頭部、グッドクルカイザーVSXの左腕・頭部を構成。
- デザインモチーフは、ディーゼルと汽車。合体ジョイントは、汽車の煙突に見立てている。

エックストレインファイヤー
火力機能に特化した新幹線。車体両側の2門のバーナーを展開させ、超高熱のファイヤービームを放射する。VSチェンジャーでの召喚時の固有アナウンスは「ファ・ファ・ファ・ファイヤー！」。第21話ではパトレン2号が操縦している。エックスエンペラースラッシュの左腕、エックスエンペラーガンナーの右足、グッドクルカイザーVSXの左足を構成。
必殺技は燃焼力に優れた火炎を纏った強力な光弾を放つもので、第27話ではルパンブルーが快盗ブーストとして使用した。

エックストレインサンダー
電力機能に特化したディーゼル機関車。車体上部にあるクロー型の排土板を展開し、サンダーボルトを発生させる。VSチェンジャーでの召喚時の固有アナウンスは「疾・風・迅・雷（）！」。第21話ではパトレン3号が操縦している。エックスエンペラースラッシュの左足、エックスエンペラーガンナーの右腕、グッドクルカイザーVSXの右足を構成。
必殺技は電撃の力に優れた電撃を纏った強力な光弾を放つもので、第27話ではルパンレッドが快盗ブーストとして使用した。

#### スペック（VSビークル）
数値は巨大化時のもの。
| 名称                                                          | 全高               | 全幅               | 全長               | 重量               | スピード           | 出力               | 初登場             |                    |
| ダイヤルファイター                                            | ダイヤルファイター | ダイヤルファイター | ダイヤルファイター | ダイヤルファイター | ダイヤルファイター | ダイヤルファイター | ダイヤルファイター | ダイヤルファイター |
| ------------------------------------------------------------- | ------------------ | ------------------ | ------------------ | ------------------ | ------------------ | ------------------ | ------------------ | ------------------ |
| レッドダイヤルファイター                                      | 9.5 m              | 19.9 m             | 25.7 m             | 400 t              | マッハ2            | 200万馬力          | 第1話              |                    |
| ブルーダイヤルファイター                                      | 10.2 m             | 26.7 m             | 29.2 m             | 300 t              | マッハ1.2          | 150万馬力          | 第1話              |                    |
| イエローダイヤルファイター                                    | 10.0 m             | 26.2 m             | 28.2 m             | 300 t              | マッハ1            | 150万馬力          | 第1話              |                    |
| サイクロンダイヤルファイター                                  | 10.0 m             | 17.0 m             | 25.0 m             | 400 t              | 800 km/h           | 200万馬力          | 第5話[79]          |                    |
| シザーダイヤルファイター&ブレードダイヤルファイター（合体時） | 13.6 m             | 20.7 m             | 22.3 m             | 500 t              | マッハ1.2          | 250万馬力          | 第9話[79]          |                    |
| シザーダイヤルファイター                                      | 10.4 m             | 20.7 m             | 22.3 m             | 400 t              | マッハ1.2          | 200万馬力          | 第9話[79]          |                    |
| ブレードダイヤルファイター                                    | 6.8 m              | 17.3 m             | 15.8 m             | 100 t              | マッハ1.0          | 50万馬力           | 第9話[79]          |                    |
| ハンマーダイヤルファイター                                    | 6.8 m              | 21.6 m             | 16.0 m             | 100 t              | マッハ1.0          | 50万馬力           | 第11話[79]         |                    |
| マジックダイヤルファイター                                    | 11.2 m             | 11.9 m             | 30.4 m             | 500 t              | 750 km/h           | 250万馬力          | 第28話[79]         |                    |
| ビクトリーストライカー                                        | 10.4 m             | 27.7 m             | 32.3 m             | 600 t              | マッハ2.1          | 300万馬力          | 第38話[79]         |                    |
| トリガーマシン                                                |                    |                    |                    |                    |                    |                    |                    |                    |
| トリガーマシン1号                                             | 10.4 m             | 11.9 m             | 23.6 m             | 400 t              | 700 km/h           | 200万馬力          | 第2話              |                    |
| トリガーマシン2号                                             | 10.0 m             | 10.2 m             | 22.8 m             | 300 t              | 600 km/h           | 150万馬力          | 第2話              |                    |
| トリガーマシン3号                                             | 10.4 m             | 12.6 m             | 22.8 m             | 300 t              | 500 km/h           | 150万馬力          | 第2話              |                    |
| トリガーマシンバイカー                                        | 11.1 m             | 9.4 m              | 28.4 m             | 400 t              | 720 km/h           | 200万馬力          | 第5話[79]          |                    |
| トリガーマシンクレーン&トリガーマシンドリル（合体時）         | 11.7 m             | 9.4 m              | 29.8 m             | 500 t              | 400 km/h           | 250万馬力          | 第14話[79]         |                    |
| トリガーマシンクレーン                                        | 11.7 m             | 9.4 m              | 29.8 m             | 400 t              | 450 km/h           | 200万馬力          | 第14話[79]         |                    |
| トリガーマシンドリル                                          | 8.0 m              | 7.8 m              | 12.9 m             | 100 t              | 500 km/h           | 50万馬力           | 第14話[79]         |                    |
| トリガーマシンスプラッシュ                                    | 12.4 m             | 9.4 m              | 28.4 m             | 500 t              | 700 km/h           | 250万馬力          | 第30話[79]         |                    |
| サイレンストライカー                                          | 11.6 m             | 11.6 m             | 27.5 m             | 600 t              | 600 km/h           | 300万馬力          | 第38話[79]         |                    |
| グッドストライカー                                            |                    |                    |                    |                    |                    |                    |                    |                    |
| ダイヤルファイターモード                                      | 15 m               | 39.4 m             | 52.4 m             | 1,000 t            | マッハ1            | 500万馬力          | 第2話              |                    |
| トリガーマシンモード                                          | 16.7 m             | 21.9 m             | 44.5 m             | 1,000 t            | 700 km/h           | 500万馬力          | 第3話              |                    |
| エックストレイン                                              |                    |                    |                    |                    |                    |                    |                    |                    |
| エックストレインシルバー                                      | 10.5 m             | 8.0 m              | 61.5 m             | 600 t              | 800 km/h           | 300万馬力          | 第20話[79]         |                    |
| エックストレインゴールド                                      | 20.2 m             | 10.2 m             | 68.3 m             | 800 t              | 700 km/h           | 400万馬力          | 第20話[79]         |                    |
| エックストレインファイヤー                                    | 9.1 m              | 11.0 m             | 28.9 m             | 400 t              | 750 km/h           | 200万馬力          | 第20話[79]         |                    |
| エックストレインサンダー                                      | 10.2 m             | 10.5 m             | 29.7 m             | 400 t              | 600 km/h           | 200万馬力          | 第20話[79]         |                    |

### 快盗・警察ロボ
グッドストライカーを中心に、VSビークルが合体して完成する2戦隊の巨大ロボ。グッドストライカーが1機しか存在しないため、ジャックポッドストライカーが登場する『快盗戦隊ルパンレンジャーVS警察戦隊パトレンジャー en film』以外で快盗・警察両方のロボが同時に出現することはなかった。グッドストライカーの意思で強制的に合体解除が可能。合体時にはコクピットのコンソールがせり上がり、座席の背もたれが変形、バイクポジションからシートポジションに変わり、レバーも横から縦になる。
- コクピットの変形はパイロット監督の杉原の要望によるもので、VSチェンジャーのギミックも活かす形となった[64]。

#### ルパンカイザー
グッドストライカー（ダイヤルファイターモード）とレッド・ブルー・イエローダイヤルファイターが「勝利を奪い取ろうぜ！」のコールと共に快盗ガッタイムした快盗ロボ。グッドストライカーの「完成、ルパンカイザー！」のコールと共に合体が完了する。
集合コクピットが頭部の奥にあり、3人がコクピットに移動・集合した後、ロボの顔がコクピットを隠すように現れ、カエマショータイムの際には再び開く。アフターバーナーによる飛行能力によって空中戦が得意。
基本武器は右腕のガトリング砲と左腕のバズソー。集束させたアバター状の巨大なVSチェンジャーも使用。
必殺技は巨大なVSチェンジャーからエネルギー弾を連射するグッドストライカー連射倒れちまえショット。
- 快盗の自由なイメージからシルクハットを被っており、過去の戦隊ロボとの違いを意識して、ロボットでありながら意思を感じられるように瞳を付けている[81]。
- 特撮監督の佛田洋は、ルパンカイザーのスーツは例年よりも動きやすいと評しており、CGでの活躍が多くなったが、スーツでももっと活躍させることができたと述べている[88]。

ルパンカイザーサイクロン
ルパンカイザーの左腕をサイクロンダイヤルファイターにカエマショータイム（換装合体）した形態。グッドストライカーの「左腕、変わります！」のコールとともに分離したイエローダイヤルファイターに換わってサイクロンダイヤルファイターが換装し、グッドストライカーの「完成、ルパンカイザーサイクロン！」のコールとともに合体が完了する。
基本武器は右腕のガトリング砲と左腕のダブルローター。基本技はダブルローターが起こす竜巻による左右に発生させたバリアグッとくる竜巻。
必殺技はタービュランスをダブルローターで発生させ、無限に回転させて増幅させることによってサイクロンを起こして敵を巻き上げ、右腕のガトリング砲の連射で粉砕するグッドストライカー連射吹き飛んじまえショット。

ルパンカイザーナイト
ルパンカイザーの左腕をシザーダイヤルファイターの盾にカエマショータイムし、剣となったブレードダイヤルファイターを装備した形態。グッドストライカーの「左腕、変わります！」のコールとともに分離したイエローダイヤルファイターに換わってシザーダイヤルファイターが換装後、「右腕、剣持ちます！」のコールと共に右手に剣になったブレードダイヤルファイターが装備され、グッドストライカーの「完成、ルパンカイザーナイト！」のコールとともに合体が完了する。
基本武器は右手に持つブレードダイヤルファイターが変化した剣と左腕のシザーダイヤルファイターが変化した盾。
必殺技はシザーダイヤルファイターのバーナー噴射を利用して敵の上空に飛び上がり大回転しながらブレードダイヤルファイターの剣で一刀両断するグッドストライカーぶった斬っちまえスラッシュ。
ルパンカイザーハンマーナイト
ルパンカイザーナイトが巨大ハンマーとなったハンマーダイヤルファイターを装備した形態。
必殺技は回転しながら巨大ハンマーで連打するグッドストライカー連打ぐるぐるぶっ飛べヒットベー。

ルパンカイザーサイクロンナイト
ルパンカイザーの右腕をサイクロンダイヤルファイター、左腕をシザーダイヤルファイター&ブレードダイヤルファイターにカエマショータイムした形態。グッドストライカーの「右腕も左腕も、変わります！」のコールとともに分離したブルーダイヤルファイターとイエローダイヤルファイターに換わってサイクロンダイヤルファイターとシザーダイヤルファイター&ブレードダイヤルファイターが換装し、グッドストライカーの「完成、ルパンカイザーサイクロンナイト！」のコールとともに合体が完了する。
基本武器は右腕のダブルローターと左腕のシザーダイヤルファイターが変化した盾とブレードダイヤルファイター。
必殺技はシザーダイヤルファイターから分離したブレードダイヤルファイターに右腕のダブルローターから起こしたトルネードに乗せて相手をシールドダイヤルファイターのエネルギーを込めて発射させるグッドストライカー撃ち抜いちまえフラッシュ。

ルパンカイザートレインズ
ルパンカイザーの右腕をエックストレインサンダー、左腕をエックストレインファイヤーにカエマショータイムした形態。グッドストライカーの「両腕、乗り換えます！」のコールとともに分離したブルーダイヤルファイターとイエローダイヤルファイターに換わってエックストレインファイヤーとエックストレインサンダーが換装し、グッドストライカーの「完成、ルパンカイザートレインズ！」のコールとともに合体が完了する。第23話では、エックスエンペラーがガンナーからスラッシュに変形する途中、一時的に換装合体している。
基本攻撃は右腕からの電撃と左腕からの火炎放射。
必殺技は火炎放射と電撃を同時に放つグッドストライカー燃え尽きちまえファイヤー。

ルパンカイザーマジック
ルパンカイザーの頭部と左腕をマジックダイヤルファイターにカエマショータイムした形態。グッドストライカーの「左腕と頭、変わります！」のコールとともに分離したレッドダイヤルファイターとイエローダイヤルファイターに換わってマジックダイヤルファイターが換装し、グッドストライカーの「完成、ルパンカイザーマジック！」のコールとともに合体が完了する。
左腕に搭載した伸縮する鉄球を基本武器にするほか、鉄球からマジックハンドが出現して巨大なルパンカードを投げ、ビルを動かすことができる。ジュゴーン戦ではルパンカイザーオールスターズを召喚した。
必殺技はフィンガースナップを鳴らすことで多彩なルパンマジックで敵を粉砕するグッドストライカー驚いちまえイリュージョン。第28話ではイリュージョンの竜宮城を出現させるルパンマジック竜宮城を披露した。
- タービン状のパーツをつけることで、胸部の武器のようなユニットにも見えるほか、飛行船の推進力になるようデザインされた。
- 佛田は中盤になったことからおちゃらけ系を思案していたところ、デザインがそれにふさわしく、さらに特撮班撮影の時点で脚本が用意されておらず宇都宮から「なんか面白いの」と要望され、それに応えたと述べている。

ルパンカイザースプラッシュマジック
ルパンカイザーの頭部と右腕をトリガーマシンスプラッシュ、左腕をマジックダイヤルファイターにカエマショータイムした形態。グッドストライカーの「いろいろ変わります！」のコールとともに変身用のダイヤルファイターが分離した後、トリガーマシンスプラッシュとマジックダイヤルファイターが換装し、グッドストライカーの「完成、ルパンカイザースプラッシュマジック！」のコールとともに合体が完了する。
基本攻撃は右腕のトリガーラダーのノズルから発射する大量放水であり、左腕のマジックハンドから出した数枚の巨大なルパンカードで敵を囲みそのカードの1枚に待機させたノズルを接続することで、敵を囲んだカード越しで敵への一斉放水攻撃も可能になる。
必殺技は球体状のアクアボールに敵を閉じ込めて圧壊させるグッドストライカー弾けちまいなスプラッシュ。
- 頭部のデザインは消火器のヘッドを模しており、パトライトを際立たせるため突起感を出し、ゴーグル形状の目にし、消防車のメーターのようなディテールを頬に入れている。

サイレンルパンカイザー
ルパンカイザーの頭部と胸部をサイレンストライカー、ルパンカイザースプラッシュマジック同様右腕をトリガーマシンスプラッシュ、左腕をマジックダイヤルファイターにカエマショータイムした武装形態。直接合体も可能。ジュゴーン戦では、ルパンカイザーマジックの能力によりルパンカイザーオールスターズの1体として召喚した際はトリガーマシンスプラッシュに換わってトリガーマシンクレーン&トリガーマシンドリルとカエマショータイムしたサイレンルパンカイザー[間違い]が登場した。
胸部のキャノン砲と左腕の鉄球で攻撃、右腕のノズルから、コーティング弾を射出して相手を固めることができる。
必殺技は胸部の前方に展開させたフォークと両腕の一斉砲撃によるグットストライカー撃ち砕いちまえキャノン。
- デザインは、パトカイザーが奥まった顔であったため、大きめの目にすることで認識しやすい顔にして差別化を図っている。主にルパンレンジャー側が使用するが、トリガーマシンにあたるため、マスク状の口にしている。当初は、下半身に前垂れのようなパーツが展開するギミックがデザインされたが、造形段階で短くなった。

ビクトリールパンカイザー
ルパンカイザーの頭部と胸部をビクトリーストライカー、ルパンカイザースプラッシュマジック同様右腕をトリガーマシンスプラッシュ、左腕をマジックダイヤルファイターにカエマショータイムした武装形態。サイレンルパンカイザー同様直接合体も可能。「完成！ ビクトリールパンカイザー！」のグッドストライカーのコールで合体が完了する。スプラッシュマジックが基本形態なのだが、両腕を別のビークルにカエマショータイムすることで後述の変則ビクトリールパンカイザーに変化することが出来る。
右腕を巨大消火器に変化させ強化液消火剤を射出させ、火災を消火できる。戦闘機形態の飛行モードに変形もでき、敵を拘束させるビームを放つ。また、ルパンマジックも使用可能で、サモーン戦ではビクトリールパンカイザーだけでなく、エックスエンペラーガンナー、ルパンマグナムもクリスマス仕様になった。
必殺技はビームで拘束させた敵に上空に飛び上がってから下半身を変形させて回転させて放つグッドストライカー蹴散らしちまえキック。サモーン戦では両腕からの一斉放射に加えエックスエンペラーガンナーストライクとルパンマグナムの砲撃と共に放つクリスマス仕様の合体技グッドストライカーサンタサンダープレゼントを繰り出した。
- 39話のサイレン音は『轟轟戦隊ボウケンジャー』のゴーゴーファイヤーの音が流用されている。ベネチアンマスク風の意匠を取り入れ、快盗の要素が強く押し出された頭部となっている。シルエットを変化させるため、頭部両サイドにウイングや、エンジンノズルと尾翼を付けている。

変則ビクトリールパンカイザー（サイクロンナイト）
右腕にサイクロンダイヤルファイター、左腕にシザーダイヤルファイター&ブレードダイヤルファイターにカエマショータイムしたビクトリールパンカイザーの派生形態。
右腕のグッとくる竜巻で敵を拘束する。
変則ビクトリールパンカイザー（ブルー&イエロー）
右腕にブルーダイヤルファイター、左腕にイエローダイヤルファイターにカエマショータイムしたビクトリールパンカイザーの派生形態。
左腕のバズソーと右腕のガトリングで敵を一網打尽にする。

#### パトカイザー
グッドストライカー（トリガーマシンモード）とトリガーマシン1号・2号・3号が「正義を掴み取ろうぜ！」のコールと共に警察ガッタイムした警察ロボ。「完成、パトカイザー！」のグッドストライカーのコールと3人の掛け声と共に合体が完了する。
集合コクピットはルパンカイザーと同じく頭部。地上戦が得意。速度は、フォーミュラーカーに匹敵する。第27話では、ピョードルに騙されたことに気づいて怒りが爆発したパトレン2号が1号の席に座り、なし崩し的に1号が2号の席に座って戦った（後述のパトカイザーストロングバイカーも同様）。
基本武器は右腕のトリガーロッドと左腕のトリガーキャノン。
必殺技はロッドに集束させた膨大なエネルギーをトリガーキャノンに充填させ、強力なエネルギー弾を連射するパトカイザー弾丸ストライク。劇場版では、トリガーロッドにエネルギーを集中しての攻撃でエルロックを倒している。
- 車が合体するロボットであるため、胸部にタイヤを集合させることでルパンカイザーとの差別化を図っている[51]。目や鼻、唇が付いていたルパンカイザーの対比として、瞳のない目にカバーで覆われたマスク状の唇のない顔がデザインされた[51]。堅い警察のイメージから従来の戦隊ロボが踏襲されたものとなった[81]。
- パトカイザーの疾走シーンはCGで表現され、ローラースケートを履いた状態でモーションキャプチャが制作された[88]。特撮カットでは、下半身をビルで隠した状態で上半身のスーツのみを着用し、スケートを履いたり移動車を用いるなどしてスピーディーな動きを表現している[88]。

パトカイザーバイカー
パトカイザーの右腕をトリガーマシンバイカーにカエマショータイムした形態。グッドストライカーの「右腕、変わります！」のコールとともに分離したトリガーマシン3号に換わってトリガーマシンバイカーが換装し、「完成、パトカイザーバイカー！」のグッドストライカーのコールと3人の掛け声と共に合体が完了する。
基本武器は右腕のトリガーヨーヨーと左腕のトリガーキャノン。基本技はトリガーヨーヨーで攻撃する超ヨーヨー攻撃。
必殺技は無限に回転させてエネルギーを増幅させたトリガーヨーヨーの特殊ストリングで敵を拘束して空中に放り投げ、トリガーキャノンの連射で粉砕するパトカイザーロックアップストライク。

パトカイザーストロング
パトカイザーの右腕をトリガーマシンクレーンにカエマショータイムし、トリガーマシンドリルを武器として装備した形態。グッドストライカーの「クレーンをくれ〜ん！」のコールとともに分離したトリガーマシン3号に換わってトリガーマシンクレーンが換装後、「ドリルは借りる！」のコールとともに左手にトリガーマシンドリルが装備され、「完成、パトカイザーストロング！」のグッドストライカーのコールと3人の掛け声と共に合体が完了する。
右腕のクレーンで殴打する他、左手のドリルで痛打を浴びせる攻撃を基本とする。基本技は左手のドリルを回転し敵に強烈な痛打を与える超ドリルスピン。
必殺技はクレーンで敵を宙吊りにして引き寄せると同時に左腕に持つエネルギーを先端に集束させたドリルで貫くパトカイザーブレイクアップストライク。

変則パトカイザー
アニダラ戦での合体時にトリガーマシン1号に換わって無理矢理レッドダイヤルファイターが頭部に合体した形態。そのせいで、コクピット内でルパンレッドとパトレン2号&3号がぶつかり合うという修羅場となってしまったが、ルパンコレクションを回収したことですぐにトリガーマシン2号・3号の合体が解除され、ルパンカイザーサイクロンナイトへと合体した。

パトカイザーストロングバイカー
パトカイザーの右腕をトリガーマシンクレーン&トリガーマシンドリル、左腕をトリガーマシンバイカーにカエマショータイムした形態。グッドストライカーの「（パトカイザーも）両腕、変わります！」のコールとともに分離したトリガーマシン2号・3号に換わってトリガーマシンバイカーとトリガーマシンクレーン&トリガーマシンドリルが換装し、「完成、パトカイザーストロングバイカー！」のグッドストライカーのコールと3人の掛け声とともに合体が完了する。
基本武器は右腕のクレーンと左腕のトリガーヨーヨー。
必殺技はクレーンで敵を宙吊りにして、トリガーヨーヨーの超ヨーヨー攻撃を食らわすパトカイザーリフトアップストライクと、トリガーマシンドリルを右手のクレーン部分に乗せクレーンで押さえた敵に突進するパトカイザースラストアップストライク。

パトカイザートレインズ
パトカイザーの右腕をエックストレインサンダー、左腕をエックストレインファイヤーにカエマショータイムした形態。パトカイザーの合体時にトリガーマシン2号・3号の代わりにパトレン2号と3号がそれぞれ操縦するエックストレインファイヤーとエックストレインサンダーが両腕として換装し、「完成、パトカイザートレインズ！」のグッドストライカーのコールと3人の掛け声とともに合体が完了する。
基本攻撃は右腕からの電撃と左腕からの火炎放射。
必殺技はX字型にスパークさせた電撃を放つパトカイザースパークアップストライク。

サイレンパトカイザー
パトカイザーの頭部と胸部をサイレンストライカー、パトカイザーストロングバイカー同様右腕をトリガーマシンクレーン&トリガーマシンドリル、左腕をトリガーマシンバイカーにカエマショータイムした形態。サイレン・ビクトリールパンカイザー同様直接合体も可能。「完成、サイレンパトカイザー！」のグッドストライカーのコールと3人の掛け声とともに合体が完了する。
頭部の横にある2つの大砲と胸部のキャノン砲の他に右腕のクレーンと左腕のトリガーヨーヨーが基本武器で、敵からの銃弾を受けても無傷に等しいなど鉄壁の防御力を誇る。
必殺技はキャノン砲による砲撃をクレーンの殴打とトリガーヨーヨーの超ヨーヨー攻撃による一斉砲撃パトカイザーサイレンストライクと、パトカイザーサイレンストライクにエックスエンペラーガンナーストライクと共に放つ合体技パトレンジャーサイレンガンナーストライク。

#### エックスエンペラー
4編成のエックストレインがエックス合体して完成するエックス専用の快盗・警察ロボ。「○○エックスガッタイム！」のアナウンスとともにシルバーとサンダー、ゴールドとファイヤーが連結しその2編成がX型に合体し起き上がることで完成する。頭部を収納させて側転し上下を変えることでエックスエンペラースラッシュとエックスエンペラーガンナーの2モードに変化する。また、戦闘中にモードチェンジする途中で一時的にファイヤーとサンダーを分離し、ルパンカイザートレインズに換装合体させることも可能。
- 共通して顔にはXをベースに入れている[51]。
- なりきり玩具とロボ玩具の融合を目指した本作品において、変身アイテムとロボットが同一になったエックスエンペラーは大きな到達点と位置づけられている[51]。
- 撮影用スーツは両形態のイメージを差別化するため、スラッシュのスーツは細く造形された[88]。合体・変形シーンはCGによって描写された[85]。

エックスエンペラースラッシュ
快盗エックスガッタイムでシルバーとファイヤーが上半身、ゴールドとサンダーが下半身になり、ルパンエックスが操縦する快盗ロボで、「完成！エックスエンペラースラッシュ！」の掛け声とともに戦闘開始する。
右腕部のブレードの斬撃とスピーディーな格闘技を基本攻撃としている。
必殺技は胸部のX字のレリーフにエネルギーを最大限に増幅させ、右腕部のブレードでX型に断ち斬るエックスエンペラースラッシュストライク。
- Xチェンジャーのグリップを前面にたすき掛けに配置している。頭部は卵形をベースに快盗のエンブレムを頭の鉢金にしており、顔を騎士風にしている。

エックスエンペラーガンナー
警察エックスガッタイムでゴールドとサンダーが上半身、シルバーとファイヤーが下半身になり、パトレンエックスが操縦する警察ロボで、「完成！ エックスエンペラーガンナー！」の掛け声とともに戦闘開始する。
基本攻撃は左腰部に搭載した巨大ガトリング砲による一斉射撃。
必殺技は頭部のX字のレリーフにエネルギーを最大限に増幅させ、X状に構えた右腕と左腰部の巨大ガトリング砲からエネルギー弾とビームを一斉放射するエックスエンペラーガンナーストライク。
- Xチェンジャーのグリップを腰にガトリングとして構えさせている。頭部は縦に伸ばし、額にパトレンジャーのエンブレムを銃口の縁として配している。銃口を多く入れることで、銃のイメージを強調している。

#### グッドクルカイザーVSX
グッドストライカーをコアとしてレッド・ブルー・イエローダイヤルファイターとトリガーマシン1号・2号・3号およびエックストレイン4編成が超越エックスガッタイムした超越形態。「超越エックスガッタイム！」のアナウンスと共に合体し、「グッドクルカイザーVSX」のアナウンスとともに合体が完了する。基本的には、中央コクピットにルパンレッド・パトレン1号・エックスが、両腕を操る快盗コクピットにルパンブルーとイエローが、両足を操る警察コクピットにパトレン2号と3号がそれぞれ分乗しているが、中央コクピット内でアクシデント（口論など）があった場合は、グッドストライカーの「席、替えます」のコールと共に中央・快盗・警察いずれかの2つのコクピットにいる戦隊メンバーの席を入れ替えることが可能。また、一方の戦隊の要請でこのロボに合体しようとした際は、もう一方の戦隊には何も知らせずに合体している。
武器はビークルアーム右腕のブレードと左腕のキャノン、フレキシブルアームとなる右肩のガトリング砲に左肩の巨大バズソー、ビークルレッグ右足のトリガーキャノンに左足の巨大ロッド、背中にガトリング砲を装備。
両肩のアームのブルー・イエローの2機のダイヤルファイターを戦況に応じて別のVSビークル2つに換装することで多彩な攻撃を繰り出すことができる。トリガーマシンクレーン&ドリルとバイカーに換装したストロングバイカーではクレーンの殴打とバイカーの超ヨーヨー攻撃を、サイクロンとシザー&ブレードダイヤルファイターに換装したサイクロンナイトではサイクロンのグッとくる竜巻を起こしてブレードの連続撃ち抜いちまえフラッシュを、トリガーマシンスプラッシュとマジックダイヤルファイターに換装したスプラッシュマジックでは放水攻撃と鉄球攻撃を繰り出した。
必殺技はVSX本体から分離したグッドストライカー以外のVSビークル10機がエネルギー状の実態として敵に突撃するグッドクルカイザービークルラッシュストライクと、ルパンマグナム（マグナムモード）にVSビークル10機の力を合わせて放つグッドクルカイザービークルバーストマグナム。
- 当初は全機が合体することは想定していなかったため、機構は考えていなかったが、グッドストライカーを中央に擁して、順当に他のメカを配置させることで奇跡的にまとめることが可能となった[81]。グッドストライカーの羽を展開させ、Wレッドが乗り込むロボのため、胸元のレッドダイヤルファイターに加え頭部にトリガーマシン1号を配置している[51]。また、トリガーマシン3号の形状の都合から、パトカイザーとは2号と3号の合体位置が逆になっている[51]。
- 撮影用スーツはなく、フルCGで制作している都合上、登場回数が決まっていたため、42話以降は登場していない[88][13]。

#### ルパンマグナム（ロボモード）
ルパンマグナムのダイヤルを回すことで「ダイヤライズ！」のアナウンスが流れた後にトリガーを引くことで「快盗ヘンケイ！」のアナウンスと共にアンロックが解除され、巨大化・変形した快盗ロボ。
武器は両腕に搭載されたエネルギー弾を放つ900ミリミニガンで、両足のホバリング機能による自律行動によってマグナムモードと併用することでルパンカイザーをサポートする。また、金庫に手をかざすことで各ダイヤルファイター同様、開錠能力を使用可能。
必殺技はマグナムモードに変形してルパンカイザーやビクトリールパンカイザーが放つグッドストライカーぶっぱなしちまえマグナム。
- エックスエンペラーが4台合体なのに対し、単体で銃から変形するものとなった[51]。アイテムの個性を強調するにはどちらかに限定したほうが良いという東映側からの進言により、快盗側のアイテムとして個性を押し出している[51]。
- 初登場時の疾走シーンではミニチュアを用いており、関節部分を切り離してポーズを変えられるようにしている[88]。ミニチュアは玩具「超合金魂」を基にしている[51]。第35話の坑道での戦闘は、佛田が先行して絵コンテを描き、脚本に追加したものである[85]。

ルパンマグナムスペリオル
両腕を背中側に折りたたみ、右腕をブルーダイヤルファイター、左腕をイエローダイヤルファイターにカエマショータイムした武装形態。マグナムモードに変形する際には両腕の武装は外すこととなる。
武器は左腕のバズソーと右腕のガトリング砲。

#### スペック（快盗・警察ロボ）
| 名称                               | 全高                              | 全幅   | 胸厚                                        | 重量    | スピード                             | 出力        | 初登場     | その他の数値 |
| ---------------------------------- | --------------------------------- | ------ | ------------------------------------------- | ------- | ------------------------------------ | ----------- | ---------- | ------------ |
| ルパンカイザー                     | 46.5 m                            | 46 m   | 27.5 m                                      | 2,000 t | - 500 km/h - 飛行スピード：マッハ1.0 | 1,000万馬力 | 第2話[79]  |              |
| ルパンカイザーサイクロン           | 46.5 m                            | 40.5 m | 27.5 m                                      | 2,100 t | 500 km/h                             | 1,050万馬力 | 第6話[90]  |              |
| ルパンカイザーナイト               | 46.5 m                            | 36.2 m | 27.5 m                                      | 2,200 t | マッハ1.0                            | 1,100万馬力 | 第10話[90] |              |
| ルパンカイザーハンマーナイト       | 46.5 m                            | 36.2 m | 27.5 m                                      | 2,200 t | マッハ1.0                            | 1,100万馬力 | 第11話[90] |              |
| ルパンカイザートレインズ           | 46.5 m                            | 43.7 m | 27.5 m                                      | 2,200 t | 600 km/h                             | 1,100万馬力 | 第20話[90] |              |
| ルパンカイザーマジック             | 45.2 m                            | 42.3 m | 25.2 m                                      | 2,200 t | 500 km/h                             | 900万馬力   | 第28話[90] |              |
| ルパンカイザースプラッシュマジック | 43.2 m                            | 40.1 m | 25.2 m                                      | 2,000 t | 600 km/h                             | 1,000万馬力 | 第30話[90] |              |
| サイレンルパンカイザー             | 49.0 m                            | 40.1 m | 37.6 m                                      | 2,600 t | 550 km/h                             | 1,300万馬力 | 第38話[79] |              |
| ビクトリールパンカイザー           | 52.0 m                            | 40.1 m | 29.1 m                                      | 2,600 t | - 700 km/h - 飛行スピード：マッハ1.5 | 1,300万馬力 | 第39話[79] |              |
| パトカイザー                       | 48.0 m                            | 35 m   | 27.5 m                                      | 2,000 t | 500 km/h                             | 1,000万馬力 | 第3話[79]  |              |
| パトカイザーバイカー               | 48.0 m                            | 35.4 m | 27.5 m                                      | 2,100 t | 600 km/h                             | 1,050万馬力 | 第7話[90]  |              |
| パトカイザーストロング             | 48.0 m                            | 37 m   | 27.5 m                                      | 2,200 t | 400 km/h                             | 1,100万馬力 | 第15話[90] |              |
| パトカイザートレインズ             | 48.0 m                            | 43.7 m | 27.5 m                                      | 2,200 t | 600 km/h                             | 1,100万馬力 | 第21話[90] |              |
| エックスエンペラースラッシュ       | 52.0 m                            | 44.0 m | 21.2 m                                      | 2,200 t | 700 km/h                             | 1,100万馬力 | 第22話[79] |              |
| エックスエンペラーガンナー         | 59.5 m                            | 41.8 m | - 22.7 m - （ガトリング砲部分までは36.2 m） | 2,200 t | 600 km/h                             | 1,100万馬力 | 第22話[79] |              |
| グッドクルカイザーVSX              | - 60.3 m - （肩の上までは69.7 m） | 38.5 m | 30.4 m                                      | 5,200 t | 700 km/h                             | 2,600万馬力 | 第25話[79] |              |
| ルパンマグナム（ロボモード）       | 38.8 m                            | 19.0 m | 16.3 m                                      | 1,200t  | 600km/h                              | 600万馬力   | 第35話[79] |              |
| ルパンマグナムスペリオル           | 38.8 m                            | 42.8 m | 16.3 m                                      | 1,800 t | 550 km/h                             | 900万馬力   | 第36話[79] |              |

## 異世界犯罪者集団ギャングラー
異世界から出現したギャング集団であり、ルパンレンジャーとパトレンジャー双方にとって共通の敵でもある。
各メンバーの体の一部にはテンキー式の金庫が備え付けられており、幹部は金庫を装飾のある枠にはめている。
- デザインを担当した久正人と松井大によると、基本コンセプトは「ギャング」で、幹部はメインモチーフである「刃物・銃器・爆発物」の他に、顔のモチーフに「恐竜」の要素を混ぜており、同一の種族に見えるように白い骨を共通の意匠として入れている[出典 23]。当初はドグラニオが骨、デストラが筋肉、ゴーシュが内臓という振り分けで想定していた[97][69]。また、ドグラニオ・デストラ・ゴーシュの順に目の数を減らしている[97][69]。

ドグラニオ・ヤーブン
ギャングラーのボス。ルパン家からルパンコレクションを強奪し、仲間たちと山分けをする。500年に渡りギャングラーのボスに君臨しているが、999歳の誕生パーティーで引退を決め、人間界を掌握した者を後継者として指名することを部下たちに告げた。両腕や胸部のゴールド金庫には鎖フィジカル・プロテクト・チェーンが巻きつけられているステイタス・ゴールド・フィジカル・プロテクトと呼ばれる1体で、金庫の内部は無限空間となっており、多数のルパンコレクションを収納している。ビームサーベルの刀身を内蔵した仕込み杖ギャングラディウスを武器として、対象となる複数のコレクションを同時に操ることができるほか、肩の装甲を操作することで無数のビームバズソーやビームブレードを全身から発射する。
常に冷静沈着で取り乱すことなく「結果が全て」と言い切る性格だが、結果さえ出せればどんな作戦でも許容する寛容さを持ち、ナメーロやピッチのような自身に媚びを売るようなものでも承諾している。そのためか、ナメーロがビルを彫り上げて制作した自身の巨大像がパトカイザーとの戦闘で壊された際には、思わず「あっ…」と声を上げて絶句したり、ピッチが制作するプロパガンダ映画の完成を楽しみにしていたり、妙に人間臭い一面もある。
部下のやり方に対しては鷹揚だが、失敗には容赦がないなど、悪の組織のボスとしての威厳と冷酷さも持ち合わせており、わざわざ自身を人間界に招いたトゲーノが醜態を晒した時は肩の装甲を操作して、パトレン2号、3号を巻き込みながら（両者を一瞬で変身解除へ追い込むほどの威力）の爆破攻撃で制裁を下し、「俺の座ってる椅子はそんなに安くない！」と怒りを露わにした。しかし一転して、長年右腕として傍付きであったデストラの死には、一人静かに悼み酒を酌む仲間思いの面も見せる一方、ゴーシュに対しては終盤まで甘い態度を取り続けたが、ザミーゴの言葉を受けたことに加えルパンレンジャーの正体を露見しノエルが救出されると態度を一変し、今まで勝手に好き放題やっていた彼女に対し怒りのような言葉を放った上、ルパンコレクションを取り上げ、「自分の力だけで楽しくやれよ」と言い見捨てるなど、非情な一面を覗かせ、ザミーゴに「やるじゃん。マイボス」と評価された。
その後、好き勝手暴れるため人間界に侵攻し、ルパンレンジャーを重体寸前に追い込み、今度はパトレンジャーと交戦。ザミーゴとの戦闘にパトレンジャー諸共割り込んだことで彼とルパンレンジャーを金庫の中に入れた。しかし、大量失踪事件の被害者たちが解放されたことでザミーゴの敗北を悟り、ルパンレンジャーを金庫内に拉致監禁したまま、パトレンジャーとの最終決戦の末、金庫内のコレクションをすべて奪還され、自らの鎖で拘束された上、逮捕された。その後は特別拘禁室に入れられるが、1年後に快盗となった勝利たちに捕まったジャックポットストライカーの精神操作によりルパンレンジャーの解放を許してしまった。
- デザインモチーフは「刃物・ナイフ」と「ティラノサウルス」。顔は正面から見ると人骨、横から見るとティラノサウルスの頭骨に見えるようになっている。爪はカミソリ状になっている。刃物のような袖口に鎖を垂らすことで毛皮のコートを着ているようにデザインされた。幹部によって目の数を決めているため、2つ目を持つデザインとなった。
- メインライターの香村は、ドグラニオのキャラクター像を「底の見えないお爺ちゃん」と称している。「絶対に切れない鎖」という設定は、後から決まったものでルパンレンジャーたちが金庫の中に入ってから外に出られないようにするために考えられたものである。
- 声を担当した宮本充は、当初はセリフが少なかったこともあり自身のナチュラルな演技ではなく低く太い声で印象に残るよう心がけた。

デストラ・マッジョ
ドグラニオの右腕で忠実な用心棒。両肩にゴールド金庫を2つ持っているステイタス・ダブルゴールドの1体。
ミサイル発射機能を内蔵した爆砕大槌デストランチャーや自身から取り出す手榴弾を武器とし、最終手段として肩部と胸部の装甲をパージして内部の重火器から敵に強力な光線を放つデストラストアタックを隠し持っている。
生真面目で質実剛健な性格で、正反対な性格のゴーシュとはしばし対立し、ドグラニオからの（ゴーシュ絡みの）指令には渋々従うところも見せる。独自の情報網を持ち、国際警察にも内通者が居ることを匂わせている。ザミーゴとも情報収集で繋がりがあることが明かされる。ギャングラー怪人からは「デストラさん」と呼ばれている。
当初はスリング型の遠く離れて（Au loin）と自動照準器型の幸運の大当たり（Le coup de chance）の2つのルパンコレクションを所持していたが、前者はトゲーノ、後者はアニダラに託されたため現在は所持していないが、コレクションが無くとも両戦隊を圧倒する実力を持つ。
ドグラニオの護衛を務めるだけあって戦闘能力と防御力は非常に高い上、策略を練る頭脳も持ち合わせる。また、疑似生命体ゴーラムを私兵として持ち、自らの手で巨大化も出来る。遠くから一瞥した透真に嫌な予感を覚えさせ、そして初めて2つの戦隊と対峙した際、ルパンブルーとイエロー、パトレン2号と3号を圧倒した。
失ったコレクションをルパンレンジャーに奪われたことで業を煮やし、自ら後継者候補に名乗りを上げ両戦隊を異世界に送り1人ずつ始末しようとしたが、ザミーゴの裏切りにより失敗。その後、ゴーシュと手を組み、ルパンレンジャーからビクトリーストライカーとサイレンストライカーを奪い、両戦隊を圧倒するが、ルパンレッドとパトレン1号、パトレンエックスにビクトリーストライカーとサイレンストライカーを取り返されてしまい、イチゲキストライク・スーパースペリオルストライク・スーパールパンレッドのスーパー快盗ブーストを含めた両戦隊の一斉射撃を受けても平然とするが、自身の頼みを受けたゴーシュの大きくなれにより巨大化。最期はルパンマグナムを装備したグッドクルカイザーVSXのグッドクルカイザービークルバーストマグナムでデストラストアタックを破られ、ドグラニオに報い切れなかったことに謝罪の意を示して爆死した。
- デザインモチーフは「手榴弾・重火器」と「ディロフォサウルス」。豪胆に見えて時間を気にすることから時限爆弾のほかに懐中時計や襟を入れ、手榴弾の模様をチェック柄のようなパイナップル模様にすることで紳士のような感じにしている。口の中に一つ目を入れることで顔に見えるようにデザインされた。脚には恐竜の骨の数に沿った骨を入れている。ハンマーのデザインモチーフはロケットランチャーと地雷。
- 声を担当したうえだゆうじは、積極的に表情を出さない怖さや異様さを印象づけることを意識していた。また、うえだは過去のデストラは強すぎるがゆえに孤高で、ドグラニオと命のやり取りを経て仕える道を選ぶに至る絆を得たものと想定している。
- グッドクルカイザーVSXの登場に際し、デストラが倒されることも検討されたが、最終的にはそれに代わる強敵としてライモン軍団が登場することとなった。その後、VSXの最後に出番に合わせてデストラも退場することとなった。

ゴーシュ・ル・メドゥ
ギャングラーの女医で、ドグラニオの側近。普段は妖艶な振る舞いをしているが残忍でサディスティックな性格をしており、誘拐した人間を人体実験したり、ポーダマンの頭部に金庫を移植する強化改造手術をして中にルパンコレクションを入れてその能力を試したり、ギャングラーに複数の金庫を移植する強化改造手術をして中にルパンコレクションを入れてその能力を試したり、戦闘でも嬉々としてルパンレッドに発砲するなど、医師らしからぬ好戦的で戦闘力も高く血の気が多い一面もある。
武器は両手掌の銃口サブマシン腕（）で、骨のエネルギー弾を連射する。両肩の弾帯は、触手のように伸ばすことで敵を捕縛することが可能。注射器型のルパンコレクション大きくなれ（Gros calibre）を自分の背中にあるゴールド金庫に入れサブマシン腕から発射する成長エネルギーの光弾を撃ち込むことで、ギャングラー怪人を再生・巨大化させたり強化改造手術を行う。また、双眼鏡型のルパンコレクション世界を癒そう（Guéris le monde）も所持しており、大きくなれと入れ替えて使用することで細胞レベルで肉体の組織構造を透視して相手の弱点を探ることが可能となる。他にもメス型のルパンコレクションケーキ入刀（Coupe le gâteau）を他のルパンコレクションと入れ換えて右腕を巨大なメスにすることでビルやルパンテクターを切断したりできる。
ザミーゴに新たな金庫を移植した後、刻み足りないと思い人間界に侵攻。パトレンジャーを完膚なきまで叩き潰し、彼らを切り刻もうとしたが、ノエルが身代わりになることを願い出て、彼を連れ去り、ルパンレンジャーをおびき寄せるための罠として公開処刑を全世界に流し、彼らの正体を暴くことに成功。しかし、ノエルだけでなく両戦隊をも切り刻もうとしたことで単なる通り魔に成り下がったこととドグラニオに媚を売ったことが仇となりノエルが救出された後、自ら持つ全てのルパンコレクションをドグラニオに没収されてしまい、実験体（黒）と共に両戦隊を襲うが、その一斉攻撃を受け致命傷を負う。最期は最後の実験として自らのゴールド金庫を実験体（黒）に追加移植してそのまま爆死した。
- デザインモチーフは「銃・マシンガン」と「オヴィラプトル」。当初の構想では内臓がモチーフに選ばれる予定だったが、その名残として腹部をカエルの解剖図のように開け、弾帯を走らせることで内臓に見えるようデザインされた。両肩の出っ張りはトンプソン機関銃のマガジンをイメージしており、皮を剥いで筋肉がむき出しになった全身にすることで、『ヘル・レイザー』のようなグロさを残している。女性らしく脚を長く見せるため、脛にスーツアクターの太腿が位置するようにデザインされている。
- 声を担当した竹達彩奈は、基本は何事にも動じず落ち着いていることを意識しつつ、趣味の改造手術が一番楽しそうに見えるよう演じたと述べている。スーツアクターを務めた蜂須賀祐一は、監督の杉原から「峰不二子のイメージ」と伝えられていた。

ザミーゴ・デルマ
物語開始の1年前、魁利の兄である勝利を始めとした人間たちを消滅させ、魁利たちがルパンレンジャーとなるきっかけを作った張本人で、クリオネのようなギャングラー怪人。第6話でその名が明かされた。氷の弾丸を撃ち出す氷結銃フリーズコールダーで相手を氷の中に閉じ込め、その氷が砕けるとともに氷漬けにされた人物も消滅し、仲間であるはずのイセロブにも使用したが、その後消滅したはずのイセロブが出現していたことから、この能力は、相手を消滅させるのではなく命中対象を凍結し、任意の場所へ転送する犯罪技オン・ザ・ロックであることが判明する。両大腿部にゴールド金庫を2つ持っているステイタス・ダブルゴールドの1体だったが、後にゴーシュの強化改造によって背面の尾に金庫が移植された。
ポンチョを纏い氷柱のような青みがかった白髪にソンブレロを被ったカウボーイ風の青年の化けの皮を被って人間界に潜伏している。テンションが下がった際の「寒っ！」が口癖で、口笛を吹くのが癖で、いつもロックアイスの袋を持ち歩いて齧っている。飄々とした性格で、相手を見下したような態度と砕けた口調で喋るが、「人を消すなんて簡単なもんさ」と言い放つなど、冷酷非道な本性を見せている。次第にルパンレッドとの勝負に執着するようになり、つかさと透真が異世界に転送されたのがデストラの仕業だと悟り、同じく転送された圭一郎と咲也に対し「楽しいおもちゃをとられたくない」と述べて元の世界への出口を作り、4人はそこから脱出している。
ドグラニオからは「俺の後継者争いに加われば面白いことになる」と一目置かれているが、当人は後継者争いや財産や地位に興味を示さない。また、デストラにルパンコレクションの情報を与えていた張本人でもある。他にもギャングラー怪人に化けの皮を売り捌いているため、ナリズマが化けの皮にされた人間の末路を暴露したことで両戦隊にとって因縁のあるギャングラー怪人であることが判明する。
2つの金庫から、前述の氷結銃を次々に出すことが出来るが、本人曰く「これはコレクションの力ではなく、俺の力だ」とルパンレッドに語っており、ルパンコレクションは入っていないと発言している。この能力はルパンコレクションが通用しない。また、移植した3つ目の金庫には紋章型のルパンコレクション突き抜けろ（Évade-toi de l’autre côté）を所持しており、身体を液状化して攻撃を無効化する能力を持つことができる。
ゴーシュの手でルパンレンジャーの正体が露見した後、ドグラニオが自ら動き出したため、レッドを先に始末されては困ると焦り、勝利たちを化けの皮にすることをちらつかせ、ルパンレンジャーを挑発。唯一逃げ延びたレッドと対峙するも、国際警察から脱出して駆け付けた透真たちの手で逃げられてしまう。その後再びルパンレンジャーと交戦した際、氷結銃を魁利に奪われ、彼が放った氷の弾丸がノエルに着弾し、油断したところをレッドにオン・ザ・ロックを利用される形でノエルを転送した直後に開錠され突き抜けろを奪われてしまう。そしてパトレンジャーとドグラニオが乱入したことで自らドグラニオのゴールド金庫の中に入り、ルパンレンジャーとの決戦に入る。その際、トリガーマシン4機がゴールド金庫に貼り付けられその返り討ちでルパンブルーとイエローを転送するが、トリガーマシンによってゴールド金庫の暗証番号の初期化・変更がされたことにより自らのゴールド金庫がロックされ、レッドのイタダキ・ド・ド・ドストライクを撃ち込まれ、「楽しかったぜ…。アディオス」と満足して爆散した。それと同時に氷漬けにされた人は全員無事に解放された。
- デザインモチーフはクリオネ。血が通っていないイメージから、人間体では唇とネイルを青くしている。当初は、氷のイメージからシロクマがモチーフに選ばれる予定だったが、久は描いてみたら面白くなかったと述べている。氷の拍車やポンチョ、テンガロンハットによってガンマンに見えるようデザインされた。
- 『劇場版 魔法少女まどか☆マギカ』の巴マミが使い捨ての単発銃を使っていたことから、早撃ちするキャラとなった。銃は当初、放散虫がデザインモチーフに描かれたが、ザミーゴがクリオネをモチーフにしているため、凍った銃にクリオネをつけるデザインとなったが、身体に穴が開いた放散虫のような感じにしている。アクション監督の福沢は、ザミーゴの早撃ちは合成前提となるため、限られた合成カット数の中で殺陣のテンポを崩さず表現することに苦労した旨を語っている。デジタル合成を担当した日本映像クリエイティブの柳原嘉宣も合成泣かせの怪人であったと述べている。
- 第50話でのルパンレッドとの一騎討ちでは昔の西部劇のようにコインをトスして地面に落ちるとともに銃撃戦が始まるように、氷を投げて互いに変身し、地面で氷が砕けた瞬間に互いに突っ込むという演出となった。
- 当初は中盤ごろから本格的に登場する予定であったが、第2話で人間態を出す必要が生じたことから入江が起用され、登場エピソードも早められた。

ギャングラー怪人
ギャングラーの構成員で、全員何らかの動物がモチーフになって体の一部に骨のようなパーツが見える。犯罪技という特定の固有能力のほか、肉体の一部である金庫内にルパンコレクションを入れており、そのコレクションに合わせた特殊能力を使うことができる。また、化けの皮を被ることで人間にも擬態することが可能だが、後に化けの皮が大量失踪事件の被害者から作られたことが判明する。ノーマルの銀色の金庫は通常1体につき1つだが、ザルダンやヨシーのように金庫を2つ持っているステイタス・ダブル、ゴーシュやライモンのようにゴールド金庫を持つステイタス・ゴールド、デストラやザミーゴのようにゴールド金庫を2つ持つステイタス・ダブルゴールド、ドグラニオのようにゴールド金庫に鎖が厳重に巻かれたステイタス・ゴールド・フィジカル・プロテクトとなっており、その強さも金庫の数に比例する。なお、一般怪人の銀色の金庫の暗証番号が3桁なのに対し、ゴールド金庫の暗証番号は6桁のため開錠するにはダイヤルファイター2つを同時にあてる必要があり、単独のダイヤルファイターやルパンエックスの所持する装置で開錠しようとしてもエラーとなる。また、ゴーシュが改造した実験体は初登場時は4つの金庫を持つステイタス・クアドラプルであったが、劇中でもう一つの金庫を移植したことで5つの金庫を持つステイタス・クインティプルに変化している。ステイタス・クインティプルの場合は、5つの金庫のロックが連動しており、すべてを同時に開錠しなければいけないことと、使用しているコレクションの中にはコレクションの能力を弱体化させるデバイス型のコレクション悪い奴ら（Les voyous）が含まれており事実上ルパンレッド分身が使えないため、ノエルは圭一郎に協力を要請している。そして、第48話でゴーシュが呼び出した実験体（黒）もステイタス・クアドラプルであったが、ゴーシュのゴールド金庫を追加移植したことでステイタス・クインティプルの状態で巨大化した。なお、金庫の暗証番号は所有するギャングラー怪人の任意で設定されているため、トリガーマシンの初期化能力により暗証番号が変更されてしまうと、自らの力で開けることが出来なくなってしまう。実際に初期化・変更されたのは、最終決戦でのザミーゴのみ。
ライモンがギーウィ、ウシバロックと共にライモン軍団を構成したり、メルグやペッカーのように肩書を持つ者もいる。
倒されると金庫だけが残るが、ゴーシュの手で大きくなれによる成長エネルギーの光弾を撃たれることによって、再生・巨大化が可能。第16話で国際警察がトリガーマシンクレーンに挟まっていたアニダラの残骸である金庫を調べたところ、ギャングラー怪人に付いている金庫は彼らの身体を構成する“核”であると判明している。また、外側はとても頑丈だが内側はとても脆く、倒された際に起こる爆発は金庫の内側からによるものである。巨大化した際には金庫も大きくなるが、中のルパンコレクション自体の大きさは変化しない。
- 当初は、絶滅動物がモチーフに選ばれる予定だったが、宇都宮が要望するリョコウバトなどでは現生生物とあまり変わらないため、普通の動物がモチーフに選ばれた。選定されたモチーフは、キーウイやラブカなど、従来の怪人ではあまり用いられていない動物が多い。アルパカやヒヨコは、初美花役の工藤からのリクエストによる。
- 各怪人の能力はコメディタッチのものも多いが、香村は一見ふざけているようで実は凶悪な怪人を理想としており、書いている自分自身や視聴者の子供を退屈させないことも意図していたことを述べている。
- 第14話に登場するオドード・マキシモフは初美花役の工藤がリクエストしたアルパカの怪人であり、第27話に登場したピョードルも「ピョコピョコ ウルトラ」のMVの衣裳にちなんでいる。

ポーダマン
ギャングラーの戦闘員。ベレー帽を被っており、右目は銃弾が刺さったような外観。二連銃や2枚刃のナイフを武器として戦い、人間に化けることも可能。主に「テポ」「チャカ」「ガン」と発声するが、普通に言葉を話せる個体もいる。ギャングラー怪人同様、大きくなれでの巨大化が可能で、巨大化時には槍型の武器を使用する。
ゴーシュによって強化改造手術が施され、頭部に金庫を移植し、頭部にルパンコレクションを格納した改造ポーダマンという変種も存在するが、最初に登場した個体は、ギャングラー怪人とは違い、コレクションの力は不完全にしか発揮されない。通常の体色は水色を基調としているが、「アカ」と発声するポーダマン（赤）も存在する。
- 名前の由来とデザインモチーフは鉄砲玉から。香村は久にこの名前を伝えていなかったが、打ち合わせなしで同じ発想のデザインになっていたという。弾痕によってボロボロになった壁や、ジェイソンのようなホッケーマスクの片目に弾丸が刺さって見えるようにデザインされた。肩当やブーツの長さを左右非対称になるようにデザインされた。当初は、二連銃の間にナイフが挟まれたデザインの武器だったが、別々にし、なおかつ二連銃のデザインであったため、ナイフも二連のデザインとなった。

ゴーラム
第5話に登場。デストラの私兵で、ワニガメ型の巨大疑似生命体。デストラが手榴弾型の特殊ユニット弾を投げ込むことで出現する。
両肩のクリスタル部分によってエネルギーをチャージする。武器は両手のカメクダーク。体色の違いによって異なる武装を持つ。
- 元々は、カメのギャングラー怪人として描いたデザインで、金庫を外したものに描き直された。従来のギャングラー怪人とは違い、手がワニガメの顔になっているなどカメのパーツが各所にちりばめたものとなっている。脛には怪人の共通パーツである骨の意匠としてカメノテの形になっている。腹部はオサガメの甲羅をモチーフにしている。

ゴーラム（青）
第9話に登場。体色が青い個体。
武器は両手から連射するカメク弾。
- デザインはゴーラムの色替えとなっている。

ゴーラム（紫）
第22話に登場。体色が紫色の個体。
エネルギーをチャージし、突進するカメクダイナマイトと呼ばれる犯罪技を持つ。

ゴーラム（緑）
第31話に登場。体色が緑色の個体。
黄色のカメク弾に加え、カメクダンベルと呼ばれるパンチ技を持つ。

ゴーラム（黒）
第38話に登場。体色が黒い個体。
爆撃しながら猛追撃するカメク大進撃と呼ばれる犯罪技を持つ。
- 従来の色替えのゴーラムは企画者104が担当していたが、この個体は久正人が担当している。

ゴーラム（剣）
第41話に登場。ゴーラムの最強形態。
武器は右腕の剣メイオラニードル。
- 剣のモチーフはメイオラニア。

ゴーラム（盾）
第41話に登場。ゴーラムの最強形態。
武器は左腕の盾シネミスガーダーで、ダメージを倍返しにする。
- 盾のモチーフはシネミス・ガメラ。

改造ゴーラム
第47話に登場。デストラの亡き後にゴーシュがデストラの形見として持っていた別個体のゴーラムを強化させて警察の前に召喚した改造個体。
高速で縦回転して体当たりするトータスピンを得意技とする。

## 用語
ルパンコレクション
異世界人が作り出したもので、かつてアルセーヌ・ルパンが100年前に集めていたことからこの名がつけられた骨董品。使い方によっては人類を繁栄させることも、滅ぼすこともできる特殊な力を秘めている。コグレの雇い主であるルパン家が所持していたが、大半がギャングラーに奪われた状態にある。
シザーダイヤルファイター&ブレードダイヤルファイターがギャングラーにコレクションを奪われる以前から行方不明になっていることやトリガーマシンスプラッシュがアルセーヌが彼女にプレゼントしてその後行方不明になっていたことについて、ノエルはコレクションがすべてそろった際に生じる力が悪用されることを防ぐためだったと推理している。
取り戻した物品を、コグレが管理する専用の台帳ルパンコレクション台帳にかざすと、台帳の中に物品が吸収され、白黒だったコレクションのイラストがカラーとなる。また、コグレがルパンコレクション台帳からコレクションを取り出すこともできる。後にこの台帳がアルセーヌの宝物庫とつながっていることが判明し、終盤で台帳を魁利がコグレから預かっていたが、最終話で台帳を使いドグラニオのゴールド金庫内の無限空間に浮かぶすべてのコレクションを宝物庫に転送、ドグラニオの力を弱めることに成功した。
元々はアルセーヌたちの先祖にあたる異世界人が製作したもので、そのままの状態では人間には扱えない。したがって、ギャングラーが使用しているものに対し、2つの戦隊が使用しているものは、人間がコレクションの力を使えるように手を施されたものである。ルパンレンジャー側の使用するコレクションはルパン家に古くから伝わるものである。対して、サイクロンダイヤルファイターやマジックダイヤルファイター、パトレンジャーの使用するコレクションはノエルが調整・改造したものである。また、ギャングラーたちもザミーゴからコレクションの情報を得ている。
ルパンレンジャーにとっては大事な人を取り戻すための重要なアイテムであるが、パトレンジャーにはギャングラーが犯罪に用いる危険な道具という程度の認識しかなく、国際警察の装備であるVSチェンジャーにVSビークル、そしてグッドストライカー以外のコレクションは重要視していない。そのため、ルパンレンジャーは怪人ごと破壊される前にコレクションを回収しなければならないが、ライモンの医者医者や実験体などコレクションの能力次第などでは回収が必要不可欠なケースもある。
- 歴代スーパー戦隊シリーズのアイテムをモチーフにしている。裏設定として、必ずエネルギーの発光をイメージした緑が入れられている。オープニングに登場するものやレギュラーで使用するもの以外は、ディテールを簡素化している。

ビストロ・ジュレ（BISTROT Jurer）
ルパンレンジャーの3人が正体を隠して普段営業しているフレンチレストランで、コグレがオーナーということになっている。3人は2階の居住フロアに住んでいる。「ジュレ」はフランス語で「誓う」を意味している。国際警察日本支部にも程近いため、パトレンジャーの3人が食事に訪れる。また、コグレもたまに訪れる。本業である快盗の仕事が入るとコグレに店番を任せるか、食事中の客がいても何かと理由を付けて閉店する。その際、お詫びの品として特製マカロンを手渡すなど客に対してのフォローはしている。なお、このマカロンは非常に人気があり、食事をしなくても購入が可能で、第15話では負傷した咲也とつかさのためにヒルトップがお見舞いとして買っている。
ルパンレンジャーの正体が世間に知れ渡った後はもぬけの殻となって閉店し、ジュレのオーナーとされたフランス系企業は架空だったことも捜査で判明した。

琥珀ヶ丘女子高校（）
初美花の通っていた女子校。1年前、女子校付近で謎の大量失踪事件が起こっており、その女子校の生徒たちも巻き込まれ、行方不明となった。事件はザミーゴの仕業で、それを知るのは初美花ただ一人である。

## キャスト
伊藤はシリーズ初の2000年生まれのレッド役俳優で本作品が初主演、工藤はモーニング娘。を卒業間もなくの女優デビュー、奥山も本作品が女優デビュー作である。
コグレ役の温水は、プロデューサーの宇都宮孝明がファンであること、ヒルトップ役のアイクぬわらは、国際特別警察機構の国際的な部分を表現するため、それぞれ起用された。温水には以前にもオファーをかけていたが、スケジュールが合わなかったため、出演できなかった。

### レギュラー・準レギュラー
- 夜野魁利 / ルパンレッド - 伊藤あさひ[7]
- 宵町透真 / ルパンブルー - 濱正悟[7]
- 早見初美花 / ルパンイエロー - 工藤遥[7]
- 朝加圭一郎 / パトレン1号[注釈 58] - 結木滉星[7]
- 陽川咲也 / パトレン2号[注釈 58] - 横山涼[7]
- 明神つかさ / パトレン3号[注釈 58] - 奥山かずさ[7]
- 高尾ノエル / ルパンエックス / パトレンエックス - 元木聖也（20 - 51）[55]
- 夜野勝利 - 柴浩二（2,9,30,34,49 - 51）
- 大平彩 - 柚木渚（2,3,12,34,49 - 51）
- 一ノ瀬詩穂 - 小松もか（2,7,13,34,49 - 51）
- ザミーゴ・デルマ - 入江甚儀[100]（6,9,10,17,24,25,38,39,41,44,46 - 50）
- ヒルトップ - アイクぬわら（超新塾）[7]
- コグレ - 温水洋一[7]

### 声の出演
ドグラニオ役の宮本充とゴーシュ役の竹達彩奈は本作品が特撮作品初出演であり、竹達は悪役を演じるのも初である。デストラ役のうえだゆうじは『特捜ロボ ジャンパーソン』以来の東映特撮作品への参加であったが、オファーを受けたのは収録の3日前であったという。
- VSチェンジャー音声 - 三村ロンド[118]
- グッドストライカー - 三ツ矢雄二[119]（2 - 51）
- ジム・カーター - 釘宮理恵[7]
- ドグラニオ・ヤーブン - 宮本充[120]
- デストラ・マッジョ - うえだゆうじ[120]（1 - 42）
- ゴーシュ・ル・メドゥ - 竹達彩奈[120]（1 - 48）
- ポーダマン - 小峰一己[121]
- ナレーション - 安元洋貴[122]

### ゲスト
- 宝石店店主 - 魚谷としお（1,2）
- 店の客[注釈 59] - 寛島奈々、小出紗佳（1）
- 編集者[注釈 60] - 杉渕敦（オーストラリア）（1,51）
- ギャンブラー[注釈 59] - 鎌田有恒（1）
- アナウンサー[注釈 59] - 佐藤ちひろ（1）
- 男性[注釈 59] - 小室秀一、 上野純平（1）
- ディーラー[注釈 59] - 平井敬子、金沢佑季、大賀綾子、横井佑圭子（1）
- 氷漬けの被害者 - おぐらとしひろ（2）
- 桃華 - 森田愛生（4）
- 桃華の母 - 吉野まり（4）
- 桃華の父 - 初月佑維（4）
- アナウンサー - 松井正樹（4）、高松祥子（9）
- 通行人A - 佐藤太三夫（6）
- 通行人B - 嶋田昌浩（6）
- 男性A - 後藤誠弥（6）
- 男性B - 大野泰浩（6）
- ウミカ（幼い初美花） - 佐々木春樺（7,33）
- 幼い詩穂 - 狩野海音（7）
- 同級生A - 三木采香（7）
- 同級生B - 安生悠璃菜（7）
- シェフ - 吉田朗（7）
- エマ・ゴルディーニ - 太田緑ロランス（9）
- 社員A - 加藤成泰（9）
- 警備員A - 井口尚哉（9）
- カイリ（幼い魁利） - 安藤陽月（9,30,33）
- 男子高生A - 畠田泰誠（10）
- 男子高生B - 平山洸大（10）
- 映画監督 - 平家秀樹（11）
- 石田勇気 - 小田陽翔（12）
- 青山晴香 - 河西結心（12）
- コーチ - 永田真寛（12）
- 窓口嬢A - 寺西エミリ（13）
- 窓口嬢B - 寺西リナ（13）
- ゾンビ - 福田圭佑（13）
- 颯太 - 田中誠人（14,15,45）
- 幼い圭一郎 - 牛尾竜威（14）
- 警察官 - 高田将司（14）
- 園長 - 小口久仁子（14,15,45）
- 教師 - 小井塚希美子（14）
- 保護者A - 河合光世（14）
- 保護者B - 植田有希子（14）
- 看護師A - 羽野敦子（15）
- 看護師B - 田中あい（15）
- 高校生A - 我妻美月（16）
- 高校生B - 齊藤真菜美（16）
- 大学生A - 林花音（16）
- 大学生B - 井口りお（16）
- 赤来末那 - 近藤里沙（17）
- 巨漢の若者 - ロマンス河野（上木恋愛研究所 / 17）
- アルセーヌ・ルパン[25] - 浅井宏輔[注釈 59] / 声 - 沢木郁也（18,34,44）
- ニュースキャスター - 及川聡（18）
- 梁上信太 - 相島一之（19）
- 女子大生 - 金沢友花（19）
- アナウンサー - 片山公輔（19,24）
- 亜希子 - 松島愛華（20）
- 父親 - 浅木信幸（20）
- 通行人A - 久保誠弥（20）
- 通行人B - 青木優磨（20）
- パン屋斎藤 - 櫛引貴子（22）
- 料理教室の生徒 - 立花芽衣（23）
- つかさの祖父 - 沼崎悠（24）
- 幼いつかさ - 粟野莉子（24）
- 女性客A - 鈴木彩花（24）
- 女性客B - 斉藤優奈（24）
- 女性客C - 加藤美紅（24）
- クラブの男性 - 石原健太郎[注釈 61]（24）
- ナンパ男 - 蔦宗正人（24）
- つかさの友人 - 平井美帆（24）
- 客A - 山科ノロ（26）
- 客B - 石川孝三（26）
- 客C - 河野章（26）
- 客D - ロニー・サンタナ（26）
- 刑事 - 藤本至（26）
- 青年 - 露木徳幸（27）
- 早見豪 - 辰巳智秋（28）
- 初美花の母 - 森田亜紀（28）
- 由梛 - 引地涼音（30）
- 由梛の母 - 渡辺友貴（30）
- 強盗犯 - 大宮将司（30）
- トオマ - 山﨑光（33）
- バスケ少年 - 岸田瑛音（34）
- 山田浩二 - かずや・たくや（ザ・たっち）（35）
- 作業員 - 上松大輔（35）
- 女性 - 高嶋莉子（35）、池松亜美（39）
- おばちゃん - 五十棲真子（40）
- レストランの店長 - 堀口敬巧（40）
- 幼いノエル - 山田羽久利（44）
- 国際警察職員 - エスピネロハン（45）
- 店員A - 渡荘太（45）
- 店員B - 西丸亮（45）
- 鑑識官 - 小野光俊（49）
- 職員 - 矢部敬三（49,50）
- ニュースキャスターの声 - 大久保藍子（49,51）
- 客[注釈 62] - 大石麻衣、田中澄子、永田由紀、牧野美千子（51）
- ジャックポットストライカーの声 - 藤原啓治（51）

### スーツアクター
長年巨大ロボのスーツアクターを担当していた日下秀昭が本作品をもって勇退。今後は後進の育成と俳優業に専念する。ルパンエックス/パトレンエックス役の伊藤茂騎は、本作品で初めてヒーロー役のレギュラーを担当した。デストラ役の藤田洋平も、スーパー戦隊シリーズで初めて敵幹部をレギュラーで演じた。
例年であれば、終盤になると新番組の撮影のために主要メンバーが抜けざるを得なくなるのだが、本作品の場合は次回作『騎士竜戦隊リュウソウジャー』との間に『4週連続スペシャル スーパー戦隊最強バトル!!』があったため、主要メンバーが最後まで各人の役を演じることができた。
- ルパンレッド[5][25][注釈 63] - 浅井宏輔
- ルパンブルー[5][25] - 竹内康博
- ルパンイエロー[5][25]、早見初美花（吹き替え）[33][25] - 下園愛弓
- パトレン1号[5][73][注釈 63] / パトレンU号[5][73]、改造ポーダマン（第46話）[91] - 高田将司
- パトレン2号[5][73] - 大林勝
- パトレン2号（第19話代役）[73]、トカゲイル・ナクシャーク（第43話）[125] - おぐらとしひろ
- パトレン3号[5][73]、明神つかさ（吹き替え）[47] - 五味涼子
- ルパンエックス / パトレンエックス[出典 27][注釈 63]、ギャングラー怪人[60][126][注釈 64] - 伊藤茂騎
- ジム・カーター[125][128]、ルパンイエロー（第4話代役）[33] - 野川瑞穂
- ルパンカイザー、パトカイザー - 日下秀昭[129]
- ルパンマグナム（ロボモード）[130] - 矢部敬三
- ドグラニオ・ヤーブン[出典 29] - 神尾直子
- デストラ・マッジョ[出典 29]、エックスエンペラー[85] - 藤田洋平
- ゴーシュ・ル・メドゥ[出典 29] - 蜂須賀祐一
- ザミーゴ・デルマ（怪人態）[98][99]、ギャングラー怪人[60][99][注釈 65] - 蔦宗正人
- ルレッタ・ゲロウ[134] - 村岡弘之

## スタッフ
東映側チーフプロデューサーの宇都宮孝明とメインライターの香村純子は共に『動物戦隊ジュウオウジャー』以来の登板。香村は、『ジュウオウジャー』の企画案の1つが怪盗ものであったことから起用された。
同じく『ジュウオウジャー』より監督ローテーションに参加している杉原輝昭が初のパイロット監督を務める。宇都宮は、杉原を起用した理由についてシリーズの変革を目指すため、新しい監督であれば変化をもたらしてくれるであろう存在であることを挙げている。宇都宮の意向により、ローテーション監督は杉原・中澤祥次郎・加藤弘之の3人で構成され、映画の撮入に伴い渡辺勝也が加わった。中澤は、途中で『仮面ライダージオウ』参加のため一時離脱している。加藤は『VSキュウレンジャー』撮影のため、第34話を最後に離脱した。また、本作品で助監督を務めた葉山康一郎がスピンオフ作品の監督を経て、第47話でテレビシリーズの監督を初担当した。
サブライターは、香村の兄弟子にあたる荒川稔久と東映所属の金子香緒里が務めていたが、荒川が多忙のため離脱し、代わって大和屋暁が参加した。大和屋の担当回は飛び道具的なインパクトが強いと評されており、大和屋自身もそういう系統の話をやるために起用されたものと理解している。
音楽担当の高木洋はスーパー戦隊シリーズでは『侍戦隊シンケンジャー』以来の起用となる。演奏はVOCALOIDやアニソンのビッグバンドアレンジを中心に活動しているLowlandJazzのメンバーが担当している。
キャラクターデザインは、前作『宇宙戦隊キュウレンジャー』から引き続き漫画家の久正人が担当する。同じく前作から参加の渋谷亮介も怪人やルパンコレクションのデザインを一部手掛けた。
オープニング映像でのザミーゴ登場シーンの背景マット画は、別作品参加のため日本映像クリエイティブを訪れていた飯塚定雄が手掛けた。
スーツアクター同様、終盤になると新番組の撮影のためにスタッフが抜けざるを得なくなるのだが、本作品の場合は次回作『騎士竜戦隊リュウソウジャー』との間に『4週連続スペシャル スーパー戦隊最強バトル!!』があったため、最後までアクション監督の福沢博文を始めとしてオリジナルのスタッフが担当した。
- 原作 - 八手三郎
- 連載 - テレビマガジン、てれびくん
- チーフプロデューサー - 佐々木基（テレビ朝日）
- プロデューサー - 井上千尋（テレビ朝日）、宇都宮孝明（東映）、矢田晃一（東映エージエンシー）、深田明宏（東映エージエンシー）、菅野あゆみ
- 脚本 - 香村純子、荒川稔久、金子香緒里、大和屋暁
- 音楽 - 高木洋
- 撮影 - 相葉実、大沢信吾、松村文雄
- 照明 - 堀直之、柴田守、本田純一
- 美術 - 岡村匡一
- 録音 - 伝田直樹
- MA・選曲 - 宮葉勝行
- 編集 - 若松広大
- チーフ助監督 - 葉山康一郎、茶谷和行、須上和泰、谷本健晋
- ラインプロデューサー - 青柳夕子
- 録音助手 - 相楽滋嵩、吉田明日香
- 操演 - 橋本一輝（ライズ）
- 助監督 - 谷本健晋、清水賢一、奥野竜也、森本悠太、松井貴、吉田尅隻、塩川純平
- カースタント&コーディネート - 西村信宏（武士レーシング）
- 技術コンダクター - 林和哉(alpedia)
- キャラクターデザイン - 久正人、渋谷亮介[注釈 66]
- 企画協力 - 企画者104
- 資料担当 - 松井大
- デザイン協力 - プレックス
- 造型 - レインボー造型企画
- イラスト - スタジオメルファン、K-SuKe
- 視覚効果 - 沖満
- デジタル合成
  - 日本映像クリエイティブ
  - アンダーグラフ
  - 林デジタル工務店
  - 國米修市、林潔、大谷喜朋、キムラケイサク
- 絵コンテ - 田中浩二
- モニターグラフィック - 遠藤眞一郎
- （株） 特撮研究所
  - 撮影 - 岡本純平
  - Bキャメラ - 鈴木啓造
  - 照明 - 安藤和也
  - 美術 - 松浦芳
  - 操演 - 中山亨
  - 助監督 - 小串遼太郎、福吉麟太郎、高柳優一
  - ミニチュア制作 - ミューロン
  - VFXスーパーバイザー - 山本達也
  - VFX - フレームワークス・エンタテイメント、日本エフェクトセンター、ミックジャパン、ACT designs inc.
  - デジタル合成 - 岩谷和行
  - モーションキャプチャー - 東映ツークン研究所
- 技術協力 - 東映ラボ・テック、RAID、RED DIGITAL CINEMA SHOT ON RED(RED EPIC-W)、nac IMAGE TECHNOLOGY、alpedia、WING-T、GREAT INTERNATIONAL、ATV、M・SOFT、Libec、おさるの森、SAM(Quantel Rio)、スタジオ紅組
- アクション監督 - 福沢博文、おぐらとしひろ
- 特撮監督 - 佛田洋
- 監督 - 杉原輝昭、 中澤祥次郎、加藤弘之、 渡辺勝也、葉山康一郎
- 制作 - テレビ朝日、東映、東映エージエンシー

## 音楽
本作品ではエンディングテーマが存在せず、その都合上番組連動データ放送もエンディングと連動する形式ではなく、『烈車戦隊トッキュウジャー』以前の番組連動データ放送と同様の仕様に変更されている。プロデューサーの宇都宮孝明は、エンディングがなくなった理由として、仮面ライダーと放送順が変更となったことで、次の番組が全く異なる視聴者層となったため、本編が終わるタイミングでチャンネルを変えられることがわかっていたからであるという。監督の加藤弘之は、エンディングがない分、ロボ戦が長くなってもドラマを描くことができたと述べている。
劇伴ではルパンレンジャー関連の音楽はジャズ調、パトレンジャー関連の音楽は打ち込み主体となっており、各戦隊のテーマ曲もそれぞれ同様のアレンジとしている。
主題歌「ルパンレンジャーVSパトレンジャー」
作詩：藤林聖子 / 作曲・編曲：高木洋 （Project.R） / 歌：Project.R（吉田達彦、吉田仁美） / 演奏：Lowland Jazz
スーパー戦隊シリーズのオープニングテーマでは『秘密戦隊ゴレンジャー』以来となる男女のデュエットソングとなる。対位法を用いて作曲されており、男性、女性の各ボーカルパートがそれぞれ独立した両戦隊のテーマソング「ルパンレンジャー、ダイヤルを回せ」、「Chase You Up!パトレンジャー」となっている。当初、高木は男性ボーカル同士の掛け合いで、AメロとBメロで担当が分かれる形としていたが、その後男女デュオに変わり、それぞれのパートでキーを変える形とした。高木は実質3曲同時に作るようなものであったと、作曲に苦労した旨を語っている。また、劇伴担当者が主題歌を手がけるのは『百獣戦隊ガオレンジャー』以来17年ぶりであった。
出演者によるタイトルコールは本作品以降行われていない。
第1話では曲とクレジットを本編に被せる形で使用。通常のオープニング映像は第2話から、オープニング開始前のナレーションパートは第3話から使用されている。第21話より、オープニング映像にノエルが加わる。
作中での挿入歌としては第32・42・48話で歌唱版、第13話でインストゥルメンタル版が使用された。
第51話（最終回）はオープニング無し（イントロのみ）で、エピローグで本曲の1番と大サビが使用された。
挿入歌
「ルパンレンジャー、ダイヤルを回せ」（第6,26,41話）
作詩：藤林聖子 / 作曲・編曲：高木洋 （Project.R） / 歌：吉田達彦（Project.R） / 演奏：Lowland Jazz
第41話ではインストゥルメンタル版と併用され、第7,28話ではインストゥルメンタル版のみが使用された。
「Chase You Up!パトレンジャー」（第6,15,29,31話）
作詩：藤林聖子 / 作曲・編曲：高木洋 （Project.R） / 歌：吉田仁美（Project.R）
「快盗ガッタイム!ルパンカイザー」（第4,11,13,16話）
作詩：藤林聖子 / 作曲・編曲：高木洋 （Project.R） / 歌：吉田達彦（Project.R）
メロディはM8「ルパンカイザー」と共通である。
「警察ガッタイム!パトカイザー」（第3,7,15,19話）
作詩：藤林聖子 / 作曲・編曲：高木洋 （Project.R） / 歌：吉窪司（Project.R）
メロディはM19「パトカイザー」と共通である。
「ルパンレンジャー Here we go!」（第26,34話）
作詩・作曲：高取ヒデアキ / 編曲：籠島裕昌 / 歌・演奏：ZETKI（Project.R）
第26話ではインストゥルメンタル版と併用された。
「Searching for Truth」（第33話）
作詩・作曲：YOFFY / 編曲：大石憲一郎（Project.R） / 歌：サイキックラバー（Project.R）
「M・A・X POWER」（第20,22,23話）
作詩：藤林聖子 / 作曲：高木洋 （Project.R） / 編曲：大石憲一郎 / 歌：谷本貴義（Project.R）
第22,23話では歌詞違いバージョン「エックスエンペラー M・A・X POWER」が使用された。
第23話ではインストゥルメンタル版と併用され、第29,46話ではインストゥルメンタル版のみが使用された。
「ダイヤライズ！ルパンマグナム」（第35話）
作詩：藤林聖子 / 作曲：間瀬公司 / 編曲：中畑丈治（Project.R) / 歌：幡野智宏（Project.R）
「哀愁のコレクション」
作詩・作曲：Raizo.W / 編曲：中畑丈治（Project.R) / 歌：大西洋平（Project.R）
「ギャングラーズパラダイス」
作詩：藤林聖子 / 作曲・編曲：高木洋 （Project.R） / 歌：串田アキラ（Project.R）
「ビシバシ体操」
作詩・作曲・編曲：三浦誠司（Project.R） / 歌：吉田仁美（Project.R） / コーラス：国際警察合唱団 / 振付：振付ユニット G-Rabby.
「恋はmoon night mystery」（第27,29話）
作詩・作曲：歌菜子 / 編曲：高藤大樹 / 歌：池田彩（Project.R）
キャラクターソング
「氷の世界」
作詩・作曲・編曲：大西洋平（Project.R） / 歌：夜野魁利（伊藤あさひ）
「誓い」
作詩・作曲・編曲：谷本貴義（Project.R） / 歌：宵町透真（濱正悟）
「秘めた想い」（第17話）
作詩：藤林聖子 / 作曲・編曲：高木洋 （Project.R） / 歌：早見初美花（工藤遥）
- 第17話用に作曲された。工藤はモーニング娘。に所属していたがソロとしては初歌唱となる。工藤が2017年のバースデーイベントで譜久村聖と歌っていた藤本美貴の「ロマンティック浮かれモード」と同じキーで作っており、工藤が提案したアイドルソングということから80年代のアイドルソングのようになった。

「Dear My Friends」
作詩・作曲：YOFFY / 編曲：大石憲一郎（Project.R） / 歌：早見初美花（工藤遥）
「Keepin' Faith」
作詩：Sofran Daichi / 作曲・編曲：村井大（Project.R） / 歌：朝加圭一郎（結木滉星）
「ヒーローは決して泣かない」
作詩：横山涼 / 作曲・編曲：大石憲一郎（Project.R） / 歌：陽川咲也（横山涼）
「じゃがとんのうた」
作詩：マイクスギヤマ / 作曲・編曲：高木洋 （Project.R）/ 歌：明神つかさ（奥山かずさ）
「ウィ！」
作詩：井上望 / 作曲：藤木テツ / 編曲：中畑丈治（Project.R) / 歌：高尾ノエル（元木聖也）

## 制作
チーフプロデューサーの宇都宮孝明は前作『宇宙戦隊キュウレンジャー』でシリーズに変革を求められていることを感じ、本作品ではまず、モチーフを入れ替えるのではなく、従来のモチーフが違うだけで内容に変化の少ない戦隊のフォーマット自体を崩そうということになり、「全員がレッド」などいくつかの案が出る中で「戦隊VS戦隊」をフォーマットとすることにした。そのため、対立させやすいモチーフとして怪盗と警察が選ばれたといい、『キュウレンジャー』がアーマーチックなアプローチであったため、前々作『動物戦隊ジュウオウジャー』同様、シンプルなデザインにすることで、仮面ライダーシリーズとの差別化を図っている。
戦隊同士の対立という要素はスーパー戦隊VSシリーズが先例として存在しているが、宇都宮は異なる世界観の対立や共闘を描く同シリーズに対し、本作品では同じ世界観に存在する2つの戦隊の対立を描いているため同シリーズとは異なるものになると述べている。人数編成も5人戦隊VS5人戦隊では物理的に大変で多すぎること、戦隊で4人は無いことや2人では戦隊と言い難いことから3人戦隊VS3人戦隊となった。両戦隊が共闘するかどうかについても放送開始前のインタビューの時点では定めておらず、仮に共闘するとしても完全に仲間になるわけではないとしている。また、両者の対立軸を人間関係に由来するものではなく立場によるものとすることで、両者の関係性が良好になっても対立せざるを得ない構造とした。「過去」を見ていて何かを取り戻す快盗と、「未来」を見ていて平和を守る警察、という対比にしたという。
キャスティングについては、少年少女と成人の間の年齢のルパンレンジャーと、職業として戦う成人のパトレンジャーという対比にするため、ルパンレンジャー側を若くしている。透真は婚約者が大切な人であるという設定から20代にしているが、魁利と初美花はより不安定な10代にしている。
ルパンレンジャーは怪盗をモチーフとしているが悪の戦隊ではないため、敵から宝物を取り返す義賊として位置づけられており、悪事の要素はギャングラー側に委ねられている。宇都宮は、絶対的な正義でありたいパトレンジャーと絶対的な純粋悪のギャングラーに対し、ルパンレンジャーはエゴイスティックな理由で戦う個人的な正義の味方であるとしている。また、メインライターの香村純子やメイン監督の杉原輝昭は、従来の戦隊のイメージであるパトレンジャーに対し、ルパンレンジャーは別の番組のヒーローのようなイメージで書いていると述べている。杉原は、ルパンレンジャーの演出にダークヒーローの要素も加味している。
警察モチーフの戦隊はすでに一度『特捜戦隊デカレンジャー』で描かれており、宇都宮は差別化は意識していないとしているが、香村は兄弟子に当たる荒川稔久が同作品のメインライターのため気にかけているという。また、『未来戦隊タイムレンジャー』もスタンスが近いとされる。
アクションでは快盗がパルクールで敵の攻撃を派手に華麗に躱すように動き、警察は人々を守るために受け止めるようなイメージのものとなっている。また、撮影に仮面ライダーの劇場版で使われていた360度カメラを導入しており、従来の作品にはない独特の映像表現が用いられている。また、ルパンレンジャーの身軽さを表現するため、ワイヤーアクションを多用しているほか、東映作品で初めてジャンプの補助としてエアートラックを導入した。
巨大戦では従来よりCG描写を増やし、ミニチュアセットも街のセットの縮尺を一新するなど、これまでとは異なる画面作りが図られている。また、パイロット監督を務めた杉原輝昭の趣味を反映して現代的なロボットアニメやコンピュータゲームの要素も取り入れられている。VSビークルのミニチュアは、従来のものより軽量小型化しており、激しいアクションに対応している一方で、巨大感を出すことに工夫が必要となった。

## 評価
2つの戦隊の対決を軸としたストーリー構成とそれに絡む人間ドラマが高年齢層からも評価され、スーパー戦隊シリーズでは初めて、放送批評懇談会による「ギャラクシー賞」を受賞した（テレビ部門の2019年2月度月間賞）。また、脚本家の三谷幸喜は朝日新聞のコラムで「息子に勧められ、付き合いで観ていたのだが、いまは親子ともども、いやむしろ僕のほうが夢中になっている」と、本作品のシナリオを称賛するコメントを載せている。
一方で玩具売り上げは芳しくなく、バンダイの国内売上では通期60億円となり、21世紀の作品では当時最低となる売り上げを記録した。特撮監督の佛田洋は、CG主体の巨大戦について「子供たちに響くインパクトではなかった」と評しており、次作『騎士竜戦隊リュウソウジャー』ではスーツでのアクションを強化する方向へ切り替えている。

## 放送日程
- 話数のカウントは「#○」と表記。本項目では脚注での表記の都合上、本節など一部の例外を除き、「第〇話」として表記している。
- 登場怪人のリンク先はメインモチーフの生物に充てている[96]。
- サブタイトル表示時は、ルパンレンジャーとパトレンジャーのマークが交差して文字が表示され、カードに変化して画面手前に飛ぶ。
- 各話のサブタイトルは、漢字とひらがな・カタカナが白黒で表記され、1話ごとに入れ替わっている。
- 各話終了時にはルパンレンジャーとパトレンジャーのマークが表示される。また、ストーリーの進行に合わせて、それまでに登場したダイヤルファイターならびにトリガーマシン[ep 28]、それにギャングラーのマーク[ep 25]が追加されることもある。

| 放送日         | 放送回         | サブタイトル                 | 登場怪人 | 登場ルパンコレクション | 脚本       | 監督       |
| -------------- | -------------- | ---------------------------- | --- | --- | ---------- | ---------- |
| 2018年02月11日 | #1             | 世間を騒がす快盗さ           | - ルレッタ・ゲロウ（人間体（カジノオーナー）、声 - 村岡弘之） - ガラット・ナーゴ（人間体 - 新岩正人、声 - 高木渉） - ナメーロ・バッチョ（声 - 飛田展男）         | - 転がる賽のように （Comme un cube qui roule） - 私に火をつけて （Allume-moi）                                                                                  | 香村純子   | 杉原輝昭   |
| 2月18日        | #2             | 国際警察、追跡せよ           | - ガラット・ナーゴ | - 私に火をつけて | 香村純子   | 杉原輝昭   |
| 2月25日        | #3             | 絶対に取り戻す               | - ナメーロ・バッチョ | - 誰が誰を作ったのか （Qui a fait qui） | 香村純子   | 中澤祥次郎 |
| 3月04日        | #4             | 許されない関係               | - ラブルム・ジョウズ（人間体（販売員） - 堀丞、声 - 吉開清人）                                                                                                   | - あなたをドレスアップ （Je vais t’habiller） | 香村純子   | 中澤祥次郎 |
| 3月11日        | #5             | 狙われた国際警察             | - ゴーラム（#5） - ブンドルト・ペギー（人間体・声 - 水野直） | - | 香村純子   | 加藤弘之   |
| 3月18日        | #6             | 守るべきものは               | - ゴーラム（#5） - ブンドルト・ペギー（人間体・声 - 水野直） | - 稲妻のように飛び跳ねる （Jack bondissant tel l’éclair） | 香村純子   | 加藤弘之   |
| 3月25日        | #7             | いつも助けられて             | - メルグ・アリータ（声 - 宇垣秀成） | - 胸いっぱいの愛を （Tout ton amour） | 香村純子   | 杉原輝昭   |
| 4月01日        | #8             | 快盗の正体                   | - | - 世界を癒そう （Guéris le monde） | 金子香緒里 | 杉原輝昭   |
| 4月08日        | #9             | もう一度会うために           | - ゴーラム（青）（#9） - ブレッツ・アレニシカ（人間体・声 - 重松隆志）                                                                                           | - | 香村純子   | 中澤祥次郎 |
| 4月15日        | #10            | まだ終わってない             | - ゴーラム（青）（#9） - ブレッツ・アレニシカ（人間体・声 - 重松隆志）                                                                                           | - 電撃の嵐 （L’Orage électrique） | 香村純子   | 中澤祥次郎 |
| 4月22日        | #11            | 撮影は続くよどこまでも       | - ピッチ・コック（人間体（カメラマン） - 林和哉、声 - 山崎たくみ）                                                                                               | - ベートーベンをぶっとばせ （Fais rouler Beethoven） | 金子香緒里 | 中澤祥次郎 |
| 4月29日        | #12            | 魔法の腕輪                   | - ジェンコ・コパミーノ（声 - 日野聡） | - 駆け足の人生 （La vie sur la voie rapide） | 荒川稔久   | 杉原輝昭   |
| 5月06日        | #13            | 最高で最低な休日             | - ナイーヨ・カパジャー（声 - 新井里美） | - 監獄ロック （Le rock du bagne） | 荒川稔久   | 杉原輝昭   |
| 5月13日        | #14            | はりめぐらされた罠           | - オドード・マキシモフ（人間体・声 - 海上学彦）（#14） - アニダラ・マキシモフ（声 - 松田健一郎）（#14） - トゲーノ・エイブス（声 - 吉野裕行）                    | - スモール・ワールド （Le petit monde） | 香村純子   | 加藤弘之   |
| 5月20日        | #15            | 警察官の仕事                 | - オドード・マキシモフ（人間体・声 - 海上学彦）（#14） - アニダラ・マキシモフ（声 - 松田健一郎）（#14） - トゲーノ・エイブス（声 - 吉野裕行）                    | - 遠く離れて （Au loin） | 香村純子   | 加藤弘之   |
| 5月27日        | #16            | 仲間だからこそ               | - マンタ・バヤーシ（声 - 檜山修之） | - 火の玉ロック （Belles balles de feu） | 荒川稔久   | 渡辺勝也   |
| 6月03日        | #17            | 秘めた想い                   | - ネロー・キルナー（声 - 置鮎龍太郎） | - 長く長く長く （Long,long et long） | 荒川稔久   | 渡辺勝也   |
| 6月10日        | #18            | コレクションの秘密           | - アニダラ・マキシモフ | - 幸運の大当たり （Le coup de chance） | 金子香緒里 | 中澤祥次郎 |
| 6月17日        | #19            | 命令違反の代償               | - スダル・ウルキュー（人間体・声 - 塩口量平） | - 風立ちぬ （Filer comme le vent） | 荒川稔久   | 中澤祥次郎 |
| 6月24日        | #20            | 新たな快盗は警察官           | - ザルダン・ホウ（声 - 千葉一伸） | - 元気になる装置 （La machine d’endorphin） - 煙が目にしみる （La fumée t’embrouille les yeux）                                                                 | 香村純子   | 加藤弘之   |
| 7月01日        | #21            | 敵か味方か、乗るか乗らないか | - ガバット・カババッチ（声 - 長嶝高士） | - 石に変わる （Je me change en pierre） | 香村純子   | 加藤弘之   |
| 7月08日        | #22            | 人生に恋はつきもの           | - デメラン・ヤトミス（声 - 高戸靖広） - ゴーラム（紫） | - 今飛びたとう （Voler maintenant） - 紫色の雨 （La pluie violette）                                                                                            | 香村純子   | 渡辺勝也   |
| 7月15日        | #23            | ステイタス・ゴールド         | - ライモン・ガオルファング（声 - 江川央生） - ウシバロック・ザ・ブロウ（人間体（いかつい男） - 大塚圭、声 - 竹本英史） - ギーウィ・ニューズィー（声 - 枝川吉範） | - 熱くなれ （La chaleur est là） | 香村純子   | 渡辺勝也   |
| 7月22日        | #24            | 生きて帰る約束               | - ライモン・ガオルファング - ギーウィ・ニューズィー（人間体 - 枝川吉範）（#24）                                                                                  | - 逃亡せよ （L’évasion） | 香村純子   | 中澤祥次郎 |
| 7月29日        | #25            | 最高に強くしてやる           | - ライモン・ガオルファング - ギーウィ・ニューズィー（人間体 - 枝川吉範）（#24）                                                                                  | - 医者医者 （Docteur, docteur） | 香村純子   | 中澤祥次郎 |
| 8月05日        | #26            | 裏のオークション             | - グリスト・ロイド（人間体（オークショニア）・声 - 井上賢嗣） | - 小さな泡 （Les minuscules bulles） | 大和屋暁   | 加藤弘之   |
| 8月12日        | #27            | 言いなりダンシング           | - ピョードル（人間体（小紫庄右衛門）・声 - 深沢敦） | - 操作する （Le contrôle） | 大和屋暁   | 加藤弘之   |
| 8月19日        | #28            | 誕生日も戦いで               | - リューグ・タマテバッコ（声 - 塩屋浩三） | - 飛び込む （Plonge） | 香村純子   | 杉原輝昭   |
| 8月26日        | #29            | 写真は記憶                   | - 改造ポーダマン | - 想い出 （La mémoire） | 金子香緒里 | 杉原輝昭   |
| 9月02日        | #30            | ふたりは旅行中               | - カンクス・ブチルメルカプタン（声 - 大西健晴） | - ばら色の人生 （La Vie en rose） | 香村純子   | 杉原輝昭   |
| 9月09日        | #31            | 自首してきたギャングラー     | - ヨシー・ウラザー（声 - 松野太紀）（#31） - 改造ポーダマン（#31） - ゴーラム（緑）（#31） - 実験体                                                              | - ひっくり返す （À l' envers） - 楽しくいこうぜ （Prends-le dessus）                                                                                            | 大和屋暁   | 渡辺勝也   |
| 9月16日        | #32            | 決闘を申し込む               | - ヨシー・ウラザー（声 - 松野太紀）（#31） - 改造ポーダマン（#31） - ゴーラム（緑）（#31） - 実験体                                                              | - 悪い奴ら （Les voyous） - あなたを起こす （L'Appel de réveil） - 十字路 （Le croisement） - 私を呼んで （Appelle-moi） - 燃えるような恋 （Ton amour brûlant） | 大和屋暁   | 渡辺勝也   |
| 9月23日        | #33            | 僕らは少年快盗団             | - エンビィ・チルダ（声 - 白鳥哲） | - 嵐を呼ぶ人 （Le porte-tempête） | 香村純子   | 加藤弘之   |
| 9月30日        | #34            | 伝説の銃                     | - ケルベーロ・ガンガン（声 - 稲田徹） | - こちらの壁 （Ces murs） | 香村純子   | 加藤弘之   |
| 10月07日       | #35            | 良い人、悪い人、普通の人     | - ドリューン・サンブ（声 - 岸尾だいすけ） | - 大いなる分裂 （Le grand fossé） | 香村純子   | 杉原輝昭   |
| 10月14日       | #36            | 爆弾を撃て                   | - ペッカー・ツェッペリン（人間体・声 - 大堀こういち） | - 賢者 （L’homme sage） | 金子香緒里 | 杉原輝昭   |
| 10月21日       | #37            | 君が帰る場所                 | - ヤドガー・ゴーホム（声 - 田村健亮） | - あなたに手が届く （Atteindre pour toucher） | 香村純子   | 中澤祥次郎 |
| 10月28日       | #38            | 宇宙からのコレクション       | - ジャネーク・ソーサー（声 - 松山鷹志）（#38） - ゴーラム（黒）（#38） - イセロブ・スターフライド（人間体（ハンチングの男） - 蜂須賀祐一（#39）、声 - 真殿光昭） | - 夢中にさせる （Elle me rend fou） | 香村純子   | 中澤祥次郎 |
| 11月11日       | #39            | こいつに賭ける               | - ジャネーク・ソーサー（声 - 松山鷹志）（#38） - ゴーラム（黒）（#38） - イセロブ・スターフライド（人間体（ハンチングの男） - 蜂須賀祐一（#39）、声 - 真殿光昭） | - 飛び去って （Je veux m’envoler） | 香村純子   | 渡辺勝也   |
| 11月18日       | #40            | 心配が止まらない             | - ジュゴーン・マナッティ（声 - 室園丈裕） | - 水の上の煙 （La fumée sur l’eau） | 大和屋暁   | 渡辺勝也   |
| 11月25日       | #41            | 異世界への扉                 | - ゴーラム（剣）（#41） - ゴーラム（盾）（#41） - デストラ・マッジョ                                                                                             | - | 香村純子   | 杉原輝昭   |
| 12月02日       | #42            | 決戦の時                     | - ゴーラム（剣）（#41） - ゴーラム（盾）（#41） - デストラ・マッジョ                                                                                             | - | 香村純子   | 杉原輝昭   |
| 12月09日       | #43            | 帰ってきた男                 | - トカゲイル・ナクシャーク（人間体・声 - おぐらとしひろ） | - しなやかな心 （Le coeur élastique） | 金子香緒里 | 中澤祥次郎 |
| 12月16日       | #44            | 見つけた真実                 | - ナリズマ・シボンズ（人間体（東雲悟） - 秦野浩孝（#43,#44）、声 - 髙階俊嗣）                                                                                    | - 人形遣い （Le maître des marionnettes） - 万人の声 （Un million de voix）                                                                                     | 金子香緒里 | 中澤祥次郎 |
| 12月23日       | #45            | クリスマスを楽しみに         | - サモーン・シャケキスタンチン（声 - 津久井教生） | - 飢えた獣のように （Une faim de loup） | 大和屋暁   | 中澤祥次郎 |
| 2019年1月06日  | #46            | 抜け出せないゲーム           | - 改造ポーダマン（赤）（声 - 佐藤貴史） | - いっしょに遊ぼう （Attrapé dans le jeu） | 香村純子   | 葉山康一郎 |
| 1月13日        | #47            | 今の僕にできること           | - ゴーシュ・ル・メドゥ - 改造ゴーラム（#47） - 実験体（黒）（#48）                                                                                               | - ケーキ入刀 （Coupe le gâteau） | 香村純子   | 渡辺勝也   |
| 1月20日        | #48            | 仮面の下の素顔               | - ゴーシュ・ル・メドゥ - 改造ゴーラム（#47） - 実験体（黒）（#48）                                                                                               | - | 香村純子   | 渡辺勝也   |
| 1月27日        | #49            | 快盗として、警察として       | - ポーダマン（赤） | - | 香村純子   | 杉原輝昭   |
| 2月03日        | #50            | 永遠にアデュー               | - ザミーゴ・デルマ | - 突き抜けろ （Évade-toi de l’autre côté） | 香村純子   | 杉原輝昭   |
| 2月10日        | #51 （最終回） | きっと、また逢える           | - カーゼミー（声 - 緑川光） - ドグラニオ・ヤーブン | - あの日をもう一度 （Hier une fois de plus） - 望遠鏡（正式名称不明）                                                                                           | 香村純子   | 杉原輝昭   |

## 放送局・インターネット配信
| 放送対象地域              | 放送局                         | 放送期間                                             | 系列           | 放送時間                            | 備考 |
| ------------------------- | ------------------------------ | ---------------------------------------------------- | -------------- | ----------------------------------- | ---- |
| 日本全域 （一部地域除く） | テレビ朝日系列フルネット全24局 | 2018年2月11日 - 2019年2月10日                        | テレビ朝日系列 | 日曜 9:30 - 10:00                   |      |
| 宮崎県                    | 宮崎放送                       | 2018年2月21日 - 4月4日 2018年4月14日 - 2019年2月23日 | TBS系列        | 水曜 16:20 - 16:50 土曜 5:15 - 5:45 |      |
| 徳島県                    | 四国放送                       | 2018年2月23日 - 2019年2月22日                        | 日本テレビ系列 | 金曜 10:55 - 11:25                  |      |
| 島根県・鳥取県            | 山陰中央テレビ                 | 2018年2月23日 - 2019年2月22日                        | フジテレビ系列 | 金曜 16:20 - 16:50                  |      |
| 山梨県                    | 山梨放送                       | 2018年2月25日 - 2019年2月24日                        | 日本テレビ系列 | 日曜 5:30 - 6:00                    |      |
| 福井県                    | 福井テレビ                     | 2018年2月25日 - 2019年3月3日                         | フジテレビ系列 | 日曜 5:30 - 6:00                    |      |
| 高知県                    | テレビ高知                     | 2018年2月25日 - 2019年2月24日                        | TBS系列        | 日曜 6:15 - 6:45                    |      |
| 富山県                    | 北日本放送                     | 2018年3月4日 - 2019年2月24日                         | 日本テレビ系列 | 日曜 6:30 - 7:00                    |      |

インターネット配信
| 配信対象地域 | 配信先               | 更新期間                      | 更新時間          | 備考                |
| ------------ | -------------------- | ----------------------------- | ----------------- | ------------------- |
| 日本全域     | 東映特撮ファンクラブ | 2018年2月11日 - 2019年2月10日 | 毎週日曜10:00更新 | 配信後は常時配信    |
| 日本全域     | auビデオパス         | 2018年2月11日 - 2019年2月10日 | 毎週日曜10:00更新 | 放送後1週間限定配信 |

## 他媒体展開

### 映画作品
前年まで恒例となっていた「スーパー戦隊祭」が、諸般の事情により2018年は制作されなかった都合上、同シリーズにおけるテレビシリーズ放送開始前の先行登場も本作品では行われていない。詳細は当該項目を参照。
『快盗戦隊ルパンレンジャーVS警察戦隊パトレンジャー en film』（2018年8月4日公開）
本作品の単独作品。公開時期にあたるテレビシリーズ第24話から第29話まで、同作品の映像がOPに使用された。
『劇場版 騎士竜戦隊リュウソウジャーVSルパンレンジャーVSパトレンジャー』（2020年2月8日公開）
本作品と次作『騎士竜戦隊リュウソウジャー』をメインとしたクロスオーバー作品。
『機界戦隊ゼンカイジャー THE MOVIE 赤い戦い! オール戦隊大集会!!』（2021年2月20日公開）
『機界戦隊ゼンカイジャー』の劇場作品。ルパンレッド、パトレン1号、ザミーゴ・デルマが登場。

### テレビスペシャル
『4週連続スペシャル スーパー戦隊最強バトル!!』
スーパー戦隊シリーズ初のオリジナルストーリーテレビスペシャル。朝加 圭一郎 / パトレン1号が登場。

### Web動画
変身講座
YouTube バンダイ公式チャンネルで配信のWeb動画。
| サブタイトル                                                      | 登場人物   | 配信日         |
| ----------------------------------------------------------------- | ---------- | -------------- |
| 快盗戦隊ルパンレンジャー 変身講座 ルパンレッド シークレットタイム | 夜野魁利   | 2018年 2月10日 |
| 警察戦隊パトレンジャー 変身講座 パトレン1号 マル秘ミッション      | 朝加圭一郎 | 2018年 2月10日 |
| 変身講座 ルパンエックス・パトレンエックス編                       | 高尾ノエル | 7月8日         |
まるっとわかる 快盗戦隊ルパンレンジャーVS警察戦隊パトレンジャー
YouTube バンダイ公式チャンネルで2018年4月12日配信のWeb動画。VSビークルの紹介をする再編集動画。
快盗戦隊ルパンレンジャー＋警察戦隊パトレンジャー 〜究極の変合体！〜（前編・後編）
動画配信サービス「auビデオパス」で配信のWeb動画。
ギャングラー怪人マグーダ・ポーンが放った光線マグマグフォースを浴びてしまったことで、磁石のようにくっついてしまったルパンレッドとパトレン1号が巻き起こす騒動とそのドタバタの被害者となる残りのメンバーたちの悲喜こもごもが繰り広げられる中、この窮地を脱する二人を巡ってのコメディタッチのストーリー。『en film』の前日譚ともなっており、エルロック・ショルメの名前やウィルソンが登場する。
- ルパンレッドとパトレン1号が融合した「パトレッド」を登場させる予定だったが、テレビシリーズなどで登場させる予定があったため、くっつく要素だけが残った。

| サブタイトル                                                                | 配信日        |
| --------------------------------------------------------------------------- | ------------- |
| 快盗戦隊ルパンレンジャー＋警察戦隊パトレンジャー 〜究極の変合体！〜（前編） | 2018年 8月4日 |
| 快盗戦隊ルパンレンジャー＋警察戦隊パトレンジャー 〜究極の変合体！〜（後編） | 8月11日       |
登場人物
マグーダ・ポーン
- 声 - 竹内栄治

タヌキのようなギャングラー怪人。胸部の目から放つ光線マグマグフォースによって、当たった相手を磁石に変える。武器はウィルソンと同じくトックリボルバー。牙型のルパンコレクション人生は花〜La vie est une fleur〜の力で周囲に花びらの爪あとを残す攻撃を放つ。
ウィルソンの舎弟で、彼への上納金のために連続銀行強盗を行なっていた。
スタッフ
- 原作 - 八手三郎
- 脚本 - きだつよし
- 音楽 - 高木洋
- アクション監督 - 福沢博文、おぐらとしひろ
- 監督 - 葉山康一郎

警察戦隊パトレンジャー Feat. 快盗戦隊ルパンレンジャー 〜もう一人のパトレン2号〜（前編・後編）
「東映特撮ファンクラブ（TTFC）」で配信のWeb動画。
「究極の変合体！」とは逆で内容はシリアスタッチが強く戦力部隊結成当時に所属していたもう一人のパトレン2号を描くストーリー。設定上、登場するギャングラー怪人ゾニック・リーはピョードルと関連しており、テレビシリーズ第27話においてピョードルがパトレンジャーと遭遇した際、圭一郎とつかさが同話で登場した怪人ピョードルをゾニック・リーと見間違えるシーンが存在する。
| サブタイトル                                                                            | 配信日        |
| --------------------------------------------------------------------------------------- | ------------- |
| 警察戦隊パトレンジャー Feat. 快盗戦隊ルパンレンジャー 〜もう一人のパトレン2号〜（前編） | 2018年 8月4日 |
| 警察戦隊パトレンジャー Feat. 快盗戦隊ルパンレンジャー 〜もう一人のパトレン2号〜（後編)  | 8月11日       |
登場人物
ゾニック・リー
ニワトリのようなギャングラー怪人。左手の爪による斬撃やメガホン型のルパンコレクショントップに叫べ〜Crier vers le haut〜の力で音波攻撃を放つ。
戦力部隊が結成当初のころに音波攻撃によって破壊活動を行い、戦力部隊と戦う中で悟に重傷を負わせて逃亡するが、現在で咲也やノエルを加えたパトレンジャーに敗北する。
- スーツは色替えでテレビシリーズ第27話のピョードルとなった。デザインはピョードルが先行していたが、久は宇都宮からTTFCと兼用の怪人を要望され、バリエーションとしてニワトリの怪人も描いた。

キャスト
- 朝加圭一郎 / パトレン1号 - 結木滉星
- 陽川咲也 / パトレン2号 - 横山涼
- 明神つかさ / パトレン3号 - 奥山かずさ
- 高尾ノエル / ルパンエックス / パトレンエックス - 元木聖也
- 東雲悟 - 秦野浩孝
- ジム・カーターの声 - 釘宮理恵
- ゾニック・リーの声 - 志村知幸
- ナレーション - 安元洋貴
- 夜野魁利 - 伊藤あさひ
- 宵町透真 - 濱正悟
- 早見初美花 - 工藤遥

スタッフ
- 原作 - 八手三郎
- 脚本 - きだつよし
- 音楽 - 高木洋
- アクション監督 - 福沢博文、おぐらとしひろ
- 監督 - 葉山康一郎
- 撮影 - 大沢信吾
- 照明 - 柴田守
- 美術 - 岡村匡一
- 録音 - 中山寿範
- MA - 小林喬
- 編集 - 柳澤和子
- スクリプター - 高山秀子
- 助監督 - 茶谷和行
- 制作担当 - 田中耕作
- ラインプロデューサー - 青柳夕子
- 計測 - 邊母木伸治
- 装飾 - 塩溝義幸（東京美工）
- 操演 - 橋本一輝（ライズ）
- 衣裳 - 角田千春（東京衣裳）
- ヘアメイク - 辻真美・田中梨沙（ザフェイスメイクオフィス）
- 選曲 - 宮葉勝行
- 音響効果 - 桑原秀綱（SoundRound）
- EED - 菊地光洋（東映デジタルラボ）
- 視覚効果 - 沖満
- デジタル合成 - 柳原嘉宣（日本映像クリエイティブ）
- 絵コンテ - 伊藤康洋
- カースタント&コーディネート - 西村信宏（武士レーシング）
- キャラクターデザイン - 久正人
- 造型 - レインボー造型企画
- 制作デスク - 須藤若奈
- 仕上進行 - 辻今日子
- メイキング - 福光正樹
- メインビジュアルデザイン - 伊津野妙子
- ライター - 用田邦憲
- AP - 黄田脩民（テレビ朝日）、川勝宥典・岡部圭一朗（東映）
- チーフプロデューサー - 佐々木基（テレビ朝日）
- プロデューサー - 井上千尋・渕勇二（テレビ朝日）、宇都宮孝明（東映）
- 制作プロダクション - 東映テレビ・プロダクション
- 製作 - 東映特撮ファンクラブ（東映・テレビ朝日・バンダイナムコライツマーケティング）

### 超バトルDVD
『てれびくん超（ハイパー）バトルDVD 快盗戦隊ルパンレンジャーVS警察戦隊パトレンジャー 〜GIRLFRIENDS ARMY（ガールフレンズ・アーミー）〜』
てれびくん2018年8月号（2018年6月30日発売）の応募者全員サービスDVD。早見初美花か明神つかさの直筆手紙（レプリカ）全4通のうち2通のセットとなる。
登場人物
ユウ
- 演 - 今井紗来

月夜学級新聞の取材に戦力部隊のオフィスに来た新聞記者志望の少女。喧嘩した親友との思い出でもあるクマのぬいぐるみクマムウを大事にしている。勘が鋭く、初美花が快盗であることやつかさが可愛い物好きであることを見抜いている。
ナンパリオ・ペンギーノ
- 声 - 大畑伸太郎

武器はブンドルトのロングウオーソードと同型の武器で、小学館大爆破事件を起こそうとしていた。
ドグラニオからコレクションを貰えなかったため、金庫にはコレクションは入っていないが、可愛い物が好きで、クマムウに一目惚れしてそれを強奪して金庫に入れた。
スーツアクター
- ルパンイエロー - 下園愛弓
- パトレン3号 - 五味涼子
- ナンパリオ・ペンギーノ - 蔦宗正人

スタッフ
- 原作 - 八手三郎
- プロデューサー - 宇都宮孝明、紀野良輔
- 脚本 - 金子香緒里
- サウンドデザイン - 桑原秀綱
- 撮影 - 松村文雄
- アクション監督 - 福沢博文
- 監督 - 葉山康一郎
- 製作 - 東映
- 製作・発行 - 小学館

### Vシネクスト
『ルパンレンジャーVSパトレンジャーVSキュウレンジャー』
前作『宇宙戦隊キュウレンジャー』とのクロスオーバー作品。Vシネクストとして、2019年5月3日に劇場公開、同年8月21日にBlu-ray&DVD発売。
『機界戦隊ゼンカイジャーVSキラメイジャーVSセンパイジャー』
2022年4月29日期間限定劇場上映、同年9月28日にBlu-ray&DVD発売。ルパンレッド / 夜野魁利、パトレン1号、ポーダマンが登場。

### データカードダス
『スーパー戦隊データカードダス 快盗戦隊ルパンレンジャーVS警察戦隊パトレンジャー』
2018年2月15日より稼働が開始された、キッズ向けアーケードカードゲーム。

### 家庭用ゲーム
『なりキッズパーク 快盗戦隊ルパンレンジャーVS警察戦隊パトレンジャー』
2018年11月21日発売、Nintendo Switch専用ソフト。なりきりヒーローアクションゲーム。